# チコちゃんに叱られる!
『チコちゃんに叱られる!』（チコちゃんにしかられる、英: Chico Will Scold You!）は、2018年4月13日（レギュラー放送）からNHK総合テレビジョンで放送されているバラエティ番組。

## 概要
「好奇心旺盛でなんでも知っている5歳の女の子」という設定の着ぐるみの少女のチコちゃんが、ナインティナインの岡村隆史をはじめとする大人の解答者たちに対して素朴だが、考えたこともないような疑問を投げ掛ける、クイズ形式のバラエティ番組。2017年3月以降の3回の単発放送を経て、2018年4月13日からレギュラー放送が開始された。
解答者が答えに詰まると、CGによって突然真っ赤になり巨大化した顔で、「ボーっと生きてんじゃねーよ!」の決めゼリフと共に叱って（場合によっては叱らない）答えを明かし、専門家に取材をした解説VTRを流して答えを掘り下げる、という構成で進められる。逆に解答者が正解した場合には「つまんねーヤツだな〜」と拗ねてしまい、その場で漢字の書き取り問題を出題（回によっては省略されることもある）、この問題の不正解者に対して「ボーっと生きてんじゃねーよ!」と叱ってから解説VTRに入る。
以上の進行形態からクイズ番組的要素もあるが、多くの疑問では番組内で示される答えが「いくつかある説の一つを紹介」するものであり、そのことについては最後に「諸説あります」という注釈が加えられ、必ずしも番組として正解を求めているわけではないことが暗示されている。タイトルロゴに描かれた「Don’t sleep through life!」は「ボーっと生きてんじゃねーよ!」の意訳であり、英語での正式タイトルとは異なる。岡村は、これがはじめてのNHKでのレギュラー番組でもある。
かつてフジテレビで「笑う犬」シリーズなど数々のバラエティ番組を手がけ、共同テレビジョン（共テレ、フジテレビの関連会社）に出向中だった小松純也が企画し、当番組のプロデューサーを務める。ただし、番組そのものはNHKエンタープライズ（NEP）の単独制作名義となっており、これに共同テレビや、同社の子会社であるベイシスなど複数の番組製作会社が制作に関わる。
番組中にはにらめっこのコーナーがたいてい挿入され、「あっぷっぷ」のかけ声と共にCGでいろいろチコちゃんが変化し（たいていキョエを伴う）、すぐスタジオに戻りチコちゃんが笑うシーンが放送され（なおにらめっこがなくても笑うシーンは放送される）、出演者やそれまでのネタで笑いを取ってからそのまま次の問題に移る。
番組の最後に視聴者からのお便りを紹介するコーナー「ひだまりの縁側で…」が挿入される。また、2020年度後期は番組中盤に「私は流されない 唯我独尊ゲーム」が設けられていた。放送時間を拡大したスペシャル版では、ゲストがチコちゃんと狭い部屋で一対一で向き合い、チコちゃんからの質問に答えるコーナー「チコの部屋」が挿入される。このほか、2019年度よりチコちゃんの顔を全く映さないうえで、薄暗いスタジオの隅で岡村とトークする「働き方改革のコーナー」が新設されている。その後、「CO2削減のコーナー」など時折名前が変更されるが、チコちゃんの顔を全く映さないという本来の目的は保たれていた。唯我独尊ゲームは、2020年度までは不定期での放送だったが、2021年度からは「唯我独尊ゲーム」を廃止した代わりにゲストから1人を交えて3人でトークするコーナーとして毎週放送されるようになり、更に2023年1月6日放送回からは番組の次回予告も毎週挿入されるようになった。
放送時間は本放送が毎週金曜19:57 - 20:42で、再放送が土曜（本放送の翌日）9:00 - 9:45（2024年3月までは8:15 - 9:00）であるが、本放送時間帯（金曜夜）は各地域放送局（首都圏を含む）で独自番組が放送される場合があることや、特設ニュース（報道特別番組）により放送自体が休止になる場合もあるため土曜日の放送が本放送になる週や地域もある。そのほか、毎週のレギュラー放送とは別に、過去の放送から質問1問分を抜粋し10分に再編集したミニ番組「チコちゃんに叱られる!チコっとだけスペシャル」も不定期に放送されている。
2020年3月6日放送回からは、ネット常時同時・見逃し配信サービスのNHKプラスにて視聴可能になった。在京民放テレビ局5社が共同運営している動画配信サービスのTVerでもミニ番組「チコっとだけスペシャル」の配信を行っている。
海外向け放送のNHKワールド・プレミアムでも視聴できるが、一部の題材や取材対象を除き、著作権上の都合で音楽トラックは全編オフで放送されている。このため、演者の声や現場音と、それに加えた効果音だけとなり、編集者しか聞けないミックス前の段階が、そのまま視聴者に届くという大変珍しい形となっている。音楽が消えると効果音だけが目立つため、結果的にはテーマソングやコーナーチェンジなどでも、どの部分にどんな効果音を使って演出したのかが、よくわかるものとなっている。

## 設定・制作
同番組のプロデューサーでもある小松が、NHKチーフプロデューサー（CP）の水高満と飲んでいたとき、小松が「5歳児の女の子にクイズを出され、知らないと『ボーッと生きてんじゃねえよ!』と叱られる番組をやりたい」と話したことが番組誕生のきっかけである。プロデューサーの小松の談話によると、この番組の企画はかつて1996年に自分が企画して『森田一義アワー 笑っていいとも!』（フジテレビ）で放送された、正解して当たり前というクイズを出題していた『君たちは漫然と生きていないか？』コーナーを意識したものであったという。当初はフジテレビに企画を提出したが通らなかった。しかしNHKの番組となったことで結果的に膨大な過去の資料映像を使うことができるようになったと語っている。チコちゃんのキャラクターの原点は、これも小松が演出・プロデューサーを務めていた『平成日本のよふけ』（フジテレビ）に登場した『赤さん』である（赤さんの声は、チコちゃんと同じ木村祐一が担当している。ただし、ボイスチェンジャーがチコちゃんよりも低めのトーンに調整されていたり、着ぐるみではなくパペットという違いがある）。
チコちゃんには、「一昔前にいた、ちょっとこまっしゃくれたおませな女の子」という設定を与えているため、チコちゃんの衣装や髪型に昭和のイメージを与えているといい、番組セットにもレトログッズをちりばめている。そのチコちゃんを、「5歳児」に設定したのは5歳ぐらいが「ヘンな言葉覚えて大人をしかったとしてもイラッとこない感じとか、背伸びしてもかわいい感じ」「まだ社会生活や規律に染まっていない」点にあるという。小松プロデューサーいわく、名前だけは可愛くしたいということで、小松の親友の妻のニックネームから「チコ」と言う名前を採っている。
チコちゃんの顔は、CGで無限に変化することができるが、これは映像や着ぐるみ、CG合成などの案があったなかで、NHKアートの技術担当者やNHK放送技術研究所にも相談して、通常のバラエティでどこまでできるのかを試した結果だという。実際の収録現場での様子は秘匿されている部分も多いが、水高CPの説明によると、スタジオでの収録時には着ぐるみのチコちゃんがいて、ボイスチェンジャーで変換させた木村祐一の声を同時収録であてており、チコちゃんの顔（表情）は収録後にCGで組み替え（メイク）しているとのこと。チコちゃんの顔（表情）の組み替えのため、収録時にチコちゃんを複数のカメラで同時収録し、放映時に頭部を3DCGのモデル（着ぐるみの頭部を精緻に3Dスキャンしたもの）に差し替えているが、実際は他の出演者が手前に被った際のマスク処理や、鏡や主演者のサングラス、現場の映像確認用モニターなどにチコちゃんが映り込んだ場合の処理など多くの手間のかかる作業を要する。この様な事情から収録からオンエアまでに約2か月程度を要するため、2020年に岡村の結婚が報じられた際は、このタイムラグにより当分番組内で岡村の独身いじりネタが続くことを説明している。
当番組の制作チームは放送開始当初から生放送の実現を目指しており、2023年以降には不定期で生放送スペシャルが行われる場合がある。その際、チコちゃんの決め台詞の場面では、NHKアートと株式会社ウサギィが共同開発した、人工知能を使用した独自の顔認識エンジン『チコちゃんリアルタイム表示システム』によって頭部のCGがリアルタイム合成される。2019年の『第70回NHK紅白歌合戦』にチコちゃんがゲスト出演した時点ではほぼ正面の向きに限定されていたが、改良を重ねた結果、2024年8月30日放送分では正面顔に限定されない、より自由度の高い演出が実現したという。
チコちゃんの声に木村を起用した意図について、水高CPは木村のアドリブ力の高さと（チコちゃんの見た目との）ギャップの激しさを挙げている。木村自身は女の子を演じることについて「いろんな人に聞いてください、板尾（創路）さんとかYOUとかに。『キム兄は女子だよね』って言いますから」「女子会に参加できるタイプなんです」などと、もともと女子的なキャラクターを持ち合わせていることを述べている。
番組のレギュラー解答者として岡村が起用された理由については水高CP曰く、岡村の背丈がチコちゃんと同じくらいであるため、二人が並んだ際に親子のような関係性ではなく、友達のような自然な画的バランスが取れる点が評価された。また、小松によると「好き勝手にしゃべる子どもを優しく見守る岡村の姿」がイメージしやすかったことも起用の決め手となったという。
森田美由紀（NHKアナウンサー）が担当する解説VTRのナレーションは、「今こそ全ての日本国民に問います」「そんなことも知らずに、やれ○○だとか、○○などと言っている日本人のなんと多いことか」と、「全国民」に対して上から目線で淡々と毒を吐くスタイルだが、これは番組からの「NHKスペシャル風にやってほしい」とのリクエストに応じたもので、水高CPによると「おちゃらけたバラエティーのナレーションではなくて、真面目に淡々と読む、だけど言っていることは変、という方が面白いというのがあって、『ザ・NHK』に読んでもらった方が、その面白さが増す」との意図で起用したものであるという。ただし、意図的に笑いを誘うナレーションもある。
問題・解説のVTRは問題ごとに別々のディレクターを中心としたチームが担当し、VTRの演出スタイルは担当ディレクターの作家性に委ねられているという。取材前に「面白そうに膨らませるポイント」をスタッフ全員で共有した上で取材に臨み、その上で「NHKは真摯に取材し伝える」という基本線を崩さないように、疑問に関しての取材と解説VTRは「芯のしっかり通ったもの」を作った上で、それを崩しているという。過去の『NHKスペシャル』など他の番組の映像をほぼそのまま解説VTRに使ったり『ダーウィンが来た!』のディレクターに依頼して解説VTRを制作したり、『プロジェクトX』『その時歴史が動いた』などのNHK人気番組のパロディなど大胆な演出も見られる。仮に「答え」の内容が想定外の方向に進んだとしても、そこまでの制作過程は徹底してオープンにすることも心がけているという。

## 出演者
- チコちゃん（声：木村祐一、操演：ちょこグループ）
好奇心旺盛でなんでも知っている「永遠の5歳」の少女[37]。髪型はおかっぱ頭で、ピンクのワンピースを着ている。
粗挽きウィンナーとチャーハンが好き[32][38]で、筒香嘉智の大ファン[32][39]。東京都港区白金生まれと自称しているが、話の端々に関西弁が頻出する[33]。これらの設定は、基本的に前もって木村とスタッフとの間でおおよそすり合わせているが、木村のアドリブによって決まったものも多いという[33]。なお木村はチコちゃんにとって「知り合いのおじさん」と称されている。
『叱られたい！』のMVや解説VTRでの教授や専門家からの答えでは母親の存在が示唆されている。
オープニングでゲストを紹介する際、ゲストがユニットに所属している場合はユニット名で紹介する[注釈 16]。2回目の出演の際には、「準レギュラー」、3回目の出演以降は「オリジナルメンバー」と呼んでいる。
パイロット版初回のみ、顔・服装ともに大きく異なっていた[注釈 17]。
2023年12月15日放送回では「チコの知り合いのおじさん（木村）がインフルエンザになった」ため、「もう一人のおじさん（天野ひろゆき）」が声を演じた。
- 岡村隆史（ナインティナイン） - レギュラー解答者・MC（公式サイトではMCと表記されている）
一時期岡村の嫁探しコーナーが番組内コーナーでシリーズ化したことがあったが、その期間中に岡村が番組と関係ない人と結婚したため、番組冒頭でチコちゃんから追及されたことがある。
- ゲスト解答者2人（拡大版では3人になる場合がある。NHK他番組の宣伝を兼ね、当該番組の出演者が出る場合がある）
- 塚原愛（NHK財団出向） - 公式サイトでは『キャスター』、EPG番組表では『リポーター』と表記されており、NHKアナウンスルームサイトでは『情報プレゼンター』と紹介されている。
- 森田美由紀（フリーアナウンサー、元協会局次長級局員） - 語り
- 主な出演者
  - 大竹まこと、目黒祐樹、鶴見辰吾、山西惇、つぶやきシロー、宍戸開、池田鉄洋、かたせ梨乃、デーブ・スペクター、木村多江、堀内敬子、石田ひかり、松永玲子、パンツェッタ・ジローラモ、モーリー・ロバートソン、柳沢慎吾、野村将希、橋本直、八十田勇一、宮下雄也、宮川一朗太、陣内孝則、あばれる君、厚切りジェイソン、チャド・マレーン、橋本じゅん、板橋駿谷、野間口徹、勝矢、神保悟志、松尾諭、木村祐一、宇治原史規、草野仁、植野行雄、村上淳、村上純、黒瀬純、山中聡、竹森千人、山下真司、辰巳琢郎、浅野ゆう子、小松利昌、桂三度、今野浩喜、マイケル富岡 - 解説VTR内の寸劇「NHKたぶんこうだったんじゃないか劇場」（回によって異なることあり）に出演する俳優。
- キョエちゃん（声：非公表[注釈 18]）
視聴者からのお便りを紹介するコーナー「ひだまりの縁側で…」に登場し、視聴者からの手紙を届ける[41]カラスで、年齢は不明。性別については2024年12月13日放送の「ひだまりの縁側で…」内でウィキペディアについて言及し、以前当記事内で「推定メス」とされていたところを、「れっきとしたメスである」と明言した。別名「江戸川の黒い鳥」[41][42]。
当初は「バカー!」とだけ鳴いていたが、レギュラー放送後は回を重ねるごとに多くの言葉を喋るようになった（2019年2月ごろから声色が甲高い声からドスの効いた低いダミ声に変わっている）。
さらに歌も歌えるようになっており、2019年4月・5月の『みんなのうた』では、キョエちゃんが歌う「大好きって意味だよ」（作詞・作曲：槇原敬之、編曲：本間昭光）が放送された[43]。
2022年10月7日のOAから「旅に出た」という理由で休演したが、2023年3月31日のOAから復帰した。旅期間、「捜さないで」と言っているわりに番組が見かけたら撮影するよう視聴者に呼びかけており、実際にキョエちゃんを撮影したとされる写真（本物のカラスを撮ったもの）がコーナーで数回紹介されていた。
- ズン吉（声：非公表）
2022年10月7日放送回からキョエちゃんに替わって視聴者からのお便りを紹介するコーナーに加わっていた新キャラ[44]。頭はリーゼント風になっている。キョエちゃんとは深い付き合いであると話した。性別はオス。年齢は不明。2023年3月31日のOAで市川の板金工場に戻るため番組を卒業した。ただ、その後もしばらくは「上空から見ている」という設定で、声のみ出演していた。

## 放送リスト
放送日はいずれも本放送（レギュラー放送時は金曜日の放送）を行った日付としている。出演者のうち「†」が付いた人物は放送と同時期に放送していた連続テレビ小説に出演していた俳優、「‡」が付いた人物は放送と同時期の連続テレビ小説のテーマソングを歌った歌手。

### 2017年（パイロット版）
| 2017年（パイロット版）     | 2017年（パイロット版）           | 2017年（パイロット版） | 2017年（パイロット版） | 2017年（パイロット版） | 2017年（パイロット版）                                    |
| 放送日時                   | ゲストパネラー                   | 問題 | チコちゃんの解答 | VTRゲスト              | コミカライズ                                              |
| -------------------------- | -------------------------------- | --- | --- | ---------------------- | --------------------------------------------------------- |
| 3月24日 （22:45 - 23:15）  | 田中美佐子 高橋みなみ 茂木健一郎 | 1. 人と別れる時に手を振るのはなぜ? 2. お線香をあげる意味は? 3. どうして「ねぎとろ」は「ねぎとろ」って呼ぶの? 4. 「乾杯のカチン」はどうしてやるの? 5. セピア色の「セピア」って何? | 1. 相手の魂を引き寄せるため 2. 亡くなった方の食べ物 3. むぎとろ 4. 毒殺を防ぐため 5. 「イカ墨」のこと                                                                               | - 哀川翔（5問目）      | - 月コロ2020年1月号 （1問目･コミックス第3巻）             |
| 8月 2日 （19:30 - 20:15）  | 財前直見 関根麻里 石原良純       | 1. 「ポン酢」の「ポン」って何? 2. 親と一緒に過ごせる残り時間は? 3. クッキーとビスケットはどう違うの? 4. どうして座高はもう測らないの? 5. どうして男と女がいるの?                 | 1. フルーツポンチの「ポン」 2. 岡村さんの場合、あと13日 3. クッキーはビスケット 4. （座高を測らなくなった背景には）78年間にもおよぶ大スキャンダルがあった 5. 男は、女にとっての保険 |                        | - 女性セブン2019年5月9日･16日号（1問目・コミックス第2巻） |
| 12月27日 （19:30 - 20:15） | かたせ梨乃 SHELLY 大竹まこと     | 1. おさい銭はどうして入れるの? 2. バースデーケーキのろうそくの火はどうして吹き消すの? 3. セーターはどうして暖かいの? 4. どうして左投げ投手のことを「サウスポー」って言うの?      | 1. ケガレをお金にくっつけて捨てるため 2. 人類500年の葛藤の物語があった 3. セーターが自分で発熱しているから 4. 分かりません。                                                        | - 未唯mie（4問目）     | - 別コロ2020年2月号 （1問目･コミックス第3巻）             |

### 2018年
| 2018年                     | 2018年                         | 2018年 | 2018年 | 2018年                                                                                | 2018年                                                                                        |
| 放送日時                   | ゲストパネラー                 | 問題 | チコちゃんの解答 | VTRゲスト                                                                             | コミカライズ                                                                                  |
| -------------------------- | ------------------------------ | --- | --- | ------------------------------------------------------------------------------------- | --------------------------------------------------------------------------------------------- |
| 4月 7日 （8:15 - 9:00）    | 高橋みなみ 大竹まこと          | 1. どうしてパンダは白と黒なの? 2. 「どっこいしょ」ってどういう意味? 3. なんで枕を使うの? | 1. 笹を食べているから 2. 人間の五感を研ぎ澄まし、邪念や迷いを捨てて心が清らかになること 3. ヒトが二本の足で歩くから |                                                                                       | - 月コロ2019年10月号（2問目・コミックス第3巻）                                                |
| 4月13日                    | 田中美佐子 佐藤健†             | 1. どうして胴上げするの? 2. （6つのケーキの画像を示して）ショートケーキってどれ? 3. なぜ桜は一斉に咲くの? 4. なんで右利きの人が多いの?                                                                                          | 1. 異常な状態の人をシラフにするため 2. 全部ショートケーキ 3. 1本の木から分身していった全部同じ木だから 4. 人類が言葉を話すようになったから |                                                                                       | - ぷっちぐみ2019年11月号（2問目・コミックス第3巻）                                            |
| 4月20日                    | 三田寛子 大竹まこと            | 1. ドレミの「ド」ってな～に? 2. （お風呂に浸かったときに）「ゔぁ～」と言うのはなんで? 3. なんで人はペットを飼うの? 4. どうして泥棒は唐草文様の風呂敷?                                                                           | 1. 「～のように」の「ド」 2. 命にかかわるから 3. 群れで生活する生き物だったから 4. どの家でもタンスの一番下に入っていたから | - 八代亜紀（1問目） - 具志堅用高（3問目）                                             |                                                                                               |
| 4月27日 （20:00 - 20:45）  | 若槻千夏 島崎和歌子            | 1. なぜ年度は4月始まり? 2. 全員クロールなのにどうして自由形? 3. 森のニオイって何の匂い? | 1. スクープ!大蔵省のトップがインチキしたから 2. クロールより速い人類最速の泳ぎ方があるから 3. 殺しの香り | - 松田丈志（2問目）                                                                   | - 別コロ2020年10月号（3問目）                                                                 |
| 5月 4日 （19:30 - 20:45）  | 木村佳乃 河北麻友子 滝藤賢一†  | 1. こんにゃくの黒いつぶつぶってな～に? 2. なんでタンスに小指をぶつけるの? 3. 子どもはなんで寝相が悪いの? 4. どうしてクジラは大きいの? 5. どうしてドライヤーに冷風があるの? 6. どうして北海道だけ道っていうの?                   | 1. ひじき 2. 自分が思っているより1cm外側を歩いているから 3. よく眠れている証拠 4. 食べ過ぎたから 5. 髪の毛をツヤツヤにするため 6. でっかいどうだから | - ジョン・シピン（4問目）                                                             | - 月コロ2020年7月号（5問目）                                                                  |
| 5月11日                    | 紫吹淳 大竹まこと              | 1. どうして刑事をデカというの? 2. てるてるぼうずって何者? 3. なんでダメな医者をヤブ医者っていうの? 4. なんでパイロットは帽子をかぶってる?                                                                                       | 1. 和装のコートを着ていたから 2. 自らの命を犠牲に人々を救った悲劇のヒロイン 3. 名医のことだった 4. 操縦ができなくなる可能性があるから | - 森本レオ（3問目）                                                                   | - 月コロ2019年6月号（4問目・コミックス第2巻）                                                 |
| 5月18日                    | かたせ梨乃 カンニング竹山      | 1. なぜ高齢者のことをシルバーという? 2. なぜ一重と二重の人がいる? 3. ラッコはなぜ貝ばかり食べている? 4. 福神漬って何の漬物? | 1. たまたま銀色の布が残っていたから 2. 一重まぶたが二重まぶたのより進化したものだから 3. 泳ぎが下手だから 4. （10年の歳月をかけてたどり着いた）黄金の7種類の野菜の組み合わせ |                                                                                       | - 女性セブン2019年8月8日号（1問目・コミックス第2巻）                                          |
| 5月25日                    | 田中美佐子 夏菜                | 1. ラーメンの「ラー」ってどんな意味? 2. なんで、女性は男性よりも長生きなの? 3. なぜ、山の上のほうが太陽に近いのになぜ寒いの? 4. なぜ、「男が青」で「女が赤」?                                                                   | 1. おかみさんの優しさから 2. 男はもともと女だったのに、無理して男になったから 3. 太陽の暖かさは直火じゃないから 4. 庶民が貴族にムカついたから | - かたせ梨乃（1問目）                                                                 |                                                                                               |
| 6月 1日                    | 森泉 天野ひろゆき              | 1. 戌年の「戌」ってどういう意味? 2. どうして人は歯を磨かないと虫歯になるの? 3. どうして葉っぱは緑色なの? 4. BBQと焼肉の違いって何?                                                                                              | 1. 植物が枯れている状態 2. 料理をするから 3. 葉っぱは赤と青が好きだから 4. 焼きながら食べるのが焼肉、焼いてから食べるのがBBQ |                                                                                       | - 別コロ2019年6月号（4問目・コミックス第2巻）                                                 |
| 6月 8日                    | 高橋みなみ 大竹まこと          | 1. なぜサッカーは手を使ってはダメなの? 2. ペン回しはなんでやるの? 3. なぜペットボトルに凸凹があるの? 4. シェフの帽子はなんで高いの?                                                                                             | 1. 手を使っていいことにすると殴るから 2. 脳みそをフル回転させるため 3. 飲み物がとても熱いから 4. シェフの背を高く見せるため | - 松木安太郎（1問目） - Kay（2問目） - 加藤諒（4問目）                                |                                                                                               |
| 6月15日 （19:30 - 20:15）  | 安田美沙子 北斗晶              | 1. なぜ応援は「三三七拍子」なのか? 2. 「あっかんベー」はなに？ 3. くすぐったいってなに? 4. 「略さずに言ってみよー」のコーナー （「割勘」とは?） 5. どうして、花にはいろいろな色があるの？                                       | 1. 明治大学の天才がひらめいたから 2. 赤目 3. 虫対策 4. 割前勘定 5. 花によって虫の好みがバラバラだから | - 田中将斗（3問目）                                                                   |                                                                                               |
| 6月22日 （19:30 - 20:15）  | YOU 田中直樹                   | 1. タイムマシンがないのはなぜ? 2. 信号の緑色を、なぜ青信号という? 3. なぜすっぱいとこの顔（口を窄めた顔）になる? 4. なぜハトは地面をつっついている?                                                                             | 1. タイムマシンはもうある 2. 新聞が青と報じてしまったから 3. 毒だと思っているから 4. 石を食べている | - 永野芽郁†（2問目）                                                                  |                                                                                               |
| 6月29日                    | かたせ梨乃 天野ひろゆき        | 1. プールで目が赤くなるのは? 2. 電車に乗っていると、なぜ眠くなるの? 3. なぜヒトはパンツをはくの? 4. ごはんは炊き立てのほうがおいしいの？                                                                                        | 1. 誰かのおしっこが入っている疑惑 2. お母さんのおなかの中を思い出すから 3. 神様と交信するため または、ゲルマン民族が都会にあこがれていたから。 4. 炊き立てはαデンプン、時間がたつとβデンプンに戻るから                                                                                        |                                                                                       | - 月コロ2020年9月号（2問目）                                                                  |
| 7月13日 （20:00 - 20:45）  | 田中美佐子 矢作兼              | 1. 指のポキポキはどうして鳴るの? 2. なんで牛乳を飲むとき腰に手をあてるの? 3. なぜジーンズには小さいポケットが? 4. どうして日本は左側通行?                                                                                       | 1. 泡がはじける音 2. 牛乳瓶の形のせい 3. 懐中時計を入れるため 4. 殺し合いになるから | - 小沢仁志（1・2問目）                                                                | - 月コロ2020年4月号（2問目・コミックス第3巻）                                                 |
| 7月20日                    | 藤本美貴 大竹まこと            | 1. なぜ緊張すると口が渇く? 2. 大人になるとあっという間に1年が過ぎるのはなぜ? 3. 男性が声変わりするのはなぜ? 4. なぜ苦いのにピーマンを食べる?                                                                                    | 1. なんとか生き延びようとしているから 2. トキメキがなくなったから 3. モテたいから 4. 戦後の日本を救った偉い野菜だから |                                                                                       |                                                                                               |
| 7月27日                    | 島崎和歌子 間宮祥太朗†         | 1. なんで女性は「キャー!」って言うの? 2. カキ氷の「ブルーハワイ」って何の味? 3. サバを読むって、なぜ「サバ」なの? 4. 学校のチャイム、なんであの音?                                                                              | 1. かまってちゃんだから 2. 何でもいい味 3. サバが腐りやすいから 4. 子どもたちのつらい思い出をよみがえらせないため | - 林家ペー・パー子（1問目） - 彦摩呂（2問目） - 森本レオ（3問目） - 八代亜紀（4問目） | - 月コロ2019年8月号（2問目・コミックス第2巻）                                                 |
| 8月17日 （19:30 - 20:42）  | 浅野ゆう子 若槻千夏 国分太一   | 1. お盆の「盆」ってな～に? 2. なんで「虹」は7色なの? 3. 「あす」と「あした」は何が違う? 4. なぜ恥ずかしいと顔が赤くなる? 5. 「じゅうたん」と「カーペット」は、なにが違うの? 6. 郵便マークはなぜ「〒」? 7. 演歌って何?           | 1. 逆さづり 2. レミファソラシドレだから 3. あすは「あす」、あしたは「あすの朝」 4. 相手に恥ずかしい気持ちをわかってもらうため 5. 「じゅうたん」は「カーペット」 6. ダジャレ 7. 庶民の口に出せない怨念悲傷を艶なる詩曲に転じて歌うのが艶歌 by五木寛之                                          | - 清水ミチコ（1問目、ナレーション）                                                   | - 月コロ2019年7月号（3問目・コミックス第2巻） - 月コロ2020年5月号（5問目・コミックス第3巻）   |
| 8月24日                    | 朝比奈彩 長嶋一茂              | 1. なぜ関東の味は関西よりも濃い? 2. なぜつまようじには溝がある? 3. お風呂で手足だけふやけるのはなぜ? 4. 「略さずに言ってみよー」のコーナー （「カラオケ」とは?） 5. どうして花火大会は夏に多いの?                               | 1. 徳川家康のせい 2. こけし 3. 水辺で発動する自動滑り止め機能 4. 空(カラ)オーケストラ 5. おはらいのため |                                                                                       |                                                                                               |
| 8月31日                    | 関根麻里 八嶋智人              | 1. 大仏様のおデコのアレ、何? 2. なんでくしゃみをすると「誰かにうわさされている」って言う? 3. なぜ子どもは「うんち」が好き? 4. 学校の夏休みは何のためにある?                                                                     | 1. 毛 2. 誰か他の人のせいにするため 3. うんちを自分の子どもと思っているから 4. 先生が勉強するため |                                                                                       | - 月コロ2019年12月号（1問目・コミックス第3巻） - 別コロ2019年10月号（3問目・コミックス第2巻） |
| 9月 7日 （20:00 - 20:45）  | 足立梨花 小峠英二              | 1. 蚊はなぜ血を吸う? 2. おじいちゃんの眉毛が長いのはなぜ? 3. トランプの絵札の人たちって誰? 4. 四つ葉のクローバーは、なぜ四つ葉になるの?                                                                                         | 1. 元気な子供を産むため 2. 抜けるのを忘れちゃうから 3. 伝説の英雄・オールスターズ 4. 事故にあってしまったから | - 木村多江（1問目） - 村山富市（2-4問目） - トランプマン（3問目）                     | - ちゃお2019年7月号（4問目・コミックス第2巻）                                                 |
| 9月14日                    | 橋本マナミ ムロツヨシ          | 1. なぜ日本人はここまでカレーライスが好き? 2. カスタネットはなぜ赤と青? 3. 「イライラ」の「イラ」って何? 4. なぜ汗はしょっぱい?                                                                                                 | 1. 実はイギリス式だったから 2. 業者さんが面倒だったから 3. トゲ 4. 汗をかくのがヘタクソだから | - カンニング竹山（3問目）                                                             |                                                                                               |
| 9月21日                    | キムラ緑子† 中村倫也†          | 1. なんで考え事をする時上を向く? 2. なんで温泉旅館の部屋にお菓子があるの? 3. 日本の中心ってどこ? 4. 1gって何? | 1. 情報をシャットアウトするため 2. 血糖値を上げて立ちくらみなどを予防するため 3. たくさんありすぎる 4. フランスにある金属の塊の重さの1/1000 |                                                                                       |                                                                                               |
| 9月28日                    | 夏菜 天野ひろゆき              | 1. なぜ東海道新幹線（の車体）は青と白? 2. なんでマイクを持つと小指がピーンとなるの? 3. なぜ大阪のおばちゃんはあめに"ちゃん"をつける? 4. なぜビールは水と比べてたくさん飲めるの?                                                 | 1. 色を決める会議の席にあったタバコの箱が青と白だったから 2. 人間は、そーっとモノを摘まもうとすると小指がピーンとなる生き物だから 3. 豊臣秀吉が、大坂に商人の町を造ったから 4. ビールの中にある特定成分が消化管平滑筋に存在するムスカリンM3受容体を直接刺激することで消化管運動を促進するため |                                                                                       |                                                                                               |
| 10月 5日                   | 鈴木紗理奈 カンニング竹山      | 1. なんで高い場所で体がゾワゾワするの? 2. なぜおそば屋さんにカツ丼があるの? 3. なんで学校でウサギを飼うの? | 1. トイレに行く波、行かない波が同時に押し寄せるから 2. そもそも、おそば屋さんが作ったから 3. ちょうどいいから |                                                                                       |                                                                                               |
| 10月12日                   | 高橋みなみ 立川志らく          | 1. なんで女性は電話に出ると声が高くなる? 2. カツオのタタキはあぶっているのに、なぜタタキ? 3. チコドリルのコーナー（画像を見てその名前を正しく書く） 4. そもそも運動会をやることになったのはなぜ?                                | 1. ちっちゃいと思われたいから 2. 実はタタいているから 3. 「ボウリング」、「アボカド」、「アタッシェケース」 4. 兵隊さんがグレないため |                                                                                       | - チコちゃんに叱られる!ファンブック（3問目・コミックス第3巻）                                 |
| 10月19日                   | 中川翔子 泉谷しげる            | 1. なんで静かなことを「シーン」っていうの? 2. なんでカメは長生きなの? 3. なぜ鏡は左右逆に見える? | 1. 実際にシーンという音がしているから 2. 心拍数が少ないから 3. (人それぞれで捉え方が違うため）わからない | - 春日俊彰（1問目）                                                                   |                                                                                               |
| 10月26日                   | 村上佳菜子 中尾彬              | 1. フィギュアスケートのフィギュアってなに? 2. ハロウィンはなぜ仮装するの? 3. 校長先生の話が長いのはなぜ? | 1. 図形 2. 死者になりきるため 3. ネタ本があるから | - 伊藤みどり（1問目）                                                                 |                                                                                               |
| 11月 2日                   | かたせ梨乃 小木博明            | 1. なんでおやじはおやじギャグを言う? 2. 視力検査の数字ってなに? 3. 「エース」ってなに? | 1. 脳のブレーキがきかなくなっているから 2. 「1/記号のスキマと目を結んだ角度」 3. エイサという名の名ピッチャーのこと | - 大谷亮平†（1問目） - 齊藤明雄（3問目）                                              |                                                                                               |
| 11月16日                   | はいだしょうこ 大竹まこと      | 1. なんで大人になると背が伸びなくなる? 2. なんでバスケットのゴールにはボードがついてる? 3. なぜ歳を重ねると涙もろくなる? 4. なんでタッチパネルは触っただけで反応する?                                                           | 1. 骨にある魔法の線が消えるから 2. 観客が邪魔するのを防ぐため 3. 脳のブレーキが緩むから 4. チコっと感電しているから | - 宍戸開（1問目） - 東京八王子ビートレインズ（2問目） - 柴田理恵（3問目）             | - 月コロ2020年3月号（2問目・コミックス第3巻）                                                 |
| 11月30日                   | 榊原郁恵 濱口優                | 1. なんで痛いところに手を当てちゃうの? 2. なんで妊娠･出産してママになった時、イライラするの? 3. 晴れと曇りの境目はなに? 4. なんで鉛筆は六角形なの?                                                                              | 1. 痛みより触覚のほうが優先されるから 2. 人は群れで生きる動物なのに、共同養育ができないから 3. 目で見て空が「2割 青い」で晴れ 4. 3の倍数だから | - カミナリ（1問目） - 橋本さとし（2問目、ナレーション）                               |                                                                                               |
| 12月 7日                   | 渡辺満里奈 中川大志            | 1. なぜ、「花」と「鼻」、どちらもハナ？ 2. 「三本締め」って何? 3. なぜ、年末に第九を演奏するようになった? 4. 血液型の違いって何?                                                                                                | 1. 「パッと目につくもの」だから 2. 3×3＝9に1足してま～るく収まりました 3. 楽団員の年越し費用を稼ぐため 4. 糖の違い | - 鈴木Q太郎（1・2問目) - 茂木大輔（3問目） - 真島茂樹（4問目）                        |                                                                                               |
| 12月14日                   | 鈴木杏樹 的場浩司              | 1. なぜ音楽室には肖像画がある? 2. なんで年末のことを「年の瀬」っていうの? 3. から揚げとフライドチキンって何が違うの? 4. LEDってどうして光るの?                                                                                  | 1. 楽器のおまけだったから 2. 年末は借金清算の攻防のときで、無事乗り越えるのが難しいから 3. 「肉」に味付けするのが「から揚げ」、「衣」に味付けするのが「フライドチキン」 4. 電子がパカッと穴にはまるから                                                                                       | - 神田松之丞（2問目）                                                                 | - 月コロ2019年9月号（3問目・コミックス第3巻）                                                 |
| 12月21日 （19:33 - 20:45） | 高橋ひとみ 陣内孝則 河北麻友子 | 1. 歌うときに、マイクを持たない手を動かすのはなぜ? 2. クリスマス・イブってなに？ 3. なんでトイレットペーパーにシングルとダブルがあるの? 4. 「ふー」と「はー」で温度が違うのはなぜ？ 5. お餅とお団子の違いは? 6. アイドルって何? | 1. マイクを持つと、歌が下手になるから 2. クリスマス当日の夜 3. 業者さんは本当はダブルにしたいけど、根強いシングルファンがいるから 4. 「ふー」は「はー」より空気を巻き込んでいるから 5. 粒か粉か 6. 形を与えられた神様                                                                         | - 松崎しげる（1問目） - WILL-O'（6問目）                                              |                                                                                               |

- 8月24日放送分の放送内容はもともと7月6日（再放送7日）に放送予定だった[51]が、6日・7日とも平成30年7月豪雨などの報道のため放送延期となった[51]。

### 2019年
| 2019年                     | 2019年                         | 2019年 | 2019年 | 2019年 | 2019年                                                     |
| 放送日時                   | ゲストパネラー                 | 問題 | チコちゃんの解答 | VTRゲスト | コミカライズ                                               |
| -------------------------- | ------------------------------ | --- | --- | --- | ---------------------------------------------------------- |
| 1月 4日 （19:30 - 20:42）  | 阿部サダヲ 綾瀬はるか 生田斗真 | 1. 雑煮の「雑」ってなに? 2. 「ごちそうさま」ってなに? 3. なんでインコは言葉をしゃべるの? 4. なんでたい焼きは「鯛」なの? 5. なんでホコリは灰色なの? | 1. 内臓の「臓」 2. 韋駄天さま 3. 飼い主を愛しているから supported by ダーウィンが来た! 4. 鯛は食べられるものだから 5. いろんな色が混ざっているから | - 中村勘九郎（2問目） - 清水ミチコ（2問目、ナレーション） - 和久田麻由子 （3問目、ナレーション） - ヒゲじい（3問目） - 木村多江（5問目） |                                                            |
| 1月11日                    | 大竹まこと SHELLY              | 1. なんで地球は回っているの? 2. なんで東京タワーは赤と白なの? 3. なんで東と西でお餅の形が違うの? 4. なんでさいころの1だけ赤なの? | 1. 地球が生まれたときの惰性 2. 低くしたくなかったから 3. 江戸の人口が多かったから 4. わかりません | - きたろう（1問目） - クールポコ。（3問目）                                                                                              |                                                            |
| 2月 1日                    | 田中美佐子 玉木宏              | 1. なんでこたつに入るとウトウトするの? 2. なんでカレーパンを揚げるの? 3. なんで桃太郎は桃から生まれたの? 4. はやぶさ2は何しに宇宙に行ったの? | 1. 体が冷えるから 2. カツレツに見せるため 3. 大人の忖度 4. 地球の生命誕生の謎を探るため | |                                                            |
| 2月 8日                    | 和田アキ子 つるの剛士          | 1. なぜ歩いていると靴の中に小石が入るの? 2. ホットドッグは、なぜドッグ? 3. もみあげは、なぜ「もみあげ」という? 4. なぜ「タイヤ」は黒い? | 1. 足にあった靴を履いているから 2. 実はダックスフントだったけど、つづりがわからずドッグと書いてしまったから 3. 耳脇毛がなまって"もみあげ" 4. ススが入っているから | - デーブ・スペクター （2問目） |                                                            |
| 2月15日                    | 島崎和歌子 高橋一生            | 1. なんで失恋すると胸が痛くなるの? 2. なんで「顔は覚えているのに名前なんだっけ?」ってなる? 3. なんで東京の地下鉄はごちゃごちゃしているの? 4. なんで2月は28日しかない?                                                                                          | 1. 本当に痛いから 2. 顔と名前は脳の別の場所で覚えているから。 3. あなたの家の地下もあなたの物だから 4. 1年の始まりが3月1日だったから | - 宍戸開（4問目） |                                                            |
| 2月22日                    | 雛形あきこ 田中要次            | 1. なんでレジ袋を使う? 2. なぜニワトリは首を前後に振りながら歩く? 3. ろくでなしの「ろく」とは? 4. 爪ってなに? | 1. 女性のストッキングを守るため 2. 目が横についているから 3. まっ平ら 4. 死んだ皮膚 | - ヒゲじい（2問目） - パーツイシバ （演出振付家）（2問目）                                                                               |                                                            |
| 3月 1日                    | 加藤綾子 野々村真              | 1. 「おだいり様」と「おひな様」って誰? 2. なんで「ニホン」と「ニッポン」2つある? 3. なんで海の中で昆布のダシは出ない? | 1. お内裏様は上の男女二人、おひな様は雛人形全員のこと 2. 江戸っ子がせっかちだったから 3. 生きているから | |                                                            |
| 3月 8日                    | 優木まおみ 大竹まこと          | 1. 別れる時に「さようなら」と言うのはなぜ? 2. 卒業式で第二ボタンをあげるのはなぜ? 3. 卓球のラケットが赤と黒なのはなぜ? 4. 鼻の穴が2つあるのはなぜ? | 1. 「これまではこうだったんだから、そうであるならばこの後は…ね」という意味が込められているから 2. 第一ボタンだと怒られるから 3. 1色だけだと試合がつまらないから 4. ステキな恋人を見つけるため                                                                             | - 森本レオ（2問目） - チョーヒカル（4問目） - キンタロー。（4問目）                                                                      |                                                            |
| 3月15日                    | 佐藤隆太 MEGUMI                | 1. なぜ、甲子園はツタでおおわれている? 2. もし、宇宙人からメッセージを受け取ったらどうする? 3. なぜ、自転車に左から乗る? 4. なぜプリンにカラメルが入っている?                                                                                                  | 1. 手っ取り早く、外国っぽくしたかったから 2. 勝手に答えちゃダメ 3. 左足が支える足だから 4. きれいな形で食べてもらうため | - 新井美羽（2問目） | - 月コロ2020年8月号（2問目）                               |
| 3月22日 （19:30 - 20:42）  | 広末涼子 国分太一 高畑淳子     | 1. ぼたもちとおはぎって、なにが違うの? 2. なんで4月1日はウソをついていい日になったの? 3. なんで4月1日生まれは1つ上の学年になるの? 4. なんで桜の下でどんちゃん騒ぎするの? 5. バイキングとビュッフェは、なにが違うの? 6. なんでサウナはやけどしないの?           | 1. 秋か春か 2. 時代遅れの人たちをからかう日 3. 2月29日生まれの人のため 4. 桜の木には田んぼの神様がいるから 5. バイキングは食べ放題、ビュッフェは立食という意味 6. 空気のバリアができるから                                                                                | - 桑田真澄（3・5問目） |                                                            |
| 4月 5日                    | かたせ梨乃 山里亮太            | 1. なんで夜は暗いの? 2. なんでお寿司は2つ一緒に出てくるの? 3. 働き方改革のコーナー 「日本で2番目に高い山は?」 4. なんで人は愛想笑いをするの? | 1. 宇宙に涯てがあるから 2. 食べやすくするため 3. 北岳 4. サルだったころの名残 | - 森本レオ（1問目） |                                                            |
| 4月12日                    | 足立梨花 中村七之助            | 1. なぜ猫は魚好き? 2. なぜ学校に校歌があるの? 3. 働き方改革のコーナー 「日本で2番目に大きい湖は?」 4. なぜ青春は青い春? | 1. 日本人が魚好きだから 2. フランス革命のマネをしたから 3. 霞ヶ浦 4. 春は青だと決まっているから | - 八代亜紀（2問目） - 渡辺徹（4問目） |                                                            |
| 4月19日                    | 石田ひかり 大竹まこと          | 1. なぜ始球式で空振りするようになった? 2. なんで辛い食べ物はやみつきになるの? 3. 働き方改革のコーナー 「日本で2番目に速い電車は?」 4. なんでジャンプしても地面に戻ってくるの?                                                                                  | 1. 大隈重信が偉すぎて、空振りするしかなかったから 2. 命の危険を感じているから 3. スカイライナー 4. 時空のゆがみに引っ張られるから | - 宍戸開（1問目） - きたろう（4問目） |                                                            |
| 4月26日                    | 増田惠子 出川哲朗              | 1. なぜ眠くなるとあくびが出るの? 2. なぜイカスミは食べるのに、タコスミは食べないの? 3. 働き方改革のコーナー 「世界で2番目に高い山は?」 4. なぜティーカップにはお皿がついてるの?                                                                                | 1. 脳の温度を下げるため 2. 分身のイカ、煙幕のタコだから イカスミに比べて取り出しにくいから 3. K2 4. カップがポットで、お皿がカップだったから | |                                                            |
| 5月 3日 （19:30 - 20:42）  | 広瀬すず† 吉沢亮† 草刈正雄†    | 1. なんで写真を撮るとき「はい、チーズ」って言うの? 2. スリッパって、なんで履くの? 3. なんでお医者さんは白衣を着ているの? 4. なんでネジにはプラスとマイナスがあるの? 5. 働き方改革のコーナー 「なぜ讃岐うどんは香川名物になった?」 6. なんで雲は落ちてこないの? | 1. チーズがおいしかったから 2. 土足で家に上がるため 3. イメチェンしたかったから 4. ゴミが詰まるから 5. 大ピンチだった香川さんが大阪万博で売りまくったから 6. 落ちたくても落ちられないから                                                                                 | - 山名文和（アキナ）（2問目） - 川原克己（天竺鼠）（2問目）                                                                              | - 別コロ2021年4月号（1問目）                               |
| 5月10日                    | 若村麻由美 千葉雄大            | 1. なぜおにぎりは三角? 2. ワンバウンドしただけで交換した野球のボール、そのあとどうなる? 3. チコっとブレイク おしゃべりティータイム 「マラカスの中には、何が入っている?」 4. 「腹の虫がおさまらない」の虫って、なんの虫?                                        | 1. 神様が宿りやすいから 2. 公式戦で二度と使われない 3. 植物の種 4. こんな虫 （様々な病気の原因とされた虫） | - 堀内恒夫（2問目） - 井納翔一（2問目） - 筒香嘉智（2問目） - カンニング竹山（4問目）                                                    |                                                            |
| 5月17日                    | 瀬戸康史 高橋みなみ            | 1. なんでネコはニャーと鳴く? 2. なんで恐怖を感じるとき、顔が青ざめるの? 3. チコっとブレイク おしゃべりティータイム 「もし、戦車と素手で戦うことになったらどうする?」 4. なんで磁石はくっつくの?                                                                | 1. そこに人がいるから 2. 命を守るため 3. 下に潜り込む 4. 原子の向きをきれいにそろえるから | |                                                            |
| 5月24日                    | 阿川佐和子 鬼龍院翔            | 1. なんでプールで水泳帽をかぶるの? 2. なんで大阪のおばちゃんは派手なの? 3. 帰ってきた働き方改革のコーナー 「世界で2番目に足が速い動物は?」 4. エラ呼吸ってなに?                                                                                                | 1. 夏におむつが蒸れたから 2. 将軍様のいうことを聞かなかったから 3. プロングホーン 4. 人間の呼吸と同じ | - 松田丈志（1問目） | - 描きおろし（3問目・コミックス第3巻）                     |
| 5月31日                    | 松井玲奈 大竹まこと            | 1. なんでニワトリのたまごはその形(🥚)なの? 2. 祝祭日の祭日ってなに? 3. 働き方改革のコーナー 「日本で一番小さい都道府県はどこ?」 4. ウルトラマンのスペシウム光線は、なんでその形（両腕を手首のところで直角に交差させるポーズ）なの?                             | 1. 転がらないため 2. 祭日はない 3. 香川県 4. 手を動かさないようにするため | | - 月コロ2020年7月号（1問目）                               |
| 6月 7日                    | 北斗晶 矢作兼                  | 1. なんで、みんな焼き肉が好き? 2. なんでお刺身は"刺す身"? 3. 働き方改革のコーナー 「電柱の筒の中には何が入っている?」 4. なんで靴ヒモはほどけるの? | 1. 科学的にも「幸せだな～」と感じるから 2. 刺していたから 3. 鉄芯、コイル、絶縁油 4. ほどけるように結んでいるから | - 渡部建（1・2問目） - 瀬古利彦（4問目）                                                                                                 |                                                            |
| 6月14日                    | 杉咲花 藤本敏史                | 1. 虹を見るにはどうすればいいの? 2. なんでプリンは3個で売っている? 3. 働き方改革のコーナー 「世界一小さい動物ってなに?」 4. 飛行機は、なんで白なの? 5. 靴ヒモニュース                                                                                          | 1. 雨の中で太陽が見えたら、太陽に向かって走れ。そして雨を抜けたとき振り返れば、そこに虹が見えるだろう。 2. お父さんが食べないから 3. マメハチドリ（鳥類）、イイズナ（肉食動物）、トウキョウトガリネズミ（哺乳類）、ミクロヒメカメレオン（爬虫類） 4. お得だから 5. 関ヶ原 | |                                                            |
| 7月 5日                    | 岡田結実 寺島進                | 1. なんでお兄ちゃん、お姉ちゃんとは呼ぶのに弟ちゃん、妹ちゃんと呼ばないの? 2. 魚の赤身と白身は、なぜ色が違う? 3. 働き方改革のコーナー 「2番目に大きい都道府県は?」 4. なぜ松竹梅は縁起がいい?                                                                  | 1. 家族の呼び方は一番下の子を基準に決まるから 2. 赤身の魚はマラソンランナー、白身の魚はスプリンターだから 3. 岩手県 4. 冬でも元気な植物だから | - 木村多江（1問目） |                                                            |
| 7月12日                    | 飯島直子 松本潤                | 1. なんでジンギスカンは北海道名物になった? 2. 雷がジグザグに落ちるのはなぜ? 3. 働き方改革のコーナー 「ごみ収集車の中ってどうなってるの?」 4. なんで虫は夜、光に集まるの? 5. 靴ヒモニュース                                                                     | 1. おまけに鍋を付けたから 2. 近道だから 3. 空洞 4. お月様と勘違いしているから 5. 京都 | - 大澄賢也（4問目） |                                                            |
| 7月19日 （20:00 - 20:45）  | 真琴つばさ みやぞん            | 1. なんでポップコーンは膨らむの? 2. なんで星は☆形なの? 3. 働き方改革のコーナー 「世界一大きい像は?」 4. なんで風鈴の音は涼しく感じるの? | 1. 皮がめちゃくちゃ硬いから 2. 星がヒトデに見えたから 3. 統一の像 4. 気のせい･･･なのに涼しくなってしまった | - つのだ☆ひろ（2問目） | - 月コロ2019年11月号（1問目・コミックス第3巻）             |
| 7月26日                    | 藤原紀香 大東駿介              | 1. 蚊取り線香の渦巻きって、なんの形? 2. なんで、寝ているとき話しかけても起きない? 3. 働き方改革のコーナー 「目の前にデンキウナギが現れたら、どう戦う?」 4. 国道の数字ってなに?                                                                                 | 1. とぐろを巻いたヘビ 2. 脳が安全な音だと判断しているから 3. 木の棒でつつく 4. いろんな理由があるから知っておこう | |                                                            |
| 8月 2日                    | 伊東四朗 潮田玲子              | 1. 宿帳を書くのはなぜ? 2. なんで地図は北が上? 3. 働き方改革のコーナー 1. 「日本一短い川は?」 2. 「日本一の落差の滝は?」 4. なんで鉄はサビるの? | 1. 感染症の拡大を防ぐため 2. 奇跡の星があったから 3. 1. ぶつぶつ川 2. 直瀑の滝として「那智滝」 段瀑の滝として「称名滝」 期間限定の滝を含めると「ハンノキ滝」 4. サビたがっているから                                                                                      | |                                                            |
| 8月23日 （19:30 - 20:42）  | 草刈民代 松重豊 指原莉乃       | 1. 鳥は、なんで卵を温めるの? 2. なんで幽霊には足がないの? 3. （電池の）単1・単2の「単」ってなに? 4. がらんとしているの「がらん」ってなに? 5. パラリンピックの「パラ」ってなに? 6. 靴ヒモニュース                                                               | 1. 体が冷えて気持ちいいから 2. 売れっ子画家が、足のない幽霊を描いたから 3. 1つで済む電池という意味。 4. お寺のお堂 5. パラプレジアの「パラ」 6. 岡山県 | - 橋本さとし（2問目、ナレーション） - 塚原愛（3問目） - 清水ミチコ（4問目、ナレーション）                                                |                                                            |
| 8月30日                    | 木村文乃 山崎弘也              | 1. なんで恐竜はいない? 2. なんで得点を決めたのに「トライ」って言うの? 3. なんで蛇口って蛇の口なの? 4. なんで探し物をしているときに独り言を言うの? | 1. 恐竜はいる 2. 得点への挑戦権を得るという意味だったから 3. 蛇柄だったから 4. 子どもに戻っちゃうから | - 杉浦友紀（1問目） - つぶやきシロー（4問目）                                                                                            |                                                            |
| 9月 6日                    | 吹石一恵 星野源                | 1. なんで「えーと」とか「あのー」と言うの? 2. なんでシューマイの上にグリンピースがのってる? 3. なんでコアラは木に抱きつく? 4. なんで炭を置くとニオイがしなくなる?                                                                                              | 1. 発言権をキープするため 2. イチゴのショートケーキのマネをしたから 3. 暑さ対策 4. とんでもない数の穴という穴に、ニオイが引っかかるから | |                                                            |
| 9月13日                    | 増田明美 八乙女光              | 1. なんで月にうさぎがいるの? 2. コクってなに? 3. 接着剤は、なんでくっつくの? 4. なんで水族館のサメは、同じ水槽の魚を食べない? | 1. うさぎは、自分を犠牲にしてでも人を救おうとする美しい心の持ち主だったから 2. 味ではない 3. 濡れるから 4. めんどうくさいから | - 清水ミチコ（1問目、ナレーション） | - 月コロ2020年2月号（4問目・コミックス第3巻）              |
| 9月20日                    | 宮沢りえ 小栗旬                | 1. なんでハンカチは正方形なの? 2. 民謡の「ハァ～」ってなに? 3. なんでラジオ体操には第1と第2があるの? 4. なんでボタンを見ると押すものだと思うの? | 1. マリー・アントワネットが決めたから 2. 時間稼ぎ 3. 第1は子どもからお年寄り向け、第2は大人向け 4. ボタンが押せと誘っているから | - 観月ありさ（1問目） - 城島茂（2問目） - ACE（2問目） - 小野田浩二（2問目）                                                             | - 別コロ2020年12月号（4問目） - 別コロ2021年4月号（1問目） |
| 10月 4日                   | 小林麻耶 大竹まこと            | 1. ケチャップってなに? 2. なんで飛行機は飛ぶの? 3. なんで詰め襟の学生服に白いカラーをつけるの? 4. なんで紙で指を切ると、とても痛いの? | 1. ケチャップは元々しょっつるだったけど、世界一周してトマトになった 2. 例えるなら、翼の下は風船から空気が出ようとする感じで、翼の上はストローで吸い上げられる感じだから 3. 下に着るシャツに襟がなくてもいいように 4. ノコギリで切られた感じだから                         | - かたせ梨乃（2問目） |                                                            |
| 10月11日 （20:00 - 20:45） | 氷川きよし ハイヒール・モモコ  | 1. 近畿と関西は、なにが違う? 2. メロンの網目ってなに? 3. なぜ秋は食欲の秋? 4. なぜ水は透明? | 1. 今は近畿は国内用、関西は国際用。知らんけど 2. かさぶた 3. 科学的にも食欲が増すから 4. 透明ではなく、青い | - 森本レオ（1問目） - 鈴木英敬（1問目） - カミナリ（2問目） - 渡部建（3問目）                                                            |                                                            |
| 10月18日                   | 戸田恵梨香† 北村一輝†          | 1. なんで電話しながらウロウロするの? 2. なんで夫のことを旦那って呼ぶの? 3. フライとカツって、なにが違うの? 4. なんで、1つのスピーカーでいろんな音が同時に出せるの?                                                                                             | 1. いつでも逃げられるようにするため 2. 物やお金をくれる人だから 3. フライは揚げたもの、カツはもともと焼いたもの 4. 耳で音をバラバラにしているから | - 阿佐ヶ谷姉妹（4問目） - 松崎しげる（4問目）                                                                                            |                                                            |
| 10月25日                   | 渡辺いっけい 若槻千夏          | 1. なんでサンマの内臓はおいしく食べられるの? 2. 浦島太郎の玉手箱ってなに? 3. 働き方改革のコーナー 「銀河系が驚いた!? 奇跡の瞬間 衝撃映像ウルトラスペシャル2連発!!」×2本 4. 薬が苦いのはなぜ?                                                                   | 1. うんちがないから 2. 化粧ポーチ 3. 1. モモンガ、ハシビロコウ 2. エゾシカ、ヒョウとハイエナ 4. 水に溶けにくくするため | - 垂木勉（3問目、ナレーション） |                                                            |
| 11月 1日                   | 奥田民生 生駒里奈              | 1. 富士山の頂上ってなに県? 2. うどんのコシってなに? 3. 働き方改革のコーナー 「○○で□□なもの」 4. 「差し入れ」ってなに? | 1. なに県でもない 2. 網の目 3. ボールでアイスクリームメーカー、車で潜水艦、ビルで滝 4. 閉じ込められている人に持っていくもの | |                                                            |
| 11月 8日                   | キムラ緑子 松本利夫            | 1. なんでマツタケって高いの? 2. 観光地のお土産が、なんでペナントだった? 3. 働き方改革のコーナー 「チコっとクイズ 動物の鳴き声」 4. なんで砂漠はできる? | 1. プロパンガスが普及したから 2. タオル屋さんが社運をかけたから 3. チーター、フンボルトペンギン、コアラ、コトドリ 4. 雨雲がたどりつけないから | - 田口トモロヲ（2問目、ナレーション） |                                                            |
| 11月15日                   | 国分太一 若村麻由美            | 1. なんで食べ過ぎると太ると知りながら、ついご飯が食べたくなっちゃうの? 2. 時代劇の「時代」ってなに? 3. 働き方改革のコーナー 「絶対にモテる恋愛テクニック」 4. なんでインフルエンザは冬に流行するの?                                                            | 1. 人類が火と出会ったから 2. 新しい時代を切り開くという意味の「時代」 3. 1. クラークカイツブリ 2. ムンクイトマキエイ 4. 太陽の光が少なくなるから | - 川澄綾子（3問目、ナレーション） - 木村多江（4問目）                                                                                    |                                                            |
| 11月29日                   | 松坂桃李 横山裕                | 1. なんでクリスマスプレゼントを靴下に入れるの? 2. ピアノの鍵盤は、なんで白と黒なの? 3. 「略さないで言ってみよう!」のコーナー （「電車」とは?） 4. 働き方改革のコーナー 「なぜ北海道で木彫りの熊が名物?」 5. なんで子どもは肩が凝らないの?                      | 1. 金貨が干してある靴下に入ったから 2. お金持ちの見栄のせい 3. 電動客車 4. 尾張徳川家が冬の生活の糧としてスイスのベルンから持ち込んだから 5. ムダな動きが多いから | - つぶやきシロー（1問目、ナレーション） - 清塚信也（2問目）                                                                              | - 月コロ2020年9月号（3問目）                               |
| 12月13日                   | 黒木華 石黒賢                  | 1. なぜ1日3食食べる? 2. なぜ銭湯には富士山の絵が多い? 3. 働き方改革のコーナー 「世界パン食い競争選手権」 4. 裏声はなぜ出る? | 1. 明かりがついたから 2. 最初に銭湯に絵を描いた人が静岡県民だったから 3. 1位メキシコ、2位エジプト、3位トルコ 4. のどが諦めるから | - 森山直太朗（4問目） |                                                            |
| 12月27日 （19:30 - 20:42） | 高橋みなみ 萬田久子 さだまさし | 1. なんで氷の上ですべるの? 2. なんで大相撲はいつも決まった時間に終わるの? 3. ちりめんじゃこってなに? 4. 共同募金でもらえるのは、なぜ赤い羽根なの? 5. 働き方改革のコーナー 「世界衝撃映像2連発」 6. なんで街路樹はイチョウが多いの?                             | 1. 氷の表面が動いているから 2. いろんな技で時間をコントロールしているから 3. イワシの子ども、時々いろんな海洋生物の子 4. 勇気のシルシだから 5. 1. カモメvsウニ 2. ヒグマのセクシーポールダンス 6. 火に強い木だから                                                        | - 12代芝田山（第62代横綱・元大乃国）（2問目） - 垂木勉（5問目、ナレーション）                                                            |                                                            |

- 1月18日は、過去の放送回からキョエちゃんがセレクトした内容を岡村と振り返る特別企画「キョエちゃんに叱られる」を放送[75]。

### 2020年
| 2020年                     | 2020年                          | 2020年 | 2020年 | 2020年 | 2020年                       |
| 放送日時                   | ゲストパネラー                  | 問題 | チコちゃんの解答 | VTRゲスト | コミカライズ                 |
| -------------------------- | ------------------------------- | --- | --- | --- | ---------------------------- |
| 1月 3日 （19:20 - 20:48）  | 長谷川博己 門脇麦 堺正章        | 1. たこあげは、なんで「たこ」なの? 2. シルエットは、なんで「シルエット」っていうの? 3. なんでカップルはイルミネーションを見に行くの? 4. 働き方改革のコーナー 「新春動物かくし芸大会」 5. お年玉の「玉」ってなに? 6. 「略さないで言ってみよう!」のコーナー （「ジャガイモ」とは?） 7. なぜ人間だけが料理をするの? 8. 中国地方の「中国」ってなに? | 1. イカが禁止されたから 2. シルエットさん 3. お互いのことがどんどん好きになってしまうから。ただし勘違い 4. 1. 東軍 「水上ダッシュ」バシリスク、「巨大キングペンギン」キングペンギン 2. 西軍 「瞬間あごものまね」ギチベラ、「Choo Choo TRAIN」キリン 5. 魂 6. ジャガタラ芋 7. 顔が平らだから 8. 中間の国という意味 | - 小田切千（1・4問目、ナレーション） - 林家正楽（2問目） - 清水ミチコ（2問目、ナレーション）                          |                              |
| 1月17日                    | 森山直太朗 島崎和歌子           | 1. スーツの襟の穴って、なんのため? 2. なんで日本語じゃなくて国語っていうの? 3. 働き方改革のコーナー 「動物の群れクイズ」 4. 水滴のぽちゃんって、なんの音? | 1. 花を挿すため 2. 日本を一つにするため 3. カバ、コウモリ、カニ 4. 水滴の"ぽちゃん"という音は"ぽちゃん"ではなく、"ぽ"と"ちゃん" | - 小沢仁志（1・4問目）                                                                                                |                              |
| 1月24日                    | 雨宮塔子 福山雅治               | 1. なんで脂がのってるとおいしいの? 2. なぜ新聞に四コマ漫画があるの? 3. 鍾乳洞ってなに? | 1. まぐろがたくさん取れたから 2. すさんだ気持ちを和ませるため 3. 生き物の死体が溶けた穴 | - 小沢仁志（2問目） - 植田まさし（2問目）                                                                             |                              |
| 1月31日                    | 久保田利伸 泉里香               | 1. なんで子どもはシールが好きなの? 2. なんで、お肉屋さんでコロッケを売っているの? 3. 働き方改革のコーナー 「キョエちゃんが行く! 日本全国岡村の嫁探しの旅」 4. なぜマラソンをすると脇腹が痛くなるの? | 1. 達成感が得られるから 2. 洋食のコックさんがお肉屋さんに転職したから 3. 青森県むつ市（ストッキング製造工場） 4. 右の脇腹は肝臓が揺れて横隔膜を引っ張るから。左の脇腹は大腸の曲がった部分にガスがたまるから | |                              |
| 2月 7日                    | 草笛光子 滝藤賢一               | 1. 段ボールの「段」ってなに? 2. おでんの「でん」ってなに? 3. 働き方改革のコーナー 「キョエちゃんが行く! 日本全国岡村の嫁探しの旅」 4. 「しっとり」ってなに? | 1. 井上さんが段々だと思ったから「段」 2. 豆腐 3. 三重県四日市市（土鍋製造工場） 4. 2段階の摩擦力 | | - 別コロ2021年2月号（2問目） |
| 2月14日                    | 前田敦子 土田晃之               | 1. 大根おろしの辛さってなに? 2. なんで浴槽のことを湯船っていうの? 3. 働き方改革のコーナー 「キョエちゃんが行く! 日本全国岡村の嫁探しの旅」 4. 大阪の人がエスカレーターで右側に乗るのはなんで? | 1. 大根なりの最後の抵抗 2. 湯船という船があったから 3. 静岡県焼津市（ツナ缶工場） 4. 阪急電鉄が始めたから。でも、今は両側に立つのが当たり前 | - カミナリ（1問目）                                                                                                   |                              |
| 2月21日                    | 内田恭子 大竹まこと             | 1. なぜトウガラシは辛い? 2. なぜ仮面ライダーはバイクに乗ってる? 3. 働き方改革のコーナー 「キョエちゃんが行く! 日本全国岡村の嫁探しの旅」 4. 腐ると発酵は、なにが違う? | 1. 遠くへ行きたかったから 2. ちょいワルに見せたかったから 3. 香川県東かがわ市（手袋製造工場） 4. お腹が痛くなるかならないか | |                              |
| 2月28日 （20:00 - 20:45）  | 牧瀬里穂 三浦翔平               | 1. 石油ってなに? 2. 道路標識に書いてある距離ってどこまでのこと? 3. 働き方改革のコーナー 「キョエちゃんが行く! 日本全国岡村の嫁探しの旅」 4. なんでジーンズは青いの? | 1. 生き物の死がい 2. 基本役所の玄関。でも、ときどき違うとこ 3. 福井県福井市（カーブミラー製造工場） 4. ガラガラ蛇に噛まれないため | |                              |
| 3月13日                    | 持田香織 山崎弘也               | 1. リチウムイオン電池ってなに? 2. なんで卒業式で呼びかけをするの? 3. 働き方改革のコーナー 「キョエちゃんが行く! 日本全国岡村の嫁探しの旅」 4. なんで柿の種はその形（三日月形）なの? | 1. 一言では言えないので、ノーベル賞受賞者吉野彰さんが1時間かけてわかりやすく説明してくれました。 2. カリスマ校長の学校改革 3. 兵庫県小野市（播州そろばん製造工場） 4. 社長の奥さんのうっかり | |                              |
| 3月27日                    | 森七菜 西川貴教†                | 1. 春一番ってなに? 2. 魚の絵は、なんで左向きに書いちゃう? 3. 働き方改革のコーナー 「キョエちゃんが行く! 日本全国岡村の嫁探しの旅」 4. なんで三角形のサンドイッチが多いの? | 1. 死を招く怖い風 2. 日本文化の影響を受けている可能性があるけど謎だな。 3. 大阪府泉大津市（毛布製造工場） 4. 茂がパンを斜めに切ったから | - 穂口雄右（1問目）                                                                                                   |                              |
| 4月 3日                    | 北島康介 アンミカ               | 1. なんで鼻に水が入ると痛いの? 2. なんでイタリア料理にはトマトが欠かせないの? 3. 働き方改革のコーナー 「世界米食い競争選手権」 4. なんでガラスは割れる? | 1. 塩分が0.9%じゃないから 2. 庭師が腹ペコだったから 3. 第1位 インドネシア、第2位 中国、第3位 ブラジル 4. 実は傷だらけだから | - 白木あゆみ（1問目） - ベリッシモ・フランチェスコ（2問目）                                                           |                              |
| 4月10日                    | 西山茉希 谷中敦                 | 1. なんで草食動物は草しか食べないのに筋肉モリモリ? 2. なんで鉛筆で字が書けるの? 3. 働き方改革のコーナー 「勝木俊雄先生が選ぶSNS映えしそうな美しい桜ベスト3」 4. なんでお城にしゃちほこが乗ってるの? | 1. 体内に大量の微生物がいるから 2. 芯がトランプのカードのようにはがれていくから 3. 第1位 弘前公園、第2位 三春滝桜、第3位 月光桜、番外編 クマノザクラ 4. 織田信長へのリスペクト | |                              |
| 4月24日                    | 鈴木雅之 足立梨花               | 1. ブルーシートって、なんで青なの? 2. なんで中国料理は回転テーブルで食べる? 3. 働き方改革のコーナー 「女の子に絶対モテる! 恋愛テクニック」 4. なんで遠くにあるものは小さく見える? | 1. バケツが青かったから 2. チップの習慣が日本に根づかなかったから 3. 1. アオアシカツオドリ 2. コウロコフウチョウ 4. 大きさとは光の角度だから | - 小田切千（1問目、ナレーション） - 川澄綾子（3問目、ナレーション）                                                   |                              |
| 5月 5日 （8:15 - 9:27）    | 窪田正孝† 二階堂ふみ† 唐沢寿明† | 1. なんでバンジージャンプは飛ぶの? 2. なんでお土産屋には木刀が売ってるの? 3. なんで秋葉原はオタクの街になったの? 4. なんで最後に走る人をアンカーって呼ぶの? 5. 虫歯の虫ってなんの虫? | 1. 夫から逃げるため 2. 髙橋さんが頑張ったから 3. GHQのおかげ 4. 最後の頼みの綱なんだけど、本当は綱の最後の頼みだから 5. ストレプトコッカス・ミュータンス | - 森本レオ（1問目） - 田口トモロヲ（2問目、ナレーション） - 白石真実子（5問目）                                       |                              |
| 5月 8日                    | 田中美佐子 千葉雄大             | 1. なんでツバメは人の家に巣を作るの? 2. なんで電子レンジはチンって鳴るの? 3. 働き方改革のコーナー 「世界が驚嘆! 万国解体ショー2連発!」 4. なんで小学生はランドセルを持っているの? | 1. 人間がガードマンになってくれるから 2. 藤井寺市にサイクリングに行ったから 3. 1. 巨大立体交差解体ショー 2. 巨大ガスタンク解体ショー 4. 学習院が採用したから | - つば九郎（1問目） - 田口トモロヲ（2問目、ナレーション）                                                             |                              |
| 5月29日                    | 榊原郁恵 ISSA                   | 1. なんできつねうどんに油揚げがのってるの? 2. 洗濯物の生乾きのニオイってなに? 3. 働き方改革のコーナー 「朝起きてこんな天気だったら嫌だ2連発!」 4. なんでお願いするとき上目使いするの? | 1. お客さんが勝手にのっけて食べたから 2. 菌のフンのニオイ 3. 1. モーニンググローリー 2. 乳房雲 4. 赤ちゃんの顔に見えるから | |                              |
| 6月 5日 （20:00 - 20:45）  | 大竹まこと 夏菜                 | 1. なんでゴムは伸び縮みするの? 2. カルビってなに? 3. 働き方改革のコーナー 「ヨリクイズ」 4. 人一倍は、なんで人二倍って言わないの? | 1. まるで水のようだから 2. 結局、どこでもいい肉 3. 一万円札、CD、猫の舌 4. 昔は「一倍」が「二倍」だったから | - 斉木しげる（1問目） - NAOTO（2問目）                                                                                |                              |
| 6月19日                    | 石川さゆり ウエンツ瑛士         | 1. なんで犬の名前といえば「ポチ」なの? 2. カメの甲羅ってなに? 3. 働き方改革のコーナー 「大先生アワー ～だって好きなんだもん～ 永山久夫先生オススメ! めざせ100歳! すごい長寿食ベスト3」 4. 「略さないで言ってみよう!」のコーナー （「ソフトクリーム」とは?） （「バス」とは?） 5. なんで眠くなると目をこするの?                                  | 1. 聞き間違いを聞き間違えたから 2. ろっ骨 3. 第1位 発芽玄米、第2位 鶏の胸肉、第3位 エゴマ 4. ソフトサーブアイスクリーム オムニバス 5. 全身を目覚めさせるスイッチがそこにあるから | |                              |
| 6月26日                    | 浅田舞 山崎弘也                 | 1. なんで結婚式でお色直しをするの? 2. なんで手品の時に「チャラララララーン」って曲が流れるの? 3. 働き方改革のコーナー 「チコ調べ! 第1回NHK長短歌合戦」 4. 「略さないで言ってみよう!」のコーナー （「ビー玉」とは?） （「ピアノ」とは?） 5. なんでつゆは梅の雨って書くの?                                                                        | 1. 相手の家に染まるため 2. オシャレだと思ったから 3. 1. 短組 "You Suffer"（ナパーム・デス） 2. 長組 "The Rise and Fall of Bossanova"（PCⅢ）、"ねがい" 4. ビードロ玉 クラヴィチェンバロ・コル・ピアノ・エ・フォルテ 5. カビがイヤだから                                                                            | - マギー司郎（2問目） - コウメ太夫（5問目）                                                                           |                              |
| 7月 3日                    | 五木ひろし 若槻千夏             | 1. なんで人はポケットに手を入れるの? 2. なんでタイは赤いの? 3. 働き方改革のコーナー 「大先生アワー ～だって好きなんだもん～ 柿木隆介先生オススメ! 見るだけで心に効く絶景ベスト3」 4. クラウチングスタートってなに? | 1. 不安だから 2. 一番目立たない色だから 3. 第1位 御輿来海岸、第2位 安国寺のドウダンツツジ、第3位 にこ淵 4. カンガルーのマネ | |                              |
| 7月10日                    | かたせ梨乃 野々村真             | 1. なんで赤ちゃんの瞳はキラキラしているの? 2. なんで日本中の池や湖にスワンボートがあるの? 3. 働き方改革のコーナー 「大先生アワー ～だって好きなんだもん～ 三浦正幸先生オススメ! 命がいくつあっても足りない、絶対攻めたくない城ベスト3」 4. 殺菌･滅菌･除菌･抗菌って、なにが違うの?                                                               | 1. 涙が油っぽく粘りけがあるから 2. 良夫がしっぽをつけたから 3. 第1位 姫路城、第2位 名古屋城、第3位 伊予松山城 4. 殺菌は菌を殺すこと 滅菌は菌を完全に殺すこと 除菌は菌を取り除くこと 抗菌は増えないようにしている                                                                                                  | - 田口トモロヲ（2問目、ナレーション）                                                                                 |                              |
| 7月17日                    | 夏木マリ 小林よしひさ           | 1. なんでラーメンといえば、ぐるぐる模様のどんぶりなの? 2. なんでストローでジュースが飲めるの? 3. 働き方改革のコーナー 「世界どうぶつ仰天ニュース」 4. なんで体操着のことをジャージっていうの? | 1. 九谷焼屋さんが作ったから 2. ジュースが大気圧で押されているから 3. 雑巾がけをするクマ、前世が美容師のカラス 4. ジャージー牛と同じ島で生まれたから | - 垂木勉（3問目、ナレーション）                                                                                       |                              |
| 7月31日 （20:00 - 20:45）  | 小堺一機 中川翔子               | 1. なんで年をとるとアイドルの顔の区別がつかなくなる? 2. マリモはなんで丸い? 3. 働き方改革のコーナー 「大先生アワー ～だって好きなんだもん～ 佐野明人先生オススメ! 世界的権威も驚く! スゴ技ロボットベスト3」 4. お肉といえば、なんで西日本は牛肉･東日本は豚肉?                                                                                   | 1. 顔が接点の少ない外国人のように見えるから 2. 嵐に乗じて湖を制覇するため 3. 第1位 アトラス、第2位 CUE、第3位 ダクティル 4. 西が公家で東が武士の社会だったから | - 大竹まこと（1問目）                                                                                                 |                              |
| 8月 7日                    | ヒロミ フワちゃん               | 1. なんでティッシュのまとめ売りは5箱なの? 2. 花火が打ち上がる時、なんでヒュ～って音が鳴るの? 3. 働き方改革のコーナー 「闘うちびっ子3連発!」 4. なんでかき氷の旗は同じデザインなの? | 1. 女性が持てる限界だから 2. ちゃんと花火を見てもらうため 3. TAICHI（3）vs眠気、SHOKI（2）vsゴルフ、RUKU（3）vsなわとび 4. 営業許可証だったから | - 武田真治（1問目） - 豊原謙二郎（3問目、ナレーション）                                                               |                              |
| 8月14日 （20:00-20:45）    | YOU 菊池風磨                    | 1. なんでお箸を使うの? 2. 雨のニオイってなに? 3. 働き方改革のコーナー 「大先生アワー ～だって好きなんだもん～ 宮尾茂雄先生オススメ! 熟成を極めた食品ベスト3」 4. なんで扇風機にアーと言うと変な声に聞こえるの? | 1. 熱いものを熱いうちに食べたかったから 2. 微生物のオナラのニオイ 3. 第1位 江戸時代の梅干し、第2位 潮かつお、第3位 なれずし 4. 扇風機の羽根に声が当たったり通り抜けたりするから | - レイザーラモンRG（4問目）                                                                                           |                              |
| 8月21日 （19:30 - 20:42）  | 天海祐希 笑福亭鶴瓶             | 1. 肉じゃがって、なに? 2. お地蔵さんって誰? 3. なんで子供は縁石の上を歩きたがる? 4. なんで指揮者は手を振る? 5. なんで夏に怖い話をするの? | 1. なんちゃってビーフシチュー 2. 閻魔大王 3. 限界に挑戦して己の能力を高めるため 4. 一瞬先の未来を演じているから 5. ベテランが夏休みだったから | - 清水ミチコ（2問目、ナレーション） - キムラ緑子（5問目）                                                             |                              |
| 9月 4日                    | 藤田ニコル 伊沢拓司             | 1. なんでキレイな夜景を100万ドルの夜景っていう? 2. なんで虫は小さいの? 3. 働き方改革のコーナー 「大先生アワー ～だって好きなんだもん～ 藤田智先生オススメ! 世界の珍しい野菜&フルーツベスト3」 4. にらめっこってなんなの? | 1. 六甲山から見える夜景のひと月の電気代が本当に100万ドルだったから 2. 肺も骨もないから 3. 第1位 ミラクルフルーツ、第2位 グラパラリーフ、第3位 キュウリメロン 4. 戦に勝つための訓練 | |                              |
| 9月11日                    | 豊川悦司 池田美優               | 1. 山手線ってどこからどこまで? 2. なんでパトカーはウー、消防車はウーカンカンカン、救急車はピーポーなの? 3. 働き方改革のコーナー 「大先生アワー ～だって好きなんだもん～ 西山豊先生が発見! 指ハブが抜けなくなる数式」 4. なんでレストランの氷は穴があいてるの?                                                                                   | 1. 品川から田端 2. 消防団がイライラしたから 3. r＝√L²－h²/2nπ 4. 透明な氷を作るため | |                              |
| 9月18日                    | 荻野目洋子 溝端淳平             | 1. なんでお弁当にタコのウインナーが入ってるの? 2. なんで寝ているときに体がビクッってなるの? 3. なんで数学を勉強するの? | 1. 王家の次男が少食だったから 2. 起きると寝るがせめぎ合うから 3. 論理的な思考が身につくから | - 余貴美子（1問目、ナレーション）                                                                                     |                              |
| 9月25日                    | 秋野暢子 松本利夫               | 1. なんで3色の国旗が多いの? 2. なんでバナナの皮は滑るの? 3. 働き方改革のコーナー 「大先生アワー ～だって好きなんだもん～ 今泉先生セレクト"宝の持ち腐れ"動物ベスト3」 4. なんで硬貨には製造年が書いてあるの? | 1. オランダのまね 2. 踏むとヌルヌル液が飛び出すから 3. 第1位 ジャガー、第2位 メガネザル、第3位 ユキウサギ 4. そういうデザインだから | - ゴー☆ジャス（1問目）                                                                                                |                              |
| 10月 9日                   | 桂由美 間宮祥太朗               | 1. なんで和菓子といえばあんこなの? 2. なんで歌うとストレス解消になるの? 3. 働き方改革のコーナー 「これなんのモトでSHOW」 4. なんで服を買うと布の切れ端が付いてくるの? | 1. お肉が食べられなかったから 2. 人とは歌うと幸せになる生き物だから 3. キャッサバ→タピオカ、カシューの種→カシューナッツ、コラの実→コーラ 4. かけつぐため | - 井戸田潤（1問目） - 大島美幸（2問目）                                                                               |                              |
| 10月16日                   | 大竹まこと 須田亜香里           | 1. なんで猫舌の人がいるの? 2. 妻・嫁・女房・奥さん・カミさん・家内･･･ なんで呼び方がいっぱいある? 3. 働き方改革のコーナー 「闘うネコ3番勝負!」 4. なんでシャツのボタンは男女で逆なの? | 1. 食べ方が下手くそだから 2. 正しいのは「妻」だけ 3. 豆大福（2ヶ月）vs全自動ロボット掃除機、縞子（約8ヶ月）vs網戸、まる（12歳）vs段ボール 4. 昔、女性は他人に服を着せてもらっていたから | - 椿鬼奴（1問目） - 佐々木健介（2問目） - 北斗晶（2問目） - 豊原謙二郎（3問目、ナレーション） - 阿佐ヶ谷姉妹（4問目） |                              |
| 10月23日                   | 陣内孝則 丸山桂里奈             | 1. なんで給食に揚げパンが出るようになった? 2. 1馬力ってなに? 3. 働き方改革のコーナー 「大先生アワー ～だって好きなんだもん～ 江口文陽先生セレクト! 絶対に食べちゃいけないヤバイ毒キノコワースト3」 4. 座ってただけでも疲れるのはなんで? | 1. 欠席した子どもにおいしいパンを届けるため 2. 75kgを1秒で1mの高さに持ち上げるパワー 3. 第1位 ドクツルタケ、第2位 カエンタケ、第3位 コレラタケ 4. 脳がさびるから | - 松平定知（1問目）                                                                                                   |                              |
| 10月30日                   | 和田アキ子 みやぞん             | 1. なんで売っている野菜は同じ大きさなの? 2. なんでドーナツには穴があいているの? 3. 働き方改革のコーナー 「大先生アワー ～だって好きなんだもん～ 千葉公慈住職セレクト 嗅いでみたいお香ベスト3」 4. なんで男の子は"ワル"に憧れちゃうの? | 1. F1だから 2. グレゴリーが舵を手放さなかったからと思ったけど、よくわからない 3. 第1位 蘭奢待、第2位 龍涎香、第3位 伽羅香 4. ついつい動物に戻っちゃうから | - 小島よしお（1問目） - 筧利夫（2問目）                                                                               |                              |
| 11月 6日                   | 高橋英樹 中条あやみ             | 1. なんでフライドポテトは止まらなくなるの? 2. なんで寒くなると葉っぱが落ちるの? 3. ホットケーキとパンケーキって、なにが違うの? | 1. カリウムとナトリウムの無限ループが生まれるから 2. 木は、非情なリストラを繰り返すひどい会社みたいなものだから 3. 人それぞれ | - 大竹まこと（1問目）                                                                                                 |                              |
| 11月20日                   | 奥田民生 莉子                   | 1. なんでレモンティーの色は薄いの? 2. ビニール傘ってなに? 3. なんで人間には白目があるの? | 1. トロポロンが無色になるから 2. もともと傘用のカバー 3. 狩りが上手になるから | - チョコレートプラネット（1問目） - つば九郎（2問目） - 田口トモロヲ（2問目、ナレーション）                           |                              |
| 12月 4日                   | 篠原涼子† あばれる君            | 1. なんでおじぎをするの? 2. なんで走行中のタイヤは止まったり逆回転に見えるの? 3. お経ってなに? | 1. 学校教育に武士の作法を取り入れたから 2. 人間は1秒間に4～5枚の絵しか見ていないから 3. 生きている人たちに向けたお釈迦様のアドバイス | - 高橋尚美（1問目）                                                                                                   |                              |
| 12月11日                   | 松嶋尚美 DAIGO                  | 1. なんで学校で上履きを履くの? 2. なんでハリウッドは映画の聖地なの? 3. なんでかつお節は踊るの? | 1. 出入り口を一つにするため 2. エジソンにお金を払いたくなかったから 3. 水分の吸収と蒸発を繰り返しているから | |                              |
| 12月25日 （19:30 - 20:42） | 杏 濱田岳                       | 1. なんで猫はカワイイの? 2. なんでペットボトル入りの牛乳って見かけない? 3. なんで寒いと体が震えるの? 4. なんでクリスマスにクリスマスツリーを飾るの? 5. カラットってなに? | 1. 大きくなっても赤ちゃんと同じだから 2. 牛乳とペットボトルには、どうしても結ばれない悲しい物語があるから 3. 体を震わせて熱を作っているから 4. キリスト教が機転を利かせたから 5. 豆 | - 加藤和樹（2問目） - 宮澤エマ†（2問目） - あばれる君（3問目）                                                        |                              |

- 1月10日は、過去の放送回からキョエちゃんがセレクトした内容を岡村と振り返る特別企画「キョエちゃんに叱られる!」を放送。
- 5月15日・22日は、視聴者からのお便りと過去の放送回の再編集で構成する「もう放送したのに、まだ質問が来てるので教えてあげるスペシャル」を放送。

### 2021年
| 2021年                     | 2021年                       | 2021年 | 2021年 | 2021年 |
| 放送日時                   | ゲストパネラー               | 問題 | チコちゃんの解答 | VTRゲスト |
| -------------------------- | ---------------------------- | --- | --- | --- |
| 1月 8日                    | 中村勘九郎 山之内すず        | 1. なんで門松の竹は斜めにカットされているの? 2. なんでエビやカニはゆでると赤くなるの? 3. なんで二酸化炭素が増えると温暖化するの? | 1. 徳川家康の八つ当たり by 要筐辨志 2. 赤の素を食べているから 3. 水蒸気が増えたから                                                                                                 | - 安田大サーカス（1問目） - ケロポンズ（2問目）                                                                           |
| 1月15日                    | 島崎和歌子 山田裕貴          | 1. 金縛りってなに? 2. なぜメリーゴーラウンドは馬が回っているの? 3. 働き方改革のコーナー 「新谷先生が選ぶ日本のパワースポットベスト3」 4. なんで「きょうはやたら赤信号に引っ掛かるな～」ってことがある? | 1. そんな夢 2. やり試合の練習をするため 3. 第1位 将門塚、第2位 一条戻橋、第3位 久留和海岸 4. 遠くで見守られているから                                                               | - キムラ緑子（1問目） - スギちゃん（2問目） - ジョイマン（2問目） - コウメ太夫（2問目） - 田所拓也（4問目、ナレーション） |
| 1月22日                    | アンミカ 岩田剛典            | 1. スーパーで売っている鮭とサーモンってなにが違うの? 2. 厄年ってなに? 3. 「空気を読む」っていうのは、なにをしてるの? | 1. 生で食べられるのがサーモン、生で食べられないのが鮭 2. 役年 3. 0.2秒の本音を見ている                                                                                              | |
| 1月29日                    | キムラ緑子 昴生              | 1. なんでニワトリって朝に鳴くの? 2. なんでこっそり貯めたお金をヘソクリっていうの? 3. なんでぬか漬けはおいしいの? | 1. 「俺様が一番ケンカが強いんだぞ!」アピール 2. 糸を作って貯めたお金 3. 野菜の水分とうまみが入れ代わるから                                                                          | - 森本レオ（2問目） |
| 2月 5日                    | 関根勤 若槻千夏              | 1. なんでキノコにはカサがあるの? 2. なんで火星人はタコなの? 3. 冠婚葬祭の「冠」ってなに? | 1. 上昇気流を生み出すため 2. ウッカリしてウッカリしてドッキリしたから 3. 成人式 | - 中山果奈（2問目） |
| 2月12日                    | 堤真一 橋本愛                | 1. なんで渡り鳥はV字で飛ぶ? 2. なんで笑うとえくぼができるの? 3. 働き方改革のコーナー 「違いの分かる大人クイズ カフェオレとカフェラテの違いは?」 4. なんで柔道が強い人は黒帯なの? | 1. 楽チンだから 2. 人類が平和と幸せを求めて進化してきたから 3. コーヒーの濃さと割合、ミルクの泡立て 4. 白の真逆だから                                                               | |
| 2月19日                    | 谷中敦 黒島結菜              | 1. なんで缶詰になる果物とならない果物があるの? 2. スケートリンクは、どうやって凍らせているの? 3. 働き方改革のコーナー 「大先生アワー ～だって好きなんだもん～ 飯倉義之先生セレクト 人を助けるありがたい妖怪」 4. なんで国によって言葉が違うの?                                                                                    | 1. pH4.6の壁があるから 2. 100時間以上の地道な作業で水をまいて凍らせている 3. 山童、送り犬 4. 大事なものがバラバラだったから                                                         | - 吹石一恵（2問目、ナレーション） - みやぞん（4問目）                                                                     |
| 3月12日                    | 秦基博‡ 指原莉乃             | 1. 鬼ってなに? 2. スキージャンプのK点ってなに? 3. なんでハムスターはカラカラ回り続けるの? | 1. 目に見えないなにか 2. 昔は「極限点」だったけど、今は「建築基準点」になりました。 3. 1日10km以上走らないとおかしくなってしまうから                                                | - 椿鬼奴（1問目） - 原田雅彦（2問目） - 森本レオ（3問目）                                                                 |
| 3月19日                    | 高畑淳子 小島よしお          | 1. 野菜とくだものの違いってなに? 2. なんで自分から見てごはんを左、みそ汁を右に置くの? 3. 働き方改革のコーナー 「雪3番勝負!」 4. なんでアルミホイルは片面だけキラキラしているの? | 1. バンラバラ 2. 太陽が東から昇るから 3. 雪vsアヒル、雪vsYUZU（11歳）、雪vsSOUSUKE（2歳） 4. 薄くするため                                                                           | - カミナリ（1問目） - 豊原謙二郎（3問目、ナレーション）                                                                   |
| 3月26日                    | 生見愛瑠 大竹まこと          | 1. なんで走ってる人はやたらと音楽を聴いてるの? 2. 野球のストライクってなに? 3. 働き方改革のコーナー 「山中先生がいつか見てみたい! 砂漠の絶景ベスト3」 4. なんで燃やすと煙が出るの? | 1. 音楽が脳からのSOSをかき消してくれるから 2. 審判の不満の声 3. 第1位 アタカマ砂漠、第2位 ナミブ砂漠、第3位 カラクム砂漠 4. 酸素と熱が足りないから                                  | |
| 4月 2日                    | 松下奈緒 伊集院光            | 1. 炭酸飲料を飲んだときのシュワシュワってなに? 2. なんで卒業証書を入れる筒はこの柄（ヘビ柄）なの? 3. なんで空には目印がないのに、飛行機は迷わないの? | 1. 水素イオンがチクチクするから 2. 小林さんがオシャレだったから、たぶん 3. ウェイポイントのおかげ                                                                                   | - 鈴木Q太郎（1問目） |
| 4月 9日                    | 稲垣吾郎 足立梨花            | 1. なんでイルカはジャンプするの? 2. なんでフランスパンは細長いの? 3. 名刺って、なんで名を刺すって書くの? | 1. 体についたアカを落とすため 2. サンドイッチをパンパン作るため 3. 「刺す」が「書く」という意味だったから                                                                           | - 城みちる（1問目） - あばれる君（1問目） - 清水ミチコ（2問目、ナレーション）                                             |
| 4月16日                    | 松坂桃李 大島美幸            | 1. なんでお玉を「お玉」っていう? 2. なんで男の人にはひげが生えるの? 3. SNSで見かけるあの記号（#）ってなに? | 1. お多賀がブームになったから 2. パンチから守るため 3. もともとは重さのポンド | - 中山果奈（1問目） - 丸山桂里奈（3問目）                                                                                 |
| 4月24日 （8:15 - 9:00）    | 東野幸治 田中美佐子          | 1. なんでイヌはあんなに種類がいるの? 2. なんでたわしは亀みたいな形をしているの? 3. なんでフィギュアスケートの選手は目が回らないの? | 1. 遺伝子が緩いから 2. 妻が障子のサンを掃除したから 3. 脳から目が回らない物質が出るから                                                                                             | - 村上佳菜子（3問目） |
| 4月30日 （19:30 - 20:42）  | 黒柳徹子 ディーン・フジオカ  | 1. なんであなた（生き物）は眠るの? 2. なんでそばのせいろは上げ底なの? 3. なんでシャボン玉は丸いの? 4. 「貯金」と「預金」の違いってなに? | 1. 飢え死にしないため 2. 将軍･徳川家斉がぜいたく三昧だったから 3. 水分子同士が引っ張り合ったあげく丸く収まるから 4. どこにお金を預けるかの違い                                      | - 小田切千（2問目、ナレーション） - 木村多江（3問目）                                                                     |
| 5月 8日 （8:15 - 9:00）    | 芳根京子 土田晃之            | 1. ガッツポーズってなに? 2. 不動産広告の徒歩○分は、どういう基準で決まってる? 3. 働き方改革のコーナー 「世界最速タイムSHOW」 4. なんでお肉は焼くと色が変わるの? | 1. 「このあとも頑張るぞ!」という印 2. ヒールを履いた鈴木深雪さん 3. ルービックキューブ（3秒47）、玉入れ（6秒51）、四足走行（15秒71） 4. 鉄が酸化するから                            | - ガッツ石松（1問目） |
| 5月15日 （8:15 - 9:00）    | 清原果耶 夏木マリ            | 1. なんでゼリーはフタまでパンパンに入っているの? 2. なんでアルファベットには大文字と小文字があるの? 3. 働き方改革のコーナー 「ボーっと生きてちゃわからない! 日本語ってややこしいクイズ」 1. 外を○○で歩くと足の裏をケガするよ! A 裸足 B 素足 2. あそこにきれいな○○が落ちてるわ! A 羽 B 羽根 4. なんで西郷隆盛像は犬を連れているの? | 1. プルンプルンを守るため 2. 紙を節約するため 3. 1. A 裸足 2. B 羽根 4. ダイエットをしていたから                                                                                    | - DJ KOO（2問目） - 小石田純一（3問目） - 勝矢（4問目）                                                                   |
| 5月21日                    | 和田アキ子 ウエンツ瑛士      | 1. アパートとマンションってなにが違うの? 2. なんで握りずしの1人前は10個なの? 3. 働き方改革のコーナー 「ボーっと生きてちゃわからない 違いの分かる大人クイズ ジョギングとランニングの違いは?」 4. なんでこの世には次々と人の顔が現れるの?                                                                                           | 1. 借りるのがアパート、買うのがマンション 2. 握り10個ですし絶滅の危機を乗り越えたから 3. 走る目的 4. 点･点･点が人の顔に見えたほうがたぶん生き残れるから                             | - 田口トモロヲ（2問目、ナレーション）                                                                                     |
| 5月29日 （8:15 - 9:00）    | 渋谷凪咲 児嶋一哉            | 1. 旅館の窓際にある「あのスペース」ってなに? 2. 打ち合わせって、なんで「打つ」なの? 3. 働き方改革のコーナー 「愛を深める夫婦円満テクニック」 4. なんでフグには毒があるの? | 1. 元廊下 2. 雅楽の楽器を"打って""合わせて"いるから 3. 1. ジョルダンヒレナガチョウチンアンコウ 2. アカミミガメ 4. 毒は母の愛 supported by ダーウィンが来た!                         | - 川澄綾子（3問目、ナレーション） - 井上二郎（4問目、ナレーション） - ヒゲじい（4問目）                                   |
| 6月 4日                    | 伊藤沙莉 天野ひろゆき        | 1. なんで割り箸は最初から割れてないの? 2. なんでアイスの定番はバニラなの? 3. 森と林の違いってなに? | 1. そば屋さんが回転率を上げたかったから 2. その香りが哺乳類を引き寄せる魔性の香りだったから 3. 自然か人工か                                                                         | |
| 6月11日                    | 佐藤二朗 高橋みなみ          | 1. シャベルとスコップの違いってなに? 2. なんで大根はゆでると透明になるの? 3. なんで時計は12時までなの? | 1. 足をかけるところがついているのがシャベル、ついていないのがスコップ。日本は大混乱 2. もともと透明だから 3. シリウスのせい                                                         | - 後藤繁榮（2問目） - 斉藤辰夫（2問目）                                                                                   |
| 6月18日                    | 小芝風花 TAKAHIRO            | 1. なんで子どもの頃は嫌だった注射が、大人になると平気になるの? 2. なんで人は12個で物をまとめたがるの? 3. 裁判で勝訴や無罪の紙を持って走っている人って誰? | 1. 痛みが10分の1になるから 2. 争いが起きにくいから 3. 足の速い若手弁護士 | - カミナリ（1問目） |
| 7月 2日                    | 堀田茜 野々村真              | 1. なんで空がドンヨリだと憂鬱になるの? 2. 男爵いもの男爵って誰? 3. コロナ禍の働き方改革のコーナー 「神秘の国 青森」 4. なんで円周率はずっと続くの? | 1. 現代人が働き者だから 2. 川田男爵 3. 1. キリストの墓 (日本) 2. 釈迦の墓（梵珠山） 4. 円の長さを正確に測るのは本当に無理だから                                                     | |
| 7月 9日                    | 佐々木希 清塚信也            | 1. なんで笑うときに手をたたくの? 2. 298円をなんでニーキュッパと呼ぶ? 3. なんで三段跳びは3回跳ぶの? | 1. 明石家さんまさんのせい 2. 内池さんが2秒縮めたかったから 3. ケンケンパだったから                                                                                                  | - 関根勤（1問目） - 内池望博（2問目） - ジョイマン（2問目）                                                               |
| 7月16日                    | 中山秀征 近藤春菜            | 1. 運動神経がいいってなに? 2. なんで海水には塩が入っているの? 3. コロナ禍の働き方改革のコーナー 「ボーっと生きてちゃわからない! 日本語ってややこしいクイズ」 1. 君のために一曲○○ね! A 歌う B 唄う 2. 水が○○○○○○よ! A あふれている B こぼれている 4. なんでボクシングのリングは四角いのにリング (輪)って呼ぶの?                    | 1. 生まれ持った才能よりも繰り返し練習したおかげ 2. もともとは酸っぱかったから 3. 1. A 歌う 2. A あふれている 4. 丸だとロープが張りづらいから                                        | - 斉藤慎二（2問目） - 小石田純一（3問目） - はなわ（4問目）                                                               |
| 8月13日 （19:33 - 20:45）  | 郷ひろみ 石原さとみ 奥田民生 | 1. なんでネクタイをつけるの? 2. ブドウに付いている白い粉ってなに? 3. なんで消せるボールペンで書いた文字は消えるの? 4. お茶は緑色なのに、なんで茶色っていう? 5. なんで人は怒るの? | 1. 生きて帰るため 2. ろう 3. 温度が上がると透明になるインクができたから 4. もともとお茶は茶色だったから 5. 障害を乗り越えるエネルギーを出すため                                     | - 田口トモロヲ（3問目、ナレーション） - カンニング竹山（5問目）                                                           |
| 9月10日                    | 要潤 アンミカ                | 1. なんでお弁当は「弁当」っていうの? 2. アカペラってどういう意味? 3. コロナ禍の働き方改革のコーナー 「神秘の国青森 神秘のトワイライトゾーン」 4. なんで柿の種はその形（三日月形）なの? | 1. 「弁当」＝「便利」だから 2. 「教会で」 3. 自由の女神 4. 社長の奥さんのうっかり                                                                                                   | - ホラン千秋（1問目） - ゴスペラーズ（2問目）                                                                             |
| 9月18日 （8:15 - 9:00）    | 池松壮亮 麻生久美子          | 1. なんでくちびるって赤いの? 2. なんでトランプは52枚なの? 3. なんでごはんを入れる器をお茶わんっていうの? | 1. お猿のお尻が赤かったから 2. わからない 3. 焼き物の器は、どんなものでもお茶わんと呼ばれていたから                                                                                 | - フォーリンラブ（1問目） - トランプマン（2問目）                                                                         |
| 9月24日                    | 五木ひろし 夏菜              | 1. なんでコンセントは穴が2つあるの? 2. なんでお刺身に菊がついてるの? 3. 働き方改革のコーナー 「大先生アワー ～だって好きなんだもん～ 梅原淳先生がもう一度乗ってみたい鉄道ベスト3」 4. なんでレインコートをかっぱっていうの? | 1. 入り口と出口が必要だから 2. お刺身をしょうゆで食べるようになったから 3. 第1位 広島電鉄、第2位 黒部峡谷鉄道、第3位 嵯峨野観光鉄道 4. 戦国武将がポルトガル語をマネしたから         | |
| 10月 1日 （20:00 - 20:45） | 関根麻里 大竹まこと          | 1. 怒るときの「コラ!」ってなに? 2. トウモロコシのヒゲってなに? 3. なんで服が水にぬれると色が濃くなるの? | 1. 鹿児島弁の「ねえ」 2. めしべ 3. もともとの色になるから | - 塚原愛（2問目） |
| 10月 8日                   | 川島海荷 DAIGO               | 1. なんで午前中と言うのに午後中と言わないの? 2. なんでゼリーは固まるの? 3. 携帯電話が090から始まることが多いのはなぜ? | 1. 午後の終わりは人それぞれだから 2. い～や、固まっちゃいないのよ 3. 争いが起こらない平和な番号だったから                                                                           | - 平野ノラ（3問目） - 石田純一（3問目）                                                                                   |
| 10月15日                   | 佐々木久美 鈴木浩介          | 1. なんでナッツはおいしいの? 2. なんで血は赤いのに血管は青く見えるの? 3. コロナ禍の働き方改革のコーナー 「NHKの技術はすごいわよアワー」 4. 「アンティーク」と「ヴィンテージ」の違いってなに? | 1. 土に埋めてもらいたいから 2. 目の錯覚、実は灰色 3. 1. 宇宙用高感度カメラ 2. HDL40 4. 100年経っているかどうか                                                                      | - ナッツ坊や （声 - 柳原哲也）（1問目）                                                                                   |
| 10月22日                   | 奈緒 尾上松也                | 1. なんで猫にはいろいろな模様があるの? 2. なんで親指は太いの? 3. 働き方改革のコーナー 「世界のチコっとことわざ」 1. 「私にとってはソーセージ」（ドイツのことわざ）の意味は? 2. 「ポンチョなしで過ごす」（アルゼンチンのことわざ）の意味は? 4. なんでカップ麺の待ち時間は3分なの?                                                  | 1. 人間が飼っているから 2. 石を握りしめるため 3. 1. どうでもいい 2. 好きな人がいる 4. 焦らすため                                                                                    | - サンシャイン池崎（1問目） - 斉藤慎二（2問目） - 小石田純一（3問目）                                                     |
| 10月29日                   | 松村北斗 YOU                 | 1. なんでスペードのエースだけ大きくて派手なの? 2. なんで筋肉痛は次の日になるの? 3. 働き方改革のコーナー 「科学の力で無問題」 1. 目玉焼きに合う調味料 2. 餃子に合う調味料 4. ソーセージとウインナーってなにが違うの? | 1. 脱税を防ぐため 2. 1日かけて移動した物質が痛みを感じさせるから 3. 1. 第1位 醤油、第2位 塩、第3位 豚カツソース 2. 第1位 レモン汁、第2位 酢醤油、第3位 塩 4. ウインナーはソーセージ | - 井戸田潤（3問目） |
| 11月 5日                   | 山崎育三郎 榊原郁恵          | 1. 紅葉狩りは、なんで狩りっていうの? 2. なんで化石って石になるの? 3. なんで切手は左上に貼るの? | 1. 「狩り」じゃないとお下品だったから 2. 骨と地球が反応するから 3. そこがイギリス人が見つけたベスポジだったから                                                                     | - 山村紅葉（1問目） |
| 11月19日                   | 山下健二郎 若槻千夏          | 1. ピアノはなんで黒いの? 2. かぼちゃはなんであんなに硬いの? 3. コロナ禍の働き方改革のコーナー 「NHコアーカイブス劇場」 4. なんで田んぼに立っている人形を「かかし」っていうの? | 1. 日本がジメジメしているから 2. 野菜史上稀に見る過酷な環境で育ったから 3. 1. 山たろうと山じろう 2. 困った象 キク子さん 4. クサいニオイを「かがし」ていたから                       | - 大嵜慶子（1問目） - 秋川雅史（1問目）                                                                                   |
| 11月26日                   | 舘ひろし 河北麻友子          | 1. タマネギは生で食べると辛いのに、なんで炒めると甘くなるの? 2. なんで宇宙ステーションで体が浮くの? 3. 応援団が言っているフレーフレーってなに? | 1. 本当はイチゴと同じくらい甘いから 2. 落ち続けているから 3. 早稲田大学野球部が輸入した掛け声                                                                                       | - 後藤繁榮（1問目） - 平野レミ（1問目） - 中山果奈（3問目） - 川口浩（3問目）                                             |
| 12月 3日                   | 中村勘九郎 キムラ緑子        | 1. 白い卵と茶色い卵ってなにが違うの? 2. なんで手のひらに線が入っているの? 3. なんでハンコを押すの? | 1. 卵を産む鶏の種類の違い 2. お母さんのお腹の中で手を握ったから 3. いつ何回押しても印鑑が同じだから                                                                                 | - 島田秀平（2問目） |
| 12月10日                   | 西川きよし 高橋みなみ        | 1. 眠れないときに数えるのは、なんでヒツジなの? 2. なんでラップはくっつくの? 3. 奈良の大仏様は、なんで手をあげてるの? | 1. 「ヒツジ」と言うとリラックスするから。でも日本語じゃダメ 2. まっ平らだから。そして柔らかいから 3. 「怖がらなくていいですよ～」のポーズ                                           | - 塚原愛（3問目） |
| 12月17日                   | 杉本哲太 川田裕美            | 1. かゆいってなんなの? 2. ストラディヴァリウスはなんで高いの? 3. なんで唐揚げといえば鶏肉ばっかりなの? | 1. 体に良くないものがついたサイン 2. 300年たった今でも再現できないから 3. 鶏肉は3つの理由で奇跡の肉だから                                                                           | - 三浦文彰（2問目） - 千住真理子（2問目） - カンニング竹山（2問目） - 堀田茜（3問目） - ルー大柴（3問目）                 |
| 12月24日 （19:30 - 20:42） | 高橋一生 向井理 土屋太鳳     | 1. なんでクリスマスにチキンを食べるの? 2. なんで1日の始まりは真夜中なの? 3. なんで今でも鍋料理には土鍋を使うの? 4. なんで日本人は写真を撮るとき笑顔になるの? | 1. はしゃぎ過ぎたから 2. 死にそうになった航海士がクレームをつけたから 3. ジンバブエにいい石があったから 4. ニコニコ主義があったから                                                 | - つぶやきシロー（1問目、ナレーション） - 羽田美智子（3問目） - 吹越満（3問目）                                           |

### 2022年
| 2022年                     | 2022年                     | 2022年 | 2022年 | 2022年                                                                                            |
| 放送日時                   | ゲストパネラー             | 問題 | チコちゃんの解答 | VTRゲスト                                                                                         |
| -------------------------- | -------------------------- | --- | --- | ------------------------------------------------------------------------------------------------- |
| 1月 2日 （19:20 - 20:48）  | 菅田将暉 中川大志 佐藤浩市 | 1. なんで年賀はがきにはお年玉くじがついてるの? 2. なんでお正月にお屠蘇を飲むの? 3. なんでコロコロよりゴロゴロの方が大きく感じるの? 4. なんで運動会で赤組と白組にわかれるの?                                                                               | 1. 戦後の日本を明るくするため 2. 若者のエキスを吸い取って不老不死を手に入れるため 3. 「コ」と言うときよりも「ゴ」と言うときの方が、実際に口の中の空間が大きくなっているから 4. 平氏が赤、源氏が白だったから | - 塚原愛（2問目） - 高岸宏行（4問目）                                                             |
| 1月 7日                    | 安田顕 SHELLY              | 1. ぽち袋の「ぽち」ってなに? 2. なんで水族館は暗いの? 3. なんで鼻をつまむと声が変わるの? | 1. これっぽっちの「ぽち」 2. 人を消すため 3. 声は口から10cmのところで合成されているから |                                                                                                   |
| 1月14日                    | 安藤サクラ 松丸亮吾        | 1. なんで食後にコーヒーを飲むの? 2. なんで平熱は36℃ぐらいなの? 3. なんでマンホールは曲がり角に多いの? | 1. ワインの酔いを覚ますため 2. それが一番省エネで動けるから 3. 下水道を曲げるため | - 髭男爵（1問目） - 森花子（3問目）                                                               |
| 1月21日                    | カンニング竹山 長濱ねる    | 1. なんで山芋を食べると口のあたりがかゆくなるの? 2. なんで鍵はギザギザしているの? 3. 1ⅿってなんの長さなの? | 1. 無数の小さな針が刺さっているから 2. ギザギザの数ぶんの金属の棒の切れ目を一定の高さにそろえるため 3. 1/2億9,975万2,458秒の間に光が真空中を伝わる長さ                                                      | - 中川翔子（2問目） - もう中学生（3問目）                                                         |
| 1月28日 （20:00 - 20:45）  | 村上佳菜子 大竹まこと      | 1. こんにちはってなに? 2. シャンプーとリンスはなにが違うの? 3. 働き方改革のコーナー 「ボーっと生きてると分からない 違いの分かる大人クイズ 関東地方と首都圏の違いは?」 4. なんで食卓用のナイフは先が丸いの?                                                | 1. こんにちは、とてもご機嫌がいいですねの略 2. シャンプーはマイナスの電気、リンスはプラスの電気 3. 山梨県を含むかどうか 4. 歯のすき間を掃除させないため                                                     | - クロちゃん（2問目） - コージー冨田（3問目、ナレーション）                                       |
| 3月12日 （8:15 - 9:00）    | 谷中敦 森泉                | 1. なんでおみくじには和歌が書いてあるの? 2. なんで礼金って払わないといけないの? 3. なんで人は旅に出るの? | 1. そもそもそれがおみくじだから 2. お江戸の町が人口爆発したから 3. 旅に出ることは人間の性だから | - 塚原愛（1問目）                                                                                 |
| 3月18日                    | 髙橋ひかる ウエンツ瑛士    | 1. なんでニンニクはスタミナのもとなの? 2. なんで店員さんはお客さんにいらっしゃいませと言うようになった? 3. 働き方改革のコーナー 「NHコアーカイブス劇場」 4. なんで大きな数字を書くとき、3桁ごとにコンマで区切るの?                                        | 1. 人間が火を使うようになったから 2. 徳川家康が東海道五十三次を整備したから 3. 1. 炭つけ祭り 2. 特大サイズがお好きなお寺 4. 福澤諭吉が決めたから                                                            |                                                                                                   |
| 3月25日                    | 川栄李奈† 本郷奏多†        | 1. なんで桜並木は川沿いにあるの? 2. なんでとんかつには千切りキャベツがついているの? 3. 働き方改革のコーナー 「世界のチコっとことわざ」 1. 振りかけたパクチー（タイのことわざ） 2. 馬馬虎虎（中国のことわざ） 4. なぜ色鉛筆は消しゴムできれいに消せないの? | 1. 花見客に地面を踏み固めてほしいから 2. 日露戦争で人手不足になったから 3. 1. 見た目だけで中身がともなわない 2. いいかげん 4. ロウがとけて固まっているから                                                  | - 小田切千（1問目、ナレーション） - 彦摩呂（2問目） - 小石田純一（3問目）                         |
| 4月 1日                    | 石原さとみ 井上祐貴        | 1. なんでおかずにはパセリがついているの? 2. なんで路線バスにボタンが付いたの? 3. 働き方改革のコーナー 「ボーっと生きてちゃわからない 違いの分かる大人クイズ 霧ともやの違いは?」 4. 火ってなんなの?                                                        | 1. 濃い緑色だから 2. 女性が夜働けなかったから 3. 霧→近くまでしか見えない、もや→遠くまで見える 4. ドミノ倒し的酸化反応                                                                                       | - 小沢真珠（4問目）                                                                               |
| 4月 8日 （20:00 - 20:45）  | 山下智久 大地真央          | 1. なんでキャンプでカレーを作るの? 2. なんでテレビは映るの? 3. なんでカレンダーには大安とか仏滅って書かれているの? | 1. 男女の仲を深め、「健全な夫婦」にするため 2. 映すものを200万個の赤緑青にして明るくしたり暗くしたり手を抜いたりしているから 3. "ヤミカレンダー"が作られたから                                              | - 鈴木奈穂子（2問目） - 河岡宏美（3問目） - Kevin（3問目）                                        |
| 4月15日                    | 高橋克実 井上咲楽          | 1. なんでミントを食べるとスースー冷たく感じるの? 2. なんで日本中の温泉まんじゅうは茶色いの? 3. テレビは明るい所で見るのに、なんで映画館は暗いの? | 1. 人間の温度の感覚を勘違いさせる謎の物質が入っているから 2. 伊香保温泉のお湯が茶色かったから 3. 究極の黒を作るため                                                                                         | - あばれる君（1問目） - 原田龍二（2問目）                                                         |
| 4月22日 （20:00 - 20:45）  | 土田晃之 百田夏菜子        | 1. なんで「ジグソーパズル」というモノが作られたの? 2. なんで惑星を「惑う星」って書くの? 3. {\displaystyle {\ce {CO2}}} 削減のコーナー 「『行けたら行く』の違い」 4. なんで穴があると覗きたくなるの?                                                       | 1. 子どもに地図を教えるため 2. 空をさまよい惑っているから 3. 関西では約7割行く気なし。京都はホメことばに裏がある･･･かも 4. 穴の中にいいモノがあるとすり込まれているから                                     |                                                                                                   |
| 4月29日                    | 牧瀬里穂 みやぞん          | 1. なんで「私は」は「は」と書いて「わ」というの? 2. 七福神ってなに? 3. なんでネコの目は暗闇で光るの? | 1. 「私は」は昔「私ば」だったから 2. 室町時代の2次元アイドルユニット 3. 目の中に反射板があるから | - 厚切りジェイソン（1問目） - 下野紘（2問目）                                                     |
| 5月 6日 （20:00 - 20:45）  | 向井慧 西田尚美            | 1. なんで小学生は黄色い帽子をかぶるの? 2. なんでライオンのオスにはたてがみがあるの? 3. {\displaystyle {\ce {CO2}}} 削減のコーナー 「あなたの常識をくつがえす!?子どもの新発見」 4. なんで子どもは秘密基地を作りたがるの?                                   | 1. 坂下さんが西部劇を見たから 2. モテるため supported by ダーウィンが来た! 3. 西に沈んだ太陽が西から登る 4. 命を守る練習がしたいから                                                                        | - 内村光良（1問目） - 井上二郎（2問目） - ヒゲじい（2問目）                                       |
| 5月13日                    | 大竹まこと 松下奈緒        | 1. なんで小学校で逆上がりをするの? 2. なんでカレンダーの土曜日が青なの? 3. なんで浮世絵の顔って、みんな同じ顔してるの? | 1. 子どもたちに努力が報われる経験をしてほしいから 2. オイルショックが起きたから 3. 顔はどうでもよかったから                                                                                                 | - 吹石一恵（1問目、ナレーション）                                                                 |
| 5月20日                    | 高畑淳子 眞栄田郷敦        | 1. なんで「ニラレバ」と「レバニラ」、呼び方が2種類あるの? 2. なんでフォークの歯は4本なの? 3. なんで警察は110番で消防は119番なの? | 1. バカボンのパパのせいなのだ 2. スパゲッティを上手に食べるため 3. 電話のフックをガチャガチャするみんなのクセが抜けなかったから                                                                             | - 塚原愛（1問目） - 平林都（2問目） - 柳沢慎吾（3問目）                                           |
| 5月27日                    | 野々村真 影山優佳          | 1. なんで悲しいと涙が出るの? 2. なんで納豆にからしがついてるの? 3. {\displaystyle {\ce {CO2}}} 削減のコーナー 「大先生アワー ～だって好きなんだもん～ 飯倉義之先生セレクト 笑ってくれる妖怪」 4. なんでデジタル体重計で重さがはかれるの?                  | 1. 泣くことは究極のリラクゼーションだから 2. 昔は冷蔵庫がなかったから 3. 山童 4. 金属の板がひずんでいるから                                                                                                 | - 木村多江（2問目） - ザ・たっち（4問目）                                                         |
| 6月 3日                    | 本田望結 ウド鈴木          | 1. なんで五円玉は金色なの? 2. なんで子どもは走り回るの? 3. おかきとせんべいはなにが違う? | 1. 銃や大砲の弾を溶かして作ったから 2. 早く育ちたいから 3. おかきはもち米、せんべいは普通のお米 | - どーもくん （声 - 玄田哲章）（1問目）                                                           |
| 6月17日                    | 島崎和歌子 関口メンディー  | 1. とび箱って一体なに? 2. なんでハマグリを焼くと身が上についちゃうの? 3. QRコードってなんの模様? | 1. 馬 2. 下が熱いから 3. 囲碁 | - 池谷直樹（1問目） - 庄司智春（2問目） - 春日俊彰（2問目） - 安田明夏（3問目） - 原昌宏（3問目） |
| 6月24日                    | 柄本佑 足立梨花            | 1. 鼻の下にある溝ってなに? 2. なんで夕方になると街にメロディが流れる? 3. なんで特急列車の座席は倒せるの? | 1. もと鼻 2. 防災無線のテストをしているから 3. GHQが倒せと言ったから | - 加藤茶（1問目）                                                                                 |
| 7月 9日 （8:15 - 9:00）    | 若村麻由美 松陰寺太勇      | 1. なんでポテトチップスは薄いの? 2. 浴衣ってなに? 3. {\displaystyle {\ce {CO2}}} 削減のコーナー 「密ってよかったなぁ 懐かしのニッポン密なお祭り映像集」 4. なんで赤ちゃんは頭が大きいの?                                                                  | 1. 料理にケチをつけられたコックさんが逆ギレしたから 2. お風呂の中で着るもの 3. 1. 桐生八木節まつり 2. 那覇大綱挽 3. 西大寺会陽 4. この世界に生まれるという大きな試練を乗り越えるため                        |                                                                                                   |
| 7月15日                    | 久本雅美 竜星涼†           | 1. なんで先生のことをお母さんって呼んじゃう? 2. 急がば回れの回れってなに? 3. なんでそば湯を飲むの? | 1. 心の辞書で隣に並んだ言葉だから 2. 琵琶湖を回れ 3. 昔の長野県は食べ物をとても大切にしたから |                                                                                                   |
| 7月22日                    | 生見愛瑠 大竹まこと        | 1. なんでチーズはビヨ～ンと伸びるの? 2. なんで卵は常温で売っているの? 3. {\displaystyle {\ce {CO2}}} 削減のコーナー 「世界のチコっとことわざ」 1. 私のオレンジの片割れ（スペインのことわざ） 4. なんで夏休みの宿題はギリギリまでやらないの?               | 1. ストッキングがビヨ～ンと伸びるようなものだから 2. 常温でも十分日持ちする食べ物だから。ただし要注意 3. 1. 唯一無二の存在 4. 人間はこれからやること7つしか覚えられないから                                 | - 豊原謙二郎（1問目） - 小石田純一（3問目）                                                       |
| 7月29日                    | 村上知子 河合郁人          | 1. なんで烏の漢字は鳥より線が一本少ないの? 2. なんでビールの1口目はおいしいの? 3. 親とあとどれくらい一緒に過ごせる? | 1. 目がどこにあるかわからないから 2. のどでおいしいと思うから 3. 岡村さんの場合、あと9日 | - キョエちゃん（1問目） - あばれる君（2問目）                                                     |
| 8月19日 （19:30 - 20:42）  | 小池栄子 染谷将太 金子大地 | 1. なんで夏に海水浴に行くの? 2. 自由研究ってなに? 3. なんで誰かのファンになっちゃうの? 4. なんで数字はその形なの? | 1. じゅんさんが頑張ったから 2. 4年で消えた幻の教科 3. 「自分はこれでいいんだ!」と思えるから 4. わかりません。                                                                                               | - 筧利夫（4問目） - タカタ先生（4問目）                                                           |
| 8月26日                    | 丸山礼 那須川天心          | 1. ビーチサンダルってなんで生まれたの? 2. なんで嫌なことは妙に覚えてるの? 3. (天井の)あの模様ってなに? | 1. レイと庄太郎が出会ったから 2. 悲劇を繰り返さないため 3. トラバーチン模様 | - 田口トモロヲ（1問目、ナレーション）                                                             |
| 9月 9日                    | 南果歩 陣内智則            | 1. なんで大西洋は「大」なのに太平洋は「太」なの? 2. なんで指パッチンすると大きな音が出るの? 3. {\displaystyle {\ce {CO2}}} 削減のコーナー 「NHKの技術はすごいわよアワー」 4. なんで座布団の隅っこには房があるの?                                          | 1. マゼランが嵐にあわなかったから 2. 中指が人類がつくれる最速の動きをしているから 3. 超高感度カメラで撮影した深海映像 4. 邪気を払うため                                                                     | - 指男（2問目） - 山田隆夫（4問目）                                                               |
| 9月16日                    | 森泉 天野ひろゆき          | 1. なんで風に当たると涼しくなるの? 2. なんでシンデレラの靴はガラスなの? 3. なんでビールのおつまみに枝豆が定番になったの? | 1. 体の表面の空気を吹き飛ばすから 2. 作家が聞き間違えたから!? 3. お米がたくさんとれたから | - 柏木由紀（2問目） - 泉ピン子（2問目） - つまみ枝豆（3問目）                                     |
| 9月30日                    | 藤本敏史 河北麻友子        | 1. なんでパン屋さんはセルフサービスなの? 2. 「お蔵入り」の「くら」ってなに? 3. {\displaystyle {\ce {CO2}}} 削減のコーナー 4. なんで走ったあと息切れして苦しくなるの?                                                                                      | 1. ローマから取り寄せたショーケースが大きすぎたから 2. 千秋楽の「らく」 3. 全種類見る! イルカ編 4. 脳が苦しがっているから                                                                                   |                                                                                                   |
| 10月 7日                   | 中村正人 藤田ニコル        | 1. なんでみそ汁ってモヤモヤしてるの? 2. なんでオセロは白と黒なの? 3. {\displaystyle {\ce {CO2}}} 削減のコーナー 4. なんで外国語をカタカナで書くの? | 1. おわんの中でいわし雲が発生しているから 2. もともと碁石だったから 3. 自分、東京に魂売ったんとちゃうかクイズ 4. そもそもカタカナは外国語を読むために作られた文字だから                                     | - 田口トモロヲ（2問目、ナレーション）                                                             |
| 10月14日                   | 赤楚衛二† 長濱ねる†        | 1. スウェットの首元にあるV部分ってなに? 2. お寿司屋さんのお茶は、なんで粉末状のお茶なの? 3. なんで花の蜜よりハチミツの方が甘いの? | 1. 汗どめ 2. お寿司をおいしく食べてもらいたいから 3. ハチとハチがキスしているから | - あばれる君（1問目）                                                                             |
| 10月21日                   | 柳葉敏郎 若槻千夏          | 1. なんでサツマイモって焼くと甘くなるの? 2. なんで相撲は東と西に分かれるの? 3. {\displaystyle {\ce {CO2}}} 削減のコーナー 4. なんでおやつは3時なの? | 1. サツマイモの中で「かめばかむほど甘くなる現象」と同じことが起こるから 2. 東さんと西さんが同じくらい強かったから 3. ならべかえクイズ! これ何年ぶりでSHOW! 4. 3時がおやつだから                             | - 井戸田潤（1問目）                                                                               |
| 10月28日                   | 井ノ原快彦 佐々木彩夏      | 1. なんで人は拍手をするの? 2. そもそも「国宝」ってなに? 3. なんで電車に乗っていると眠くなるの? | 1. 体に触りたいけど手が届かないから 2. 明治維新の暴走を止めた制度 3. お母さんのお腹の中を思い出すから | - 小西政親（2問目、ナレーション） - 佐藤卓夫（3問目）                                             |
| 11月 4日                   | 土屋アンナ 濱口優          | 1. 様ってなに? 2. なんで地球には空気があるの? 3. 週刊チコニュース 「なぜサンマが取れなくなった?」 4. なんでだるまさんがころんだはだるまさんがころんだっていうの?                                                                                          | 1. のほう 2. 地球に重力があるから 3. 1. サンマの量が減っている 2. サンマが日本から遠くに行った 3. 海外の船がサンマを取り始めた 4. 「1 2 3 4 5 6 7 8 9 10」の代わり                                          | - ハラミちゃん（2問目）                                                                           |
| 11月11日                   | 大竹まこと ヒコロヒー      | 1. なんでサケは広い海から生まれた川に戻ってこられるの? 2. ポリフェノールってなんなの? 3. なんでサッカーのスローインは両手で投げるの? | 1. 方位磁石を持っているから 2. 植物の苦味や渋味成分全般をひっくるめてポリフェノール 3. クリケットの選手がめちゃめちゃ遠くに投げたから                                                                       | - 田崎真也（1・2問目）                                                                            |
| 12月 2日                   | 和田アキ子 児嶋一哉        | 1. なんでエレベーターの中で上を見ちゃうの? 2. なんで心が折れるって言うの? 3. 週刊チコニュース 「なぜ岸田首相は投資を勧めるの?」 4. なんで大人になるとあっという間に1年が過ぎるの?                                                                         | 1. 逃げたいから 2. 神取忍が折ったから 3. 1. 投資された企業が成長すると日本企業が豊かになる 2. 若い人に老後の資金を投資で貯めてほしい 4. 人生にトキメキがなくなったから                                      | - 神取忍（2問目） - 岡村隆史（4問目） - 塚原愛（4問目）                                           |
| 12月 9日                   | 高畑淳子† DAIGO            | 1. なんで大人は座ったときに足を組むの? 2. なんで食べ物に熱を加えると茶色くなるの? 3. チコっと抜き打ちドリル 正しく言いましょうのコーナー 1. チューハイ 2. 寒天 4. ダーツの「まと」ってなに?                                                               | 1. 筋肉がくっついちゃってるから 2. メイラード反応が起こるから 3. 1. 焼酎ハイボール 2. 寒晒心太 3. アンパサンド 4. 木の年輪                                                                                  | - 後藤繁榮（2問目） - 平野レミ（2問目）                                                           |
| 12月16日                   | 高橋克典† ゆうちゃみ       | 1. おなかがすくと鳴るあの音ってなに? 2. リボンってなに? 3. {\displaystyle {\ce {CO2}}} 削減のコーナー 4. なんで赤いのに金魚というの? | 1. 次の食事のためにおなかを空っぽにする音 2. 女性にモテたい男のアイテム 3. チコっとやれば誰でも出来るSDGsクイズ 4. 金属みたいだから                                                                         |                                                                                                   |
| 12月23日 （19:30 - 20:42） | 冨永愛 杉本哲太 風間俊介   | 1. 鳥肌ってなに? 2. なんでじゃんけんの前に両手の指を組んで中をのぞき込むの? 3. 動物の数え方で「匹」と「頭」は何が違うの? 4. 風はどこから吹いてくるの? | 1. 服の代わり。でも今はほとんど意味がない 2. 妖怪の正体を見破るから･･･? 3. 戦って勝てるかどうか。または特別な価値があるかどうか 4. 冷たいほうから吹いてくる                                                 | - 愛希れいか（2問目） - 加藤和樹（2問目） - 市岡元気（4問目）                                     |

### 2023年
| 2023年                     | 2023年                                   | 2023年 | 2023年 | 2023年 |
| 放送日時                   | ゲストパネラー                           | 問題 | チコちゃんの解答 | VTRゲスト |
| -------------------------- | ---------------------------------------- | --- | --- | --- |
| 1月 6日 （19:30 - 20:42）  | 有村架純 大森南朋 杉野遥亮               | 1. 駅伝ってそもそもなに? 2. なぜ一斉に初詣に行くようになった? 3. 鼻水ってなに? 4. なんで紅白幕はおめでたいの? | 1. 新聞記者が経営危機を救うために開いたハチャメチャなイベント 2. 京急電鉄の戦略 3. 鼻水がないと人は死にます。スーパーヒーローなのだ～! 4. 白黒幕がおめでたくなくなったから                | - 松本潤（2問目） - 半田健人（3問目） - 工藤美桜（3問目） - 宮崎大地（3問目、ナレーション）                                                                                   |
| 1月13日                    | 高橋みなみ 鈴木浩介†                     | 1. なんで蛇口をひねると水が出るの? 2. なんでカレーの匂いを嗅ぐとカレーが食べたくなるの? 3. {\displaystyle {\ce {CO2}}} 削減のコーナー 「神秘の国 青森 日本のトワイライトゾーン」 4. なんで人は展望台にのぼりたがるの?                           | 1. 3階の高さまで上がる圧力の水を直前で止めているから 2. 匂いを嗅ぐから食べたいのではなく、食べたいから匂うのだ。 3. ピラミッドもある 4. いいことがあると遺伝子が記憶しているから          | |
| 1月20日                    | 濱田岳 松本若菜                          | 1. なんで人はウソをつくようになるの? 2. なんで温かい食べものはおいしいの? 3. {\displaystyle {\ce {CO2}}} 削減のコーナー 「岡村パパも一緒に学ぼう! パパの愛情いっぱい子育て教室」 4. なんでワイシャツの裾は前後が長いの?                         | 1. 自分と他人の心の中は違うとわかるようになるから 2. 分子が活発に動くから 3. 1. アフリカウシガエル 2. オオサイチョウ 3. トサカレンカク 4. パンツの名残                                    | - 川澄綾子（3問目、ナレーション） - とにかく明るい安村（4問目） |
| 1月27日                    | 高杉真宙† 丸山礼                         | 1. なんで九州のラーメンは豚骨なの? 2. エイエイオーってなんなの? 3. {\displaystyle {\ce {CO2}}} 削減のコーナー 「NHコアーカイブ劇場」 4. なんで流れ星にお願いごとをするの?                                                                       | 1. 杉野さんがいい人だったから 2. 「戦う気はあるか」「戦う気はあるか」「もちろんです」 3. 1. 地獄のお餅つき 2. 化け物巻き寿司 3. 命がけの結婚式 4. 神様がこちらをのぞいているときだから    | - 博多華丸・大吉（1問目） - AMEMIYA（1問目） |
| 2月 3日                    | 阿部サダヲ 大沢あかね                    | 1. なんで子どもはいたずらを注意しても繰り返すの? 2. みりんってなに? 3. なんで皇居の周りをみんなが走るようになったの? | 1. 叱るから 2. 煮崩れを防ぐお酒 3. 銀座のホステスさんが走ったから | - 後藤繁榮（2問目） - 斉藤辰夫（2問目） |
| 2月17日                    | 土田晃之 木村佳乃                        | 1. なんで写真にうつった自分の顔が気にくわないの? 2. ブレイクダンスの「ブレイク」ってなに? 3. 家紋ってなんのためにあるの? | 1. それがあなたの本当の顔だから 2. 曲の1番と2番の間 3. 自分より偉い人に道を譲るため | - 勅使河原空（2問目） - 丸山煌翔（2問目） - CAKE-K（2問目） |
| 2月24日                    | 松本潤 笑福亭鶴瓶                        | 1. なんで関西人はどこでも関西弁をしゃべるの? 2. なんで羽田に空港があるの? 3. 山ってなに? | 1. 先生が関西弁だから 2. 飛べない男たちが夢を見たから 3. おできかしわ | - 田口トモロヲ（2問目、ナレーション） |
| 3月10日                    | 滝藤賢一 高山一実                        | 1. なんで車掌さんはあのしゃべり方なの? 2. なぜ携帯電話の緊急地震速報はあの音なの? 3. {\displaystyle {\ce {CO2}}} 削減のコーナー 「NHコアーカイブス劇場」 4. なんで紙の大きさにはAとBがあるの?                                                   | 1. 騒音を避けるため 2. 人の命を救うために計算し尽くされた音だから 3. 1. 大蛇まつり 2. けんかまつり 3. 化けものまつり 4. Aだけだと日本人にしっくりこなかったから                           | |
| 3月17日                    | 増田貴久 林家木久扇                      | 1. 懐石料理の「石」ってなに? 2. なんでおめでたいときに「バンザーイ」って言うの? 3. なぜおじさんのくしゃみはうるさい? | 1. お坊さんのおなかを温めた石 2. 熱血! 外山先生が頑張ったから 3. 男性は中年を過ぎると恥ずかしさのブレーキが壊れていくから                                                                 | - 羽鳥慎一（1問目） - 盛山晋太郎（1問目） - 小芝風花（1問目） - 宮崎大地（2問目、ナレーション） - 春風亭昇太、三遊亭小遊三、三遊亭好楽、林家たい平、桂宮治、山田隆夫（3問目） |
| 3月31日                    | 神木隆之介 浜辺美波                      | 1. 建設現場のクレーンはなんでずっとテッペンに居続けられるの? 2. 液体が出るハンドソープと泡が出るハンドソープってなにが違うの? 3. なんで野球の監督だけがユニフォームを着ているの?                                                                | 1. クレーンが自分でよじ登っていくから 2. 網がついているかどうか 3. もともと選手が監督をしていたから                                                                                       | - 三浦大輔（3問目） |
| 4月 7日                    | 村重杏奈 谷中敦                          | 1. なんで食パンを焼くとおいしくなるの? 2. なんでバランスの悪い一輪車に乗るようになったの? 3. なんでノイズキャンセリングで騒音が消えるの? | 1. エントロピーの法則 2. バランスの悪い二輪車が危なかったから 3. 真逆の音をぶつけているから                                                                                               | - テツandトモ（1問目） - 吹石一恵（2問目、ナレーション） |
| 4月14日                    | キムラ緑子 あばれる君                    | 1. なんで竹って節がいっぱいあるの? 2. ソースってなんなの? 3. 週刊チコニュース 「なぜ地震の予知は難しい?」 4. 人を数える「人」と「名」はなにが違うの?                                                                                            | 1. めちゃめちゃ早く成長するため 2. 野菜や果物を高温の蒸気で煮込んだ液体調味料 3. 予知するためのデータが少ない 4. 名前を特定できているかいないか                                           | |
| 4月21日                    | 吉岡秀隆 山下美月                        | 1. なんで野菜を食べるとシャキシャキするの? 2. なんでアフタヌーンティーに段々が出てくるの? 3. {\displaystyle {\ce {CO2}}} 削減のコーナー 「THE論文SHOW」 4. なんでお買い物でポイントがつくようになったの?                                        | 1. 細胞壁があるから 2. テーブルが小さかったから 3. 「コーヒーをこぼさずに運ぶ方法」 4. 売れ残ったせっけんをさばくため                                                                     | - 椿鬼奴（2問目） - まちゃまちゃ（2問目） |
| 4月28日                    | 百田夏菜子 葉加瀬太郎                    | 1. なんでこどもの日にかしわ餅を食べるの? 2. なんでタテ型とドラム型の洗濯機があるの? 3. なんで枕がかわると眠れないの? | 1. お母さんの健康を祈るため 2. 人類4000年の悩み こするか･･･たたくか･･･ 3. 食われると思うから                                                                                              | |
| 5月12日 （19:30 - 20:42）  | 内村光良 佐藤栞里 宮野真守†              | 1. なんで学校の教室の掃除をするの? 2. なんで人間だけが絵を描けるの? 3. なんで桜の咲く日が分かるの? 4. なんで赤ちゃんを抱っこして歩くと泣き止むの?                                                                                               | 1. チューラパンタカみたいになって欲しいから 2. 人間だけが言葉を使うから 3. 答えが23.8になる魔法の計算式があるから 4. 自分とパパママの命を守るため                                         | - 清水ミチコ（1問目、ナレーション） |
| 5月19日                    | 八嶋智人 若槻千夏                        | 1. なんでお子様ランチには旗が立ってるの? 2. 雑草ってなんなの? 3. なんで悪だくみをしてそうな人を腹黒いというの? | 1. 安藤さんが登山好きだったから 2. 望まれないところに生えているすべての草 3. 昔はおなかでものを考えていると思われていたから                                                               | |
| 5月26日                    | 高橋一生 飯豊まりえ                      | 1. なんで梅雨ってあるの? 2. なんで「さいとう」には色々な漢字があるの? 3. {\displaystyle {\ce {CO2}}} 削減のコーナー 「ボーっと見てんじゃねーよ ザ･ベストカット･オブ･ライフ」 4. なんでカレーうどんは食べている間にシャバシャバになるの?         | 1. チベット高原があるから 2. 字を間違えまくったから 3. フンをするコビトカバ 4. お箸についたあなたのだ液のせい                                                                             | - 斉藤慎二（2問目） |
| 6月 9日                    | 山本彩 みやぞん                          | 1. 味付けのりに味がついたきっかけってなに? 2. なんでチューリップは球根で植えるの? 3. なんでトイレットペーパーだけトイレに流してもいいの? | 1. 明治天皇のおみやげが普通の「のり」ではつまらなかったから 2. 種だと5年とか6年かかるから 3. トイレットペーパーこそが紙そのものだから                                                     | |
| 6月16日                    | 大竹まこと 髙橋ひかる                    | 1. 眠くなるとおそってくる眠気ってなに? 2. なんで電子レンジは温められるの? 3. 週刊チコニュース 「なぜ月に行きたい?」 4. なんでサービスエリアの駐車場って斜めなの?                                                                                | 1. カルシウムの記録 2. 水の分子がおしくらまんじゅうをしているから 3. 1. 月に水があるかもしれない 2. 月の水を売れば大儲けできる 4. 逆走を防ぐため                                          | |
| 6月23日                    | 優香 カンニング竹山                      | 1. 卵の黄身についている白いやつってなんなの? 2. 頭がいいってなに? 3. なんで日本のラグビーのユニフォームはボーダー柄が多いの? | 1. 命綱 2. あえて言えば「未知の環境に柔軟に対応できること」by 専門家 3. 慶應義塾大学がタイガーカラーにしたら部員が増えたから                                                              | - 原西孝幸（2問目） |
| 6月30日                    | 南果歩 野々村真                          | 1. なんで生魚は腐るのに干物は腐りにくいの? 2. なんで野球は全員帽子をかぶっているの? 3. なんでもっといい人もいるだろうに身近な人を好きになるの?                                                                                                  | 1. 自由水が少ないから 2. 全員同時に帽子を脱いでいるチームがまだないから 3. 目移りしないように脳がコントロールしているから                                                                 | - 後藤繁榮（1問目） - 斉藤辰夫（1問目） - 栗山英樹（2問目） |
| 7月 7日                    | SHELLY 中岡創一                          | 1. なんで学校の怪談はどの学校にもあるの? 2. なんで世界遺産を決めるようになったの? 3. なんでアイロンをかけるとシワが伸びるの? | 1. 友達と仲よくなれるから 2. 世界がひとつになった伝説の大プロジェクトが成功したから 3. 繊維の分子を整列させるから                                                                         | - キムラ緑子（1問目） |
| 7月14日                    | 小島よしお 池田美優                      | 1. 水は地面にしみこむのに、なんで海の水はなくならないの? 2. なんで「ん」から始めることばはないの? 3. なんでそうめんを流すの? | 1. 海底が水圧でカチカチだから 2. 「ことば」と「ことば」の間に入る接着剤だから 3. 日本人には水の味を楽しむ文化があるから                                                                   | |
| 7月21日                    | 吉岡里帆 清塚信也                        | 1. なんでストレスがたまると甘いものを食べ過ぎちゃうの? 2. なんで彫刻は裸なの? 3. なんでゴルフボールにはくぼみがいっぱいついているの? | 1. 腸がカビに支配されているから 2. 人間の裸が一番美しいものだと思っているから 3. より上に、より前に飛びやすくするため                                                                     | - イモ欽トリオ（1問目） |
| 7月28日                    | 高畑淳子 関口メンディー                  | 1. なんでアイスクリームはコーンにのっているの? 2. なんでウナギはヌルヌルしているの? 3. {\displaystyle {\ce {CO2}}} 削減のコーナー 「ボーっと見てんじゃねーよ ザ･ベストカット･オブ･ライフ」 4. なんで携帯電話の声はいつもの声と違って聞こえるの? | 1. アイスクリーム屋さんの器がなくなったとき、隣にワッフル屋さんがいたから 2. 負け組が滝を登るときにも必要だから 3. 腕にかぶりつくミツクリザメ 4. あなたの本当の声ではないから             | - 野間口徹（2問目） |
| 8月 4日                    | 島崎和歌子† ウエンツ瑛士                 | 1. なんで都会の人は冷たいの? 2. なんで田んぼに水を張っているの? 3. なんでICカードをピッとするだけでお金が払えるの? | 1. 情報が多すぎるから 2. いいことずくめだから 3. お金なんてなんでもいいものだから | |
| 8月11日 （19:30 - 20:55）  | 北川景子 寺島進 堀内健                   | 1. 花火ってなんで打ち上がるの? 2. 正座をするのはなんで? 3. なんでうれしいとジャンプするの? | 1. 花火とは別に打ち上げ用の火薬を爆発させるから 2. 徳川家光が心配性だったから 3. 目指すものが見つからなくて上へ跳ぶしかないから                                                           | - 小田切千（2問目、ナレーション） |
| 8月25日                    | 五郎丸歩 齊藤京子                        | 1. なんで畳の一畳はあの大きさなの? 2. なんで大型船の下って赤いの? 3. なんで人気者のことをスターと呼ぶの? | 1. 徳川家康が年貢をたくさんとりたかったから 2. 速く走るため 3. コスパが良かったから | - 錦野旦（3問目） |
| 9月15日                    | 萩原聖人 生見愛瑠                        | 1. なんで泡で汚れがとれるの? 2. 不安ってなに? 3. 週刊チコニュース 4. なんで湯のみはきれいなのに、お茶にホコリのようなものが浮くの? | 1. 泡がぎゅうぎゅうなところから逃げたいから 2. 人類誕生から備わっている生き抜くための武器 3. 電気自動車は本当にエコ? 4. 品質がいい証拠                                                    | - 市岡元気（1問目） |
| 9月22日                    | 牧瀬里穂 土田晃之                        | 1. なんでおじいちゃんは「～じゃ」っていう話し方なの? 2. なんで近くでばっかりモノを見ると目が悪くなるの? 3. なんで秋の空は高いの? | 1. 関西弁の名残なのじゃ 2. 目ん玉が後ろに伸びるから 3. 雲が高いところにあるから | |
| 9月29日                    | 蒼井優 水上恒司                          | 1. なんで七五三は3歳、5歳、7歳なの? 2. なんで歩いていたらアイデアが浮かぶの? 3. なんで海の水はしょっぱいのに、海の魚はしょっぱくないの? | 1. 昔は3歳、5歳、7歳まで生き延びるのが大変だったから 2. あらゆる記憶が結びつくから 3. 海の水をがぶ飲みしているけど、エラから塩分を捨てているから                                          | - 林家ペー・パー子（2問目） |
| 10月 6日                   | 天野ひろゆき 井上咲楽                    | 1. なんで気温40℃は暑いのに、お風呂の40℃はちょうどいい? 2. 超ド級の「ド」ってなんなの? 3. なんでうんちはブラウンなの? | 1. お風呂が40℃の時は皮膚がすぐに40℃になるけど、気温が40℃の時は皮膚がなかなか40℃にならないから「暑っ!」となる 2. ドレッドノートの「ド」 3. 血液の色が回り回ってあの色になるから            | - あばれる君（1問目） |
| 10月13日                   | 大竹まこと 近藤千尋                      | 1. なんでぎんなんってクサいの? 2. なんで天ぷらは天つゆにつけて食べるようになったの? 3. なんで風が吹くと「ビュービュー」というの? | 1. クサくても恐竜に食べてもらえばよかったから 2. 鮮度をごまかしたかったから 3. 世の中に丸いものがたくさんあるから                                                                         | - 木村多江（1問目） |
| 10月20日                   | 王林 小森隼                              | 1. なんで「あの曲が頭から離れない現象」が起こるの? 2. 粘着クリーナーはなんでできたの? 3. {\displaystyle {\ce {CO2}}} 削減のコーナー 「神秘の国 青森 日本のトワイライトゾーン」 4. なんで時間がたつと紙が黄ばむの?                               | 1. 脳が「メロディーのループ」から抜け出せなくなってしまうから･･･ たぶん 2. 「ゴキ逮捕!」が売れなかったから 3. グランドキャニオンもある 4. 木をすりつぶして作った紙だから                  | |
| 10月27日                   | 豊川悦司 本田望結                        | 1. なんで漢字に書き順があるの? 2. なんでコーヒーを飲むと目が覚めるの? 3. なんで眠るときに布団をかけるの? | 1. 先生が教えやすいから 2. カフェインが偽物の鍵になって眠りの鍵穴を埋めてしまうから 3. 巣穴に入ると安心するから                                                                           | |
| 11月10日                   | 内田篤人 ファーストサマーウイカ          | 1. なんで静岡県はサッカー王国なの? 2. なんで緊張するとトイレに行きたくなるの? 3. なんで美容院･床屋さんは月曜や火曜に休みが多いの? | 1. 錦織校長が全校生徒にサッカーをやらせたから 2. 神経が戦闘モードになるから 3. 月･火に電気がお休みだったから                                                                              | - AMEMIYA （1問目） - 矢部太郎（2問目） - ほんこん（2問目） |
| 11月17日                   | YOU 亜生                                 | 1. なんで人間の赤ちゃんは産まれてすぐ歩けないの? 2. なんで日本にキャラクターがいっぱいいるの? 3. なんで止まっているエスカレーターをのぼると変な感じがするの?                                                                                    | 1. お母さんを守るため 2. 八百万の神様がいるから 3. 考えない脳があるから | - 白鳥久美子（1問目） - チェリー吉武（1問目） - みうらじゅん（2問目） |
| 12月 1日 （19:30 - 20:42） | 松本潤 ファーストサマーウイカ 大竹まこと | 1. なんで武士はちょんまげなの? 2. なんでサバンナにはたくさん野生動物がいるの? 3. 同時通訳ってなんでできるの? | 1. ムレるから 2. 奇跡の草「C4植物」が生えているから 3. 頭の中に入ってきた情報をあっという間に消しちゃうから                                                                               | |
| 12月 8日                   | 若村麻由美 福士蒼汰                      | 1. 漫才ってもともとなに? 2. なんでコンクリートはカチカチになるの? 3. なんで馬の好物といえばニンジンなの? | 1. 家族の繁栄と長寿を願う農家の副業 2. トゲとトゲが絡み合い、隙間を小さな結晶が埋めているから 3. ポケットに入れやすいから                                                                 | |
| 12月15日                   | 遠藤憲一 秋元真夏                        | 1. なんで道路標識の人は帽子をかぶっているの? 2. なんで大きいもののことをジャンボって言うの? 3. なんでサケは広い海から生まれた川に戻って来られるの?                                                                                              | 1. ヨーロッパの人だから 2. ジャンボという有名なゾウがいたから 3. 方位磁石を持っているから                                                                                                 | - 森本レオ（2問目） |
| 12月29日 （19:30 - 20:42） | 吹石一恵 溝端淳平 田中裕二               | 1. おたふくとおかめの違いってなに? 2. なんで「鍵閉めたっけ?」ってなるの? 3. 何で十二支の中で辰だけ架空の生き物? 4. なんでこたつの中の光は赤いの?                                                                                                | 1. おたふくは幸福のヒロイン、おかめは悲劇のヒロイン 2. 鍵を閉めるとき、人は何の感情もわかないから 3. 上へ昇っていく生き物といえば龍しか思いつかなかったから 4. もともと美容器具だったから | - 浅野ゆう子（1問目） - 斉藤由貴（1問目） |

### 2024年
| 2024年                     | 2024年                         | 2024年 | 2024年 | 2024年 |
| 放送日時                   | ゲストパネラー                 | 問題 | チコちゃんの解答 | VTRゲスト |
| -------------------------- | ------------------------------ | --- | --- | --- |
| 1月 5日 （19:33 - 20:45）  | 佐々木蔵之介 板谷由夏 町田啓太 | 1. なんでマラソンは42.195kmなの? 2. なんで表彰式は「あの曲」になったの? 3. 習字に使う墨ってなに? 4. なんで給食で牛乳を飲むの?                                                                                | 1. メアリーのわがまま 2. ヘンデルがイマイチ売れなかった「お気に入り曲」を大ヒット曲にねじ込んだから 3. すすをにかわで固めたもの 4. アメリカ大統領だったフーバーが心配になっちゃったから | - 秋川雅史（2問目） |
| 1月19日                    | 関口メンディー 佐々木美玲      | 1. なんで人の家のニオイは気になるの? 2. 冷たいことをなんで「冷たい」って言うの? 3. {\displaystyle {\ce {CO2}}} 削減のコーナー 4. なんでホワイトボードに書いた文字は消えるの?                                 | 1. 危険を感じるから 2. 爪が痛い 3. 自分、東京に魂売ったんとちゃうかクイズ 4. 文字が浮いているから                                                                                       | - 田崎真也（1問目） - 安藤咲良（1問目）                                                                                              |
| 1月26日                    | 大竹まこと 松本若菜            | 1. なんでミュージカルは突然歌いだすの? 2. なんで人はうわさ話が好きなの? 3. {\displaystyle {\ce {CO2}}} 削減のコーナー 「NHコアーカイブ劇場」 4. なんで飛行機の窓は丸いの?                                    | 1. 昔は歌を楽しむもので、お芝居はどうでもよかったから 2. 生き残るため 3. 1. 無理しないで 2. 燃やさないで 3. ありが鯛 4. 四角い窓だと飛行機が空中分解してしまうから                      | - 田代万里生（1問目） - 涼風真世（1問目） - 鬼越トマホーク（2問目）                                                                  |
| 2月 2日                    | 野々村真 高畑淳子              | 1. フィギュアスケートのアクセルってなに? 2. なんで日本の信号機はヨコ型が多いの? 3. なんでおばあちゃんになるとフラダンスを踊り始めるの?                                                                       | 1. アクセルさん 2. 路面電車のせい 3. 人生最後にして最高の欲求をかなえたいから | |
| 2月 9日                    | 木村昴 丸山桂里奈              | 1. 天狗ってもともとなに? 2. なんで日本のインドカレーにはナンがついているの? 3. なんで洗濯物は乾くの? | 1. 流れ星 2. 高橋重雄が早とちりしたから 3. 水は混んでいるところよりすいているところが好きだから                                                                                         | - 田口トモロヲ（2問目、ナレーション）                                                                                                |
| 2月16日                    | 長谷川忍 矢吹奈子              | 1. なんで船出のときに紙テープを投げるようになった? 2. なにも買わずに店を出ることをなんで「冷やかし」っていうの? 3. なんで指揮者は指揮棒を振るの?                                                             | 1. 森野庄吉さんが助け船を出したから 2. 紙を冷やす間のひまつぶし 3. 図形を見やすくするため                                                                                               | |
| 3月 1日                    | 城田優 サーヤ                  | 1. なんで酢豚にはパイナップルが入っているの? 2. なんでカーブミラーは丸いの? 3. 醍醐味ってなんの味? | 1. アメリカ人向けに作ったからだと思われるが･･･わからない 2. 近くと遠くが見えることが大事だから 3. あらゆる乳製品の中で最上のモノの味                                                    | - ミルクボーイ（3問目） |
| 3月 8日                    | 麻生久美子 あばれる君          | 1. なんで硬貨は古くなると光らなくなるの? 2. 万華鏡はなんで出来たの? 3. {\displaystyle {\ce {CO2}}} 削減のコーナー 4. なんで落ちた髪の毛は「汚いもの」に見えるの?                                             | 1. 電子が動けなくなるから 2. デビットが夜も船を走らせようとしたから 3. 全種類見る! キツネ編 4. あるべきところにないものだから                                                           | |
| 4月 5日                    | 杉本哲太 SHELLY                | 1. なぜ鳥は朝によく鳴くの? 2. パジャマってなに? 3. 水あかってなに? | 1. 声が通りやすいから 2. インド人のズボン 3. 地面からの贈り物 | - 庄司智春（1問目） |
| 4月12日                    | 指原莉乃 DAIGO                 | 1. なんでささいなことで好きな気持ちが冷めちゃう? 2. なんで野球のユニフォームに横じまはないの? 3. なんでグリーン車は緑色じゃないのにグリーン?                                                                 | 1. 生き延びるための野生の証明 2. 囚人のイメージが強かったから 3. 1等車に緑の帯が入っていたから                                                                                          | - 山﨑康晃（2問目） |
| 4月19日                    | 大竹まこと 鈴木奈々            | 1. なんでハトが平和の象徴として広まったの? 2. なんで缶飲料にスチール缶とアルミ缶があるの? 3. なんで雑誌の日付は未来になっているの?                                                                           | 1. ピカソがハト好きだったから 2. スチール缶はお茶やコーヒー、アルミ缶は炭酸飲料を入れるため 3. 未来のことが書いてあるから                                                               | - 錦鯉（1問目） - 梅澤真理子（3問目）                                                                                                |
| 4月26日                    | EXILE NAOTO 若槻千夏           | 1. なんで新幹線に乗るときはシートベルトをしなくていいの? 2. なんで他人の目が気になっちゃうの? 3. なんで将棋の対局中に食べたモノがニュースになるの?                                                           | 1. 新幹線は急ブレーキをかけないから 2. 石器時代を生き抜くため 3. そこに勝負の空気があるから                                                                                             | |
| 5月 3日 （19:30 - 20:52）  | 黒木瞳 上地雄輔 勝村政信       | 1. なんで電車は曲がれるの? 2. なんでカッターナイフの刃がポキポキ折れるようになったの? 3. なんで植物は声を出さないの? 4. なんで直毛の人とくせ毛の人がいるの?                                                  | 1. 車輪が紙コップみたいな形をしているから 2. 良男が進駐軍から板チョコをもらったから 3. いいや、叫んでる! 4. 脳の温度を調節するため                                                      | |
| 5月10日                    | 柳原可奈子 陣内孝則            | 1. なんで「○は良い」「×は悪い」「△はどちらでもない」なの? 2. ブービー賞ってなんであるの? 3. なんで年をとると老化するの?                                                                                      | 1. ○×は先生から親へのチクリ帳、△は作文テストの書き直せマーク 2. 日本人が優しすぎたから 3. 命の回数券が減っていくから                                                                    | - 柴田祐規子（1問目） - クールポコ。（2問目） - 宮下草薙（3問目）                                                                    |
| 5月17日                    | 伊藤沙莉† 仲野太賀†            | 1. 走るときに腕を振っちゃうのはなんで? 2. なんで運転席の隣を助手席って呼ぶの? 3. {\displaystyle {\ce {CO2}}} 削減のコーナー 「ボーっと見てんじゃねーよ! ザ･ベストカット･オブ･ライフ」 4. ビリジアンってなに? | 1. 腕が足を引っ張っているから 2. タクシー運転手の助手の席だったから 3. 登山家・竹内さんを送り出すカット 4. 混ぜても作れない水酸化クロム色                                               | |
| 5月24日                    | 宮田和弥 池田美優              | 1. なんでサッカーコートはしま模様なの? 2. あみだくじってなんであみだなの? 3. なんで酔っ払うと声が大きくなるの?                                                                                               | 1. 芝刈り機が手前から奥に走れば、当然次は奥から手前だから 2. 阿弥陀如来の後光に似ていたから 3. 自分の声が聞こえていないから                                                             | |
| 5月31日                    | 清塚信也 藤本美貴              | 1. なぜ薬は病院ではなく薬局でもらうようになったの? 2. なぜ木の枝ってグニャグニャしているの? 3. 「恥ずかしい」ってなに?                                                                                       | 1. フリードリヒ2世が毒殺にビビったから 2. まっすぐ行ければ楽だけど、日の光当たるオーディションで脱落者が続出しているから 3. 自分の居場所を守るための人間ならではの感情                  | - 二宮直輝（1問目、ナレーション） |
| 6月 7日                    | 遠藤憲一 福田麻貴              | 1. なんで横断歩道を渡るときに鳥の鳴き声が聞こえるの? 2. なんで韻を踏むと気持ちいいの? 3. 学ランの「ラン」ってなに?                                                                                           | 1. 東西南北がわかりやすいから 2. リズムと驚きを同時に味わえるから 3. オランダの「ラン」                                                                                                 | - 濱田祐太郎（1問目） - CAKE-K（2問目） - 伊集院光（3問目）                                                                          |
| 6月14日                    | 中村正人 佐々木彩夏            | 1. なんでバスケットボールの得点は2点なの? 2. なんでハワイのお土産といえばマカダミアナッツチョコレートなの? 3. なんでくしゃみをするときに目を閉じるの?                                                        | 1. ファウルをすると相手に得点が入るようにしたらややこしいことが起きたから 2. それがマモルの夢だったから 3. 目玉が飛び出るかもしれないから                                               | - 富樫勇樹（1問目） - 余貴美子（2問目、ナレーション）                                                                                |
| 6月21日                    | 森泉 鈴木浩介                  | 1. なんで甘エビは甘いの? 2. なんで夏は暑いの? 3. 「とことんやる」の「とことん」ってなに? | 1. 海の深～いところにすんでいるから 2. 地面と海面の分子が激しく動いて発生した熱が空気に伝わるから 3. 日本舞踊の足拍子                                                                   | |
| 7月 5日                    | 小森隼 河合優実                | 1. なんで七夕の日に願い事をするの? 2. なんで高校野球の応援曲は懐メロが多いの? 3. なんでガスコンロの炎は青いの?                                                                                               | 1. 手芸が上手になりたかったから 2. 先輩が活躍した曲で自分も活躍したいから 3. 完全燃焼しているから                                                                                       | |
| 7月12日                    | 和田アキ子 天野ひろゆき        | 1. なんで「やるな」って言われるとやりたくなる? 2. なんでバレーボールは6人なのにビーチバレーは2人なの? 3. なんで瓶ビールのコップは小さいの?                                                                   | 1. 人間は自由な生き物だから 2. 8人遅刻したから 3. ビール会社が生き残るため | - 川合俊一（2問目） |
| 7月19日                    | YOU 白岩瑠姫                   | 1. なんで写真を撮るときに日本人はピースをするの? 2. なんで誕生日を祝うの? 3. こんなんのコーナー 4. 噴水ってそもそもなに?                                                                                     | 1. 井上順のせい 2. 誕生日に年をとることになったから 3. 「コンパス」って言いながら「パソコン」と書けない現像 4. 水道のゴミ詰まりチェッカー                                               | - 井上順（1問目） - 林家ペー・パー子（2間目）                                                                                        |
| 8月23日                    | 小林幸子 木戸大聖              | 1. なんでのど自慢で鐘を鳴らすの? 2. なんでこんなにひっきりなしに息をするの? 3. なんで観光地で撮った写真はみんな同じになっちゃうの?                                                                           | 1. 「結構です」が合格か不合格かまぎらわしかったから 2. 酸素が毒だから 3. その世界を演じたいから                                                                                         | - 美川憲一（1問目） |
| 8月30日 （19:45 - 20:45）  | 加藤浩次 ホラン千秋            | 1. なんで大人数の声援は「わー」って聞こえるの? 2. なんで陸上のトラック競技は左回りなの? 3. なんで人は怖い話を聞きたくなるの?                                                                                 | 1. バラバラの声が重なり合って響くと「わ」ができちゃうから 2. 右利きが多いから!? 3. 危険か安全か確かめたくなる野生の本能                                                                 | - 郷ひろみ（1問目） - 竹林宏（2問目） - あばれる君（2問目） - キムラ緑子（3問目）                                                    |
| 9月 6日                    | 小林聡美 つるの剛士            | 1. なんでドラムは1人で叩くの? 2. なんで右利き左利きがあるの? 3. なんでお祭りでお面が売られているの? | 1. 小太鼓奏者と大太鼓奏者がケンカしたから 2. 右脳と左脳があるから 3. 誰だかわからなくなってはっちゃけるため                                                                             | - にゃんごすたー（1問目） - ZAZY（2問目）                                                                                            |
| 9月13日                    | 石黒賢 安田美沙子              | 1. なんでパン屋さんでトングをカチカチさせてしまうの? 2. 敬老の日はもともとなんなの? 3. なんで伊豆半島は静岡県なのに伊豆諸島は東京都なの?                                                                     | 1. 脳のガス抜きがしたいから 2. 兵庫県の「としよりの日」 3. 島の人たちが東京とのつながりを望んだから                                                                                     | |
| 9月20日                    | 嶋佐和也 小芝風花              | 1. 関東·関西の「関」ってなに? 2. なんでナマケモノはなまけているの? 3. なんで焼き肉のニオイはずっと残るの? | 1. 鈴鹿関·不破関·愛発関の「関」 2. なまけないと生きていけないから 3. 脂のミストシャワーを浴びているから                                                                                 | |
| 9月27日                    | 高見沢俊彦 原菜乃華            | 1. 「ギャル」ってそもそもなに? 2. なんで日本人は"生"が好きなの? 3. なんでサウナって気持ちいいの? | 1. サーフィン界わいの女の子たち 2. 危険に挑み続けてたどりついた最高のごちそうだから 3. リラックスと興奮が押し寄せる奇跡の2分間があるから                                                | - ねづっち（3問目） - カンニング竹山（3問目）                                                                                        |
| 10月 4日                   | 大竹まこと 若槻千夏            | 1. なんでイクラは赤いの? 2. なんで冷たい飲み物はおいしく感じるの? 3. なんで数えるときに「正」の字を書くの?                                                                                                   | 1. 紫外線から命を守るため 2. 細菌が繁殖しにくい温度だから 3. 鉛筆が普及したから | - あばれる君（2問目） - AMEMIYA（3問目）                                                                                             |
| 10月11日                   | 浅野ゆう子 武尊                | 1. なんで秋になると紅葉するの? 2. なんで曲の一番盛り上がる所をサビっていうの? 3. 胸がドキドキ、雷がゴロゴロ。なんで繰り返すの?                                                                               | 1. 見守り続けた緑を赤が看取ったから 2. 音楽業界最大のミステリー 3. 繰り返す事を言っているから。そして日本人は4つの音が好きだから                                                        | - 野間口徹（1問目） |
| 10月18日                   | ヒコロヒー 土田晃之            | 1. なんでハスキーボイスが魁力的に感じるの? 2. なんでゴシップカメラマンをパパラッチっていうの? 3. なんで大納言小豆は大納言なの?                                                                               | 1. 大自然の音だから 2. パパラッツォさんがしつこかったから 3. 貴族は切腹しないから | - 木村昴（1問目） |
| 10月25日                   | 安達祐実 青木崇高              | 1. そもそも万博はどういう理由で始まったの? 2. そもそもなんでバレーボールをするようになったの? 3. なんでかわいいものを見るとジタバタするの?                                                                   | 1. ヴィクトリア女王の夫がロンドンを世界の中心にしたかったから 2. バスケットボールが激しかったから 3. キュン死しないようにするため                                                       | - ミャクミャク（1問目） |
| 11月 1日                   | DAIGO サーヤ                   | 1. なんで「ハチ公」って呼ぶの? 2. ひきわり納豆がひき割られているのはなんで? 3. マヨネーズってなに? | 1. 新聞記者がハチの忠犬ぶりに感動して呼び捨てにできなかったから 2. 東北地方の人たちが年末年始に納豆を食べたかったから 3. マオンのソース                                                 | |
| 11月15日                   | 有村架純 坂口健太郎            | 1. なんでゆで卵の殻はむきやすかったりむきにくかったりするの? 2. なんで道路標識の「止まれ」は逆三角形なの? 3. こんなんのコーナー 4. ハニワってなに?                                                           | 1. 鮮度のせい 2. ほかのみんなが丸くなったから 3. 体の横を壁につけると足が上がらない現像 4. 王様の大河ドラマ                                                                             | |
| 11月22日                   | 野々村真 生見愛瑠              | 1. コンソメスープの「コンソメ」ってなに? 2. なんで教室の窓は左側にあるの? 3. なんで仲良くなると「おそろい」にしたくなるの?                                                                                   | 1. すべてやりきった 2. 右利きばかりだったから 3. まだ仲良くないから | - 後藤繁榮（1問目） - 平野レミ（1問目）                                                                                              |
| 11月29日                   | 窪田正孝 SHELLY                | 1. なんでクレーンゲームにぬいぐるみが入ってるの? 2. なんで1日は24時間なの? 3. 炊き込みごはんはそもそもなぜ炊き込んだの?                                                                                      | 1. 小形さんが韓国で山積みのぬいぐるみを全部買ったから 2. 月が地球にブレーキをかけているから 3. お米が足りなかったから                                                                   | - 田口トモロヲ（1問目、ナレーション）                                                                                                |
| 12月 6日                   | 大塚愛 長谷川忍†               | 1. なんで音楽を聴くと踊りたくなるの? 2. なんで警察官·パイロットの帽子は上が出っ張っているの? 3. なんでベートーヴェンの肖像画は怒っているの?                                                                  | 1. 人間が言葉を話す生き物だから 2. 天使の輪をのせたかったから 3. 怒ってもいない | |
| 12月13日                   | 若村麻由美 原西孝幸            | 1. しゃぶしゃぶはなんで「しゃぶしゃぶ」っていうの? 2. なんでHawaiiは「i」が2つつくの? 3. {\displaystyle {\ce {CO2}}} 削減のコーナー 「THE論文SHOW」 4. 日本の国土の面積ってどうやって計算するの?             | 1. おしぼりを洗う音 2. ハワイッイだから 3. 透明人間になれる方法 4. 1500万個の台形の面積を計算する                                                                                       | |
| 12月20日                   | 光浦靖子 小峠英二              | 1. 「ジングルベル」のベルってなんのベル? 2. 時間はどうやって決めているの? 3. なんで付せんは何度も貼ったりはがしたりできるの?                                                                                 | 1. 馬のしっぽについている鈴 2. 世界中にあるおよそ400分のストップウォッチの平均値から決めている 3. 無数の小さい球でくっついているから                                                    | - 秋川雅史（1問目） |
| 12月27日 （19:30 - 20:42） | 里見浩太朗 高橋克実 飯島直子   | 1. なんでカニの値段は高いの? 2. なんでキティちゃんはリボンをつけてるの? 3. なんで身に覚えのない罪を濡れ衣って言うの? 4. 「善玉」「悪玉」ってなに?                                                            | 1. 共食いするから 2. 人々の心と心を結ぶため 3. 春姫が濡れた衣を着せられたから 4. 江戸時代の漫画のキャラクター                                                                           | - AMEMIYA（1問目） - ハローキティ（2問目） - 鈴木壮麻（3問目） - 星風まどか（3問目） - 朝夏まなと（3問目） - レジョン・ルイ（3問目） |

### 2025年
| 2025年                    | 2025年                         | 2025年 | 2025年 | 2025年                                                          |
| 放送日時                  | ゲストパネラー                 | 問題 | チコちゃんの解答 | VTRゲスト                                                       |
| ------------------------- | ------------------------------ | --- | --- | --------------------------------------------------------------- |
| 1月10日                   | 奈緒 亜生                      | 1. なんで深海魚って光るの? 2. なんで子どもはぬいぐるみを好きになるの? 3. なんでひつまぶしとひまつぶしを見間違えちゃうの?                                                                     | 1. 酸素が毒だから 2. 親離れするため 3. そのほうがお得だったから |                                                                 |
| 1月17日                   | 河北麻友子 あばれる君          | 1. なんでデパ地下は地下にあるの? 2. なんでクロワッサンはこの形 (三日月形)なの? 3. こんなんのコーナー 4. なんでふりがなを「ルビ」っていうの?                                                  | 1. デパートが土足禁止だったから 2. オスマン帝国に戦争で勝ったから 3. 自分の指と他人の指をこするとなんか気持ち悪い現像 4. 宝石のルビー | - コージー冨田（2問目、ナレーション）                           |
| 1月24日                   | 中岡創一 村上佳菜子            | 1. なんで熱が出たとき体温が上がっているのに「寒い」と感じるの? 2. 散歩の「散」ってなに? 3. {\displaystyle {\ce {CO2}}} 削減のコーナー 4. なんで冷蔵庫は冷やせるの?                           | 1. そのとき脳は平熱が39℃だと思っているけど、実際は37℃とか38℃だから 2. 薬 3. 全種類見る! ペンギン編 4. 汗冷えと同じ仕組み |                                                                 |
| 1月31日                   | ディーン・フジオカ みりちゃむ† | 1. なんで人見知りするの? 2. なんで下着もズボンもパンツっていう? 3. 「仕出し」と「出前」、なにが違う?                                                                                         | 1. 死にたくないから 2. イギリスのパンツとアメリカのパンツだから 3. 予約をするかしないか | - なるみ（1問目） - 濱口優（1問目） - なかやまきんに君（3問目） |
| 2月 7日                   | キムラ緑子† 津田健次郎         | 1. ヒーローってもともとなに? 2. なんでカモの親子は子どもが後ろに並んで泳ぐの? 3. なんで体験したこともないのにレトロなものを見ると懐かしいと感じるの?                                         | 1. 半分神样 2. 親も楽だから 3. 親が懐かしがっているから |                                                                 |
| 2月14日                   | 島崎和歌子 八木勇征            | 1. なんで年齢を書くとき歳と才があるの? 2. 観覧車ってなに? 3. こんなんのコーナー 4. なんで失恋すると海が見たくなるの?                                                                         | 1. 簡単な才は小学生までの仮の漢字 2. エッフェル塔のライバル 3. じっと見ると指と指が吸い寄せられちゃう現像 4. お母さんのおなかの中と似ているから |                                                                 |
| 2月21日                   | 三宅裕司 倉科カナ              | 1. なんで女学生は卒業式に袴をはくの? 2. なんで寒いと手足が冷たくなるの? 3. なんでツバキは冬に咲くの?                                                                                         | 1. はいからさんが通ったから 2. 手足を犠牲にして心臓や脳を守っているから 3. 鳥に蜜を吸ってほしいから | - 南野陽子（1問目）                                             |
| 3月14日                   | 高畑淳子 寺田心                | 1. なんで寝ているといえば鼻ちょうちんなの? 2. なんで水を買うようになったの? 3. 流行色ってなに?                                                                                               | 1. 昔は寝ているときによく「鼻ちょうちん」を出していたから 2. ウイスキーの水割りがはやったから 3. 世界がバタバタしないために決めている色 |                                                                 |
| 3月28日 （19:30 - 20:42） | 阿部サダヲ 今田美桜 中沢元紀   | 1. なんで化粧品売り場はデパートの1階にあるの? 2. なんでその日の気分で食べたいものが変わるの? 3. なんで「大河ドラマ」は大きな河なの? 4. こんなんのコーナー 5. なんでバカは「馬」と「鹿」なの? | 1. 馬のフンが臭かった! 消臭効果からの墳水効果 2. 腸のバクテリアに命令されているから 3. ロマン·ロランのせい 4. くるくる回ると体が柔らかくなっちゃう現像 5. 鹿を見せられて「馬だよね?」と言われたから | - 石坂浩二（3問目） - 草薙航基（4問目） - 小沢仁志（4問目）     |
| 4月 4日                   | 杉本哲太 石川佳純              | 1. コピー機でコピーができるのはなんで? 2. なんで「ウ」にてんてん をつけるようになったの? 3. リンパってなんなの?                                                                              | 1. 光で静電気を操っているから 2. 福澤諭吉の思いつき 3. 体のたたかう下水道 |                                                                 |
| 4月11日                   | 榊原郁恵 カンニング竹山        | 1. なんで人間は毛が生えてないの? 2. なんで日本人は食事をするとき食器を持ち上げる? 3. 赤みそと白みその違いってなに?                                                                           | 1. ヒトが狩りをするようになったから 2. 日本の家が狭かったから 3. 「赤みそ」は蒸した大豆、「白みそ」はゆでた大豆 | - 木村多江（1問目）                                             |
| 4月18日                   | 岩田剛典 池田美優              | 1. なんでメジャーリーガーは試合中にひまわりの種を食べるの? 2. なんでお寿司屋さんの湯飲みは大きいの? 3. なんでタイムカプセルを埋めるようになったの?                                           | 1. 究極の暇つぶしアイテムだから 2. お茶のおかわりをさせないため 3. ツタンカーメン王の墓が発掘されたから | - 五十嵐亮太（1問目）                                           |
| 4月25日                   | 王林 秋山竜次                  | 1. なんで首をかしげるとかわいいの? 2. なんで暗証番号って4桁なの? 3. なんで消しゴムは紙のケースに入っているの?                                                                                | 1. 考え込む赤ちゃんに見えるから 2. ジョンさんの奥さんが4桁までしか覚えられなかったから 3. 周りのプラスチックとくっついちゃうから | - 小沢仁志（1問目） - ユージ（3問目） - 新山千春（3問目）       |
| 5月 2日                   | 大竹まこと やす子              | 1. 恐竜ってなんであんなにデカいの? 2. なんで人はプレゼントするの? 3. なんで日本人は富士山が好きなの?                                                                                         | 1. 食われないため 2. 贈る側がプレゼントするから。そして生き残れるから 3. 徳川家のプロデュースに乗せられたから |                                                                 |
| 5月 9日                   | 丸山礼 向井慧                  | 1. なんで永久欠番が出来たの? 2. なんでバーベキューの料理はおいしく感じるの? 3. 寝ぐせってなんでできちゃうの?                                                                                 | 1. ルー·ゲーリッグを励ますため 2. 脳のブレーキが外れるから 3. 髪の毛にズラーッと並んでいる分子のペアがずれるから | - 塚原愛（3問目）                                               |
| 5月16日                   | 佐々木希 小森隼                | 1. なんでくつ下をはくようになったの? 2. 水戸黄門の「黄門」ってなに? 3. なんでチューリップといえばオランダなの?                                                                               | 1. 脚線美を見せつけたかったから 2. 「中納言」という官職 3. チューリップバブルが起こったから | - 磯山さやか（2問目） - カミナリ（2問目）                       |
| 5月23日                   | 天野ひろゆき 藤本美貴          | 1. 日本でクリスチャンじゃない人が教会で結婚式を挙げるのが多いのはなんで? 2. なんで甘いものは別腹なの? 3. なんで漫画雑誌の紙はカラフルなの?                                                   | 1. ローマ教皇がお試しでOKしてくれたから 2. 本当に別腹ができるから 3. 再生紙のインクが抜ききれないから。そして飽きさせないため | - 真壁刀義（2問目） - キョエちゃん（3問目）                     |
| 5月30日                   | DAIGO MISIA                    | 1. 金ってなに? 2. なんで子どもは内緒話をするの? 3. はんぺんってなに? | 1. 宇宙のかなたから飛んできたもの 2. 大人の階段のぼるため 3. サメのふわふわケーキ | - 鬼越トマホーク（1問目）                                       |
| 6月 6日                   | 太田光 ゆうちゃみ              | 1. なんで温泉に入るとき、頭にタオルを乗せるの? 2. 肉まんにはヒダがあるのに、あんまんがつるつるなのはなんで? 3. アニメの登場人物はなんで髪の毛がいろいろなの?                                 | 1. 脳をオーバーヒートさせないため 2. 肉まんはひっくり返せないから 3. 子どもに一目で性格をわかってほしかったから |                                                                 |
| 6月13日                   | 萩原聖人 YOU                   | 1. なんで驚くことを「目が点になる」と言うようになったの? 2. なんでエレベーター待ちはイライラするの? 3. なんで将棋の駒には「桂」や「香」が使われているの?                                     | 1. 福田幾太郎さんが使い始めてさだまさしさんが広めたから 2. 倉庫の入口がガバガバになって体感時間がたまりすぎるから 3. 戦争のゲームなのに争いを好まない人たちがやっていたから | - さだまさし（1問目）                                           |
| 6月20日                   | 土田晃之 サーヤ                | 1. なんでサッカー日本代表のユニフォームは青いの? 2. なんで牛たんは仙台名物なの? 3. こんなんのコーナー 4. なんで寝るときに見る夢と将来の夢は同じ「夢」なの?                                   | 1. 東大の色 2. 佐野さんが作った牛たん焼きを大川原さんが「仙台名物だ」とそうでもないのに言い切ったから 3. 手のひらに穴があいちゃう現象 4. 階級社会が終わって未来を選べる時代になったから |                                                                 |
| 6月27日                   | 野々村真 井上咲楽              | 1. ロケットを打ち上げるとき、なんであんなにたくさん煙が出るの? 2. グリンピースってなに? 3. なんで赤ちゃんは生まれてすぐ泣くの?                                                               | 1. 水をぶっかけているから 2. エンドウ豆 3. 二足歩行になったから |                                                                 |
| 7月11日                   | 津田篤宏 森香澄                | 1. なんで動物園はつくられたの? 2. なんで木は長生きなの? 3. なんでビールは500mlのジョッキで飲む?                                                                                              | 1. 権力を見せつけるため 2. 死にながら生きているから 3. パワー不足の日本人だったけど、ドイツのビールを好きになったから | - 田中直樹（1問目）                                             |
| 7月18日                   | 伊集院光 池田エライザ          | 1. なんでサッカーは試合後にユニフォームを交換するようになった? 2. なんで人は炭を使うようになったの? 3. なんで円の1周は360度なの?                                                             | 1. フランス代表がイングランド代表のユニフォームを欲しがったから 2. 人類が洞窟で火を使いたかったから 3. 1年がだいたい360日だから | - 内田篤人（1問目）                                             |
| 7月25日 （19:30 - 20:42） | 笑福亭鶴瓶 綾瀬はるか 本木雅弘 | 1. 「君」ってなに? 2. なんで映像に音楽が加わるとより感動するの? 3. トロフィーってなに? 4. なんでややこしいのに同じ地名がたくさんあるの?                                                      | 1. 吉田松陰が立場を超えてコミュニケーションがとれるようにしたことば 2. 音楽が意識を「自分」に向けさせるスイッチだから 3. 敵から奪いとった武器をくくりつけたタワー 4. 昔はみんな地元のことしか知らなかったので、よそに同じ地名があっても混乱することがなかったから。そして現代は今さら「変えて!」とは言えないから | - なかやまきんに君（1問目） - 山西惇（3問目） - 純烈（4問目）   |
| 8月 1日                   | 高橋文哉† 野呂佳代             | 1. なんでコンサートでペン型ライトを振るようになったの? 2. なんで家のかき氷はシャリシャリなのに、お店のかき氷はフワフワなの? 3. 海のニオイってなに?                                           | 1. ヒデキがファンの顔を見たかったから 2. 氷をゆっくり凍らせて、とけ始めを削っているから 3. プランクトンのオナラ | - ハイヒール・リンゴ（1問目）                                   |
| 8月22日                   | ハシヤスメ・アツコ あばれる君  | | |                                                                 |

## テーマ曲
全体的に70年代子ども向け番組へのオマージュがよくみられる。
- オープニングテーマ『カリキュラマシーンのテーマ』（作曲：宮川泰／スキャット：西六郷少年少女合唱団）
  - 水高CPによれば、オープニングテーマに『カリキュラマシーンのテーマ』を用いたのは、パイロット版の際に充ててみたところ番組のイメージに合致したことに加え、番組としての『カリキュラマシーン』自体が当時としては非常にアバンギャルドな子ども向け番組であり、クリエーションもしっかりしていたことへの精神的なリスペクトの意味が込められているという[27]。
- エンディングテーマ『叱られたい!』（作詞・作曲・編曲：奥田民生／歌：チコ村民生と江戸川オールスターズ）** 奥田が番組に出た時、楽曲提供オファーを受けた事が切っ掛けで製作された。
- 2代目エンディングテーマ『江戸川慕情』（作詞：Mr.M／作曲：しだみ／プロデュース：奥田民生／歌：キョエ）
  - 当初「江戸川の生ゴミに恋をしたんだ」という歌詞があったが、江戸川区出身のスタッフから「江戸川に生ゴミは落ちていない」という抗議があったため、後にこの部分は「江戸川のせせらぎで恋をしたんだ」に変更されている。
- ゲスト紹介時のBGM 不明
- チコちゃんが出題し始めるときのBGM 不明
- お題が出された直後に質問の意味を森田が詳しく説明するシーンのBGM 不明
- 「ひだまりの縁側で…」オープニング　テレビ朝日系アニメ『魔法少女ララベル』の『ことわざ日記』のコーナーBGM(曲名不明、作曲：いずみたく)
- 「ひだまりの縁側で…」コーナーお便り読み上げ時BGM　TBS系アニメ「まほろまてぃっく～もっと美しいもの」BGM（曲名「ごめんなさい」作曲：増田俊郎）
- 「ひだまりの縁側で…」コーナーBGM（以前はエンディングテーマ）[122]『大好きって意味だよ』[123][124][125]（2019年4・5月放送の『みんなのうた』作詞・作曲：槇原敬之／編曲：本間昭光／歌：キョエ）
- 「ひだまりの縁側で…」内「専門家のウケウリ情報」（不定期）BGM　不明
- 次回予告BGM（2023年より） NET（現・テレビ朝日）系アニメ『魔法使いサリー(1966年版)』の劇中BGMで使われる曲の一つ（曲名不明）
- ジングル
  - オープニング『走れジョリィ』（『名犬ジョリィ』オープニングテーマ、作曲：ティティーネ・スケーベンス／編曲：田辺信一）[126]
  - エンディング『おいらロボコン ロボットだい!』（『がんばれ!!ロボコン』2代目オープニングテーマ／作曲・編曲：菊池俊輔[127]）(2022年限りで終了し上記次回予告のみとなる）

## 放送時間
- 本放送：金曜日 19:57 - 20:42
- 再放送：土曜日（本放送の翌日）8:15 - 9:00（2024年度のみ9:00 - 9:45[128]）
  - 金曜日の放送時間帯は地域別番組の枠となっているため、一部地域では土曜日が初回放送となる[注釈 255]。このため、番組公式サイト上では「金曜日は、それぞれの地域放送局の判断で、独自に制作した番組を放送する場合がある」というお断りが掲載されている[注釈 256]。独自編成が非常に多い大阪放送局が本放送をネットするようになった際は、わざわざ内容が大阪特集になった。また、金曜日に全国的に『NHKニュース7』の延長枠や報道特別番組に差し替えられた場合[注釈 257]は、土曜日が全国的に初回放送となる[15][130]。まれに土曜日分が地域放送局側の事情で差し替えられることもある。
  - 編成上の都合で土曜日の放送が休止になる場合（全国高等学校野球選手権大会期間中など）、あるいはまれに発生する制作上の理由[注釈 258]で、金曜日の放送が過去の放送分のアンコール放送（再放送）になる場合がある。
  - 急な特別編成（例：MLB中継※日本選手出場予定試合）で土曜日の放送が差し替えられた場合、金曜日の放送がなかった地域は放送なしとなる（臨時返上）。
  - 不定期に（主に学校の長期休み期間中）金曜日の地域別番組枠を置き換える形で全局で19:30 - 20:42 に拡大される場合がある。その場合の翌土曜日8:15 - 9:00の再放送枠は、前日ではない過去放送分の再放送、もしくは別番組への差し替えとなる（拡大版の再放送は翌週以降の土曜や日曜、祝日に設定される場合が多い）。
  - 番組終了前の数秒間、画面右上に次回の放送日と放送時間（本放送と再放送）のテロップが挿入される（次週に放送が予定されていない場合はなし）。ただし、金曜日の放送時間帯を独自番組に差し替える放送局は、その告知を別の位置あるいはそのテロップに被せるようにテロップで挿入している。

## 評価

### 肯定的評価
レギュラー放送開始後の視聴率（ビデオリサーチ調べ、関東地区・世帯・リアルタイム。以下において同じ）は、おおむね2桁の数値を挙げている。本番組の視聴率の特徴として「本放送（金曜日）より再放送（土曜日）の視聴率の方が高い」という傾向がある。具体的には、2019年2月9日放送の再放送分が18.0%という視聴率を記録し、2019年2月第1週（2月4日 - 10日）の週間高世帯視聴率番組の「その他の娯楽番組」部門で、前夜の本放送のみならず『笑点』や『世界の果てまでイッテQ!』（いずれも日本テレビで10日放送。）といった番組を抑えて週間1位となる現象が起きている。
この理由について、スポーツ報知は、「再放送が高視聴率を挙げる連続テレビ小説の直後に放送されること」「土曜朝という時間帯が視聴者層に合致したこと」「番組から伝わる『ライブ感』」を挙げている。
- ライター・お笑い評論家のラリー遠田は、東洋経済オンラインのコラム[133]で、番組が人気を集める理由について「（チコちゃんの決め台詞という）番組の代名詞になるような『キャッチーな演出』がある」「番組全体が民放っぽい軽いノリで作られており、NHK特有の『お勉強臭さ』がない」「そもそものテーマ設定が面白い」の3点を指摘した。遠田はさらに、番組について「生意気盛りのチコちゃんに導かれて、新しい知の扉を開くのではなく、すぐそこにある日常を再発見する」「雑事に追われてあくせくしないで目の前にあるものを見つめ直す大切さを私たちに教えてくれているのかもしれない」と好意的に評している。
- テレビ番組に関する著述を多く手がけるフリーライターの木俣冬は、本番組の人気の理由として「チコちゃんがかわいい」「扱われる題材がユニーク」「『ボーッと生きてんじゃねえよ!』と叫べる爽快感」「誰もが5歳児の自由な発想に戻って柔軟に考える楽しさ」「NHKらしくない（民放のバラエティーのノウハウを取り入れた構成）」の5点を挙げた。また、番組最後のお便りコーナーを例に挙げて「誰でも5歳を設定することで、誰でも参加できる真の公共性というNHKらしさを獲得している極めておもしろい番組である」と評している[27]。
- コラムニストの木村隆志は、自身の連載コラム[42]の中で、本番組を民放のバラエティ番組と比較して「番組で取り上げる題材が『役に立つ情報』ではなく『普通の雑学』である」「ネタや笑いの手数が圧倒的に少ない」「『あおり』『ひっぱり』などの（視聴者が）嫌悪しがちな演出がない」点を指摘し、さらに「当番組のヒットは、『大量のタレントを起用した演出過多な民放バラエティに対する不満』の表れに見える」「『チコちゃんに叱られる!』を見るたびに、民放バラエティに一石を投じる番組だなと感じてしまう」とも述べている。

#### テレビ業界の反応
- 本番組は、2018年7月度のギャラクシー賞月間賞に選出された。選考する放送批評懇談会では選出理由として「民放カルチャーをうまくNHK化し、各局がのどから手が出るほどほしい3世代視聴を実現している」と述べている[134]。
- 関西テレビ放送元社長の福井澄郎は、社長在任時の記者会見にて、気になる他局の番組として本番組の名前を即答した。本番組の高視聴率が続いていることについて、「ちくしょーと思った」と発言している。なお、福井が本番組の制作にも関わる共同テレビジョンの役員も務めていることに鑑み、「余計に悔しい」としながらも「ああいう面白いコンテンツが出てくるのは良いこと」と称賛している [135]。

### 否定的評価
本番組で紹介された説は、視聴した専門家や業界関係者から「事実関係に誤りがある」「ものごとを単純化し過ぎている」と指摘されることがある。また、本番組で紹介される『答え』には「諸説ある」という注が付けられているものの、「『諸説ある』という言葉で逃げているだけである」「信憑性がほとんどない説にもかかわらず『諸説ある』という体で取り上げている」との批判もある。
- 2019年1月4日の放送回で取り上げられた「たい焼きの起源」に関して、「近代食文化研究会」を名乗るTwitterアカウントが、番組で放送された内容はデマだとする趣旨の解説を投稿した。一連の投稿は拡散され、インターネット上で話題を呼んだ[138]。
- 2020年8月21日の放送回では、「肉じゃがのルーツ」について「東郷平八郎が英国留学中に食べたビーフシチューの味が忘れられず、それを日本にある材料で再現させたところ生まれた」とする説を紹介したが、これは舞鶴市の清水孝夫が地元町おこしのために創作したものであることが知られており、インターネット上で論議を呼んだ[139][140]（肉じゃが#誕生の経緯に関する説も参照）。
- 2020年9月11日の放送回では、「ギョーザ（餃子）」という漢字の書き取り問題を行った際、「餃」の食へんを簡単な形で書いた（いわゆる拡張新字体の）回答を不正解と判定した。この放送に対して、毎日新聞校閲部のブログは、朝日新聞や読売新聞の活字も同様の字体を使用していることを挙げつつ「どちらで書いてもよい」「NHKのスタッフはチコちゃんにぜひ『同じ字でもいろいろな形がある』ということを、5歳児にも分かるように伝えてほしいと思います」と批判した。[141][139]（食部#食偏の終端部も参照）。
- 2020年10月30日の放送回では、「スーパーで売られている野菜の大きさが揃っているのはなぜか」という問いに対して「品質が揃いやすい種（F1種）を使っているから」だと紹介した。この放送を視聴した埼玉県の農家の男性が、毎日新聞に対して「視聴者に誤解を与えかねず、農家をないがしろにしている」などと投書した[142]。JA全農の発行するWebマガジン「Apron」は、店頭に野菜が整然と並んでいる理由を「生産者が良品出荷に向けて努力を重ね、それぞれの野菜ごとに決められた出荷規格に合わせて選別・出荷しているから」としている[143]。
- 2023年7月14日の放送回では、「水は地面に染み込むのになんで海の水は無くならないの？」という疑問について、大学教授の解説と共に「海底が水圧でカチカチだから」とする答えを紹介した。これに対し、堆積学者で京都大学准教授の成瀬元は、Twitter上で「チコちゃんの説明は完全におかしい」「浅海の表層堆積物に比べて深海の軟泥は固結していない」などと解説した。日本地質学会副会長の星博幸は、成瀬のツイートを受けて放送を確認し、「出演した大学教授が完全に誤解している。制作陣はこの教授の言説を鵜呑みにし、その真偽の確認もしなかったと推測される」「専門家がNHKにクレームをつけるべき案件である」とした[144]。この騒動を取り上げたネットメディアのSmartFLASHはNHK側に見解を問い合わせたが、期日までに回答を得られなかったとしている[144]。

雑学ライターの杉村喜光によると、本番組は「諸説ある中の「特殊なケース」を取り上げることがある」。文化人類学者の亀井伸孝は、「文化人類学では、一つの原理によって一つの答えを押し付ける姿勢を厳しく反省し、自己批判してきた。チコちゃんも同じ問題を抱えている」と評した。さらに亀井は、本番組のフォーマットを「執拗に問い、自身の思考様式に合わない他者を罵倒する」ものだと断じ、「無知で尊大で傲慢です。およそ知的な態度ではありません」と厳しく批判した。

## 受賞
- ギャラクシー賞 2018年7月度 月間賞[147]
- 2018年ユーキャン新語・流行語大賞トップテン「ボーっと生きてんじゃねーよ!」[148]。
- 第4回（2018年度）CGWORLD AWARDS大賞（NHKアート）[149]
- 第22回（2019年）文化庁メディア芸術祭 エンターテインメント部門 大賞[28][150]
- 第24回（2018年度）AMD Award '18 大賞/総務大臣賞[151]
- 第34回 ATP賞グランプリ2018 情報バラエティ部門　優秀賞
- VFX-JAPANアワード 2019 先導的視覚効果部門 最優秀賞[152]
- 第56回ギャラクシー賞 マイベストTV賞グランプリ[9]
- 第45回放送文化基金賞 テレビエンターテインメント番組部門 最優秀賞[153]

## スタッフ
- 構成：海老克哉
- CG：林伸彦
- キャラクターデザイン：オオシカケンイチ
- 音響効果：田中寿一、越塚仁士（J-WORKS）
- 操演：ちょこグループ
- 着ぐるみ造型：服部弘弐
- リサーチャー：近江谷志織
- サウンドエディター：恵比須弘和
- ディレクター：上原伸、武田晋助、佐藤智之、池ヶ谷実希、隅田隆之、関根健二、神戸謙太郎、桒田洸治、高野信行、立野明史、藤井雄真、小木曽克典、三宅佑治、杉本千紘、井上融、小笠原豪、新垣博章、木學卓子、蔡理皓、益田洋平、宇都竜太、西岡奈美、居垣寿典、西野拓也、宗實紀子、竜崎琢也、立松恵、伊藤哲、永井宏樹、和田彩、山下俊一、安藤愛優美、山村裕一、矢島理恵子、青木淳、薮田望、白形隆幸、佐々木文恵、雨宮智史、倉田斎、松澤祐介、寺見佑弥、佐藤恵梨子、佐久間隆太、瀬津巧、前田洋、武藤由華（共同テレビ）、柴田真嗣、横伝輝信、阿部佑哉、吉田萌海、内田義之、寺見佑弥、高橋優介、佐藤祐貴、古市誠、白井奈津美、本村宗一朗、柳橋祥太、加藤光城、平田恭崇、佐々木文恵、安藤茂克、中山和樹、佐藤祐貴、飯塚桂子、砂口茉耶、山下颯太（週替り）
- 演出：河井二郎（共同テレビ）[154]（毎週）／吉川修・原島雅之（しーん）、澤田親宏、古賀光輝・相澤幸一（共にアクロ、古賀→以前はディレクター、相澤→以前はプロデューサー）、谷口欽也、大川剛史（アリソデナサソ、谷口→P担当回あり、大川→ディレクター担当回あり）、尾形征輝・渡邊美香（共に共同テレビ）、亀山剛志（kimika）、山本泰輔、多田美保、熊澤美麗、野村緑、奈良部隆久、松尾宗之（山本～松尾→共に以前はディレクター）（週替り）
- プロデューサー：小松純也（スチールヘッド）、中島由布子（共同テレビ）（毎週）／大和加奈子（しーん）、永辻貴子（アクロ）、木村修二・本永巳樹（共にアリソデナサソ）、森亜希子・飯沼美佐子（kimika）
- 制作統括：糸瀬昭仁（NHK）／稲毛重行（NHKエンタープライズ）
- 制作協力：ベイシス（毎週）／しーん、アクロ、アリソデナサソ、kimika（週替り）
- 制作：NHKエンタープライズ
- 制作・著作：NHK

### 過去のスタッフ
- CG：中野大亮
- 制作統括：水高満（NHK）[155]／西ヶ谷力哉（NHKエンタープライズ）

## コラボレーション企画
- 2018年9月22日にNHKと日本テレビで同時生放送された番組『NHK×日テレ同時生放送! テレビ65年 スポーツのチカラ』に特別ゲストとしてチコちゃんが出演[156]、同番組の出演者（有田哲平・水卜麻美（日本テレビアナウンサー）／博多華丸・大吉）に問題を出した。岡村の他、レギュラー出演者は登場せず、この時の解説は桑子真帆アナウンサーが務めている。チコちゃんから問題を出された4名全員が正答できず「ボーっと生きてんじゃねーよ!」とテロップ表示したが、チコちゃんの顔にはCGを一切用いていない。

| 解答者             | 問題                                     | チコちゃんの答え                   | 備考 |
| ------------------ | ---------------------------------------- | ---------------------------------- | ---- |
| 有田哲平・水卜麻美 | なんで野球のマウンドは高くなっているの？ | 雨がたまりやすいのを土で埋めたから |      |
| 博多華丸・大吉     | なんで力士はしこ（四股）を踏むの？       | 土の中にいる悪霊を踏みつけるため   |      |
- 2018年12月31日放送の『第69回NHK紅白歌合戦』（NHK総合・ラジオ第1）では、チコちゃんが岡村とともにゲストとして随所に出演しNHKホールの舞台にも登場した。クイズを出し、正答できなかった白組司会の櫻井翔（嵐）、出場歌手の村上信五（関ジャニ∞）を「ボーっと生きてんじゃねーよ!」と叱咤すると共に、テレビ画面上でチコちゃんが顔を赤くさせて激高するお馴染みの演出が行われた[157][158][159][160]。ちなみにこのシーンのみ舞台正面でなく横からの撮影となり背景が黒い幕だったため、舞台とチコちゃんの顔がかぶることはなかった。

| 解答者   | 問題                              | チコちゃんの答え                   | 備考                  |
| -------- | --------------------------------- | ---------------------------------- | --------------------- |
| 櫻井翔   | 紅白歌合戦はなんで「紅白」なの?   | 初代ディレクターが剣道部だったから | 解説VTRあり[注釈 260] |
| 村上信五 | なんで歌い終わった後に拍手するの? | 神を目覚めさせるため               |                       |
- 2019年3月29日 19:30-20:43 に、連続テレビ小説（朝ドラ）100作記念の特集番組『朝ドラ100作! 全部見せますスペシャル～歴代ヒロインがチコちゃんに叱られる!?～』を放送[161][162]。

| 解答者     | 問題                                  | チコちゃんの答え                                   | 備考        |
| ---------- | ------------------------------------- | -------------------------------------------------- | ----------- |
| 石田ひかり | なんで「ドラマ」なのに「小説」という? | 新聞小説が元で、そこから進化したものだから         | 解説VTRあり |
| 広瀬すず   | 朝ドラは主題歌をなぜ長く流す?         | ちょっと手を止めて、テレビの前に座りましょうの合図 |             |
- 2019年3月30日にNHK BSプレミアムで放送の『着信御礼!ケータイ大喜利』（特別番組として放送）にチコちゃんが登場し、お題「番組中、“チコちゃん恋してるのかな？”何と言った？」に視聴者から事前に寄せられた回答を紹介した[163][164]。

- 2019年6月1日に横浜スタジアムにて開催されたプロ野球『横浜DeNAベイスターズ×東京ヤクルトスワローズ』でのイベント「YOKOHAMA GIRLS☆FESTIVAL 2019」のゲストとしてチコちゃんが出演。観客に向けて問題を出題したが、反応が微妙だったため、「ボーっと生きてんじゃねーよ!」と叱咤。その後、始球式を行った[165][166]。この模様は同年7月19日の「ひだまりの縁側で…」コーナーで放送された[167]。

| 解答者               | 問題                  | チコちゃんの答え                             | 備考 |
| -------------------- | --------------------- | -------------------------------------------- | ---- |
| 横浜スタジアムの観客 | 横浜の横ってなんの横? | 入り江に向かって砂浜が横に突き出していたから |      |
- 2019年7月26日にNHK総合で放送のドラマ10『これは経費で落ちません!』第1話の劇中番組として、藤原紀香[注釈 261]演じる著名な空間デザイナー・曽根崎ミレイがゲストパネラーとして出演する『チコちゃんに叱られる!』を主人公の森若沙名子が見るシーンで本作が再現された[注釈 262][169][170]。

- 2019年10月4日放送の『ニュースウオッチ9』にチコちゃんが出演。10月7日から2019年のノーベル賞の受賞者が発表されることを受けて、司会の桑子真帆アナにクイズを出題した[171]。

| 解答者   | 問題                                      | チコちゃんの答え                 | 備考 |
| -------- | ----------------------------------------- | -------------------------------- | ---- |
| 桑子真帆 | なんでノーベルさんはノーベル賞を作ったの? | 死の商人と呼ばれて悔しかったから |      |
- 2019年11月23日放送の『サラメシ勤労感謝の日スペシャル』[注釈 263]にチコちゃんが出演。視聴者の投稿写真を紹介後、CGチームの昼食の様子を密着取材した。

- 2019年12月31日放送の『第70回NHK紅白歌合戦』（NHK総合・ラジオ第1）では、前回同様チコちゃんと岡村がゲストとして登場し、NHKホールの舞台にも登場した。総合司会の内村光良（ウッチャンナンチャン）に問題を出したが答えられなかったため、「ボーっと生きてんじゃねーよ!」と叱咤すると共にテレビ画面上でチコちゃんが顔を赤くさせて激高するお馴染みの演出が行われた。

| 解答者   | 問題                                | チコちゃんの答え                     | 備考 |
| -------- | ----------------------------------- | ------------------------------------ | ---- |
| 内村光良 | なんで最後の人を「トリ」って言うの? | みんなの出演料をまとめて「取る」から |      |
- 2022年5月7日放送の『NHKスペシャル「君の声が聴きたい～若者が願う 幸せのカタチ～」』ではチコちゃん、岡村、キョエちゃんがオープニングアクトとして登場した。

| 解答者                | 問題                                | チコちゃんの答え                                       | 備考 |
| --------------------- | ----------------------------------- | ------------------------------------------------------ | ---- |
| 岡村隆史 キョエちゃん | 今の日本の子どもや若者たちって幸せ? | 日本の子どもや若者の精神的幸福度は38の先進国のうち37位 |      |
- 2020年3月24日放送の『緊急特番・#みんなの卒業式』にチコちゃんが出演[172][注釈 264]。新型コロナウイルス感染拡大の影響で、全国の小学校・中学校・高等学校・特別支援学校の臨時休校などで卒業式が中止または規模縮小となってしまった卒業生にチコちゃんがメッセージを送った。
- 2020年12月31日放送の『第71回NHK紅白歌合戦』（NHK総合・ラジオ第1）にて、チコちゃんがゲスト審査員に選出されたことが同月23日の放送総局長定例会見にて発表された[173]。また、岡村が他局のバラエティ番組で共演している出川哲朗、田中裕二（爆笑問題）と共にサプライズ出演。松任谷由実と共に「きみのためにSuperman」「やさしさに包まれたなら」を歌唱した[174]。
- 2022年11月25日放送の『2022 FIFAワールドカップ・カタール大会デイリーハイライト』にチコちゃんが特別アシスタント、岡村がゲストとして生出演した。
- 2022年12月にNHKとBS民放5社（BS日テレ・BS朝日・BS-TBS・BSテレ東・BSフジ）が共同で展開する4K放送・8K放送普及促進キャンペーン「新4K8K（BS）衛星放送で見ようよ!」にチコちゃんがナビゲーターとして選任され、NHK・BS民放各局で放送される4K・8K番組を紹介した特別番組をNHK[注釈 265]とBS民放5社で順次放送した[175][176][177][178]。このキャンペーンは2023年7月にも行われ、前回と同様にチコちゃん出演の特別編をNHK[注釈 265]とBS民放5社で放送する[179][180][181]。

| 解答者   | 問題               | チコちゃんの答え | 備考        |
| -------- | ------------------ | ---------------- | ----------- |
| 岡村隆史 | 4Kの「K」ってなに? | キロ             | 解説VTRあり |
- 2022年12月29日放送の『ニュースなるほどゼミ 年末スペシャル』の「もっと知りたい!ことしの重大ニュース」にチコちゃんが出演した[182][183]。
- 2023年にNHKと日本テレビがテレビ放送開始70年を迎えることから同年3月に両局で「NHK×日テレ コラボウィーク」に実施。それに伴い、チコちゃんが日本テレビ制作の番組に出演し、同月12日に『笑点』、同月16日に岡村がMCを務めている『ぐるぐるナインティナイン』の「グルメチキンレース・ゴチになります!24」にそれぞれ登場[184][185]。

| 解答者   | 問題                                  | チコちゃんの答え                                               | 備考 |
| -------- | ------------------------------------- | -------------------------------------------------------------- | ---- |
| 増田貴久 | 海老はなんで海に老いると書くの?       | 老人に似ているから                                             |      |
| 郷ひろみ | 牛肉のA5ランクの「A」ってなに?        | 取れる肉の割合                                                 |      |
| 斎藤工   | 北寄貝の赤い部分ってなに?             | 足                                                             |      |
| 小芝風花 | ミニトマトとプチトマトの違いってなに? | プチトマト → 品種名、ミニトマト → 小さなトマトの総称[注釈 241] |      |
| 岡村隆史 | イカの数え方はなんで杯なの?           | イカが器の形に似ているから                                     |      |
- 2023年3月28日、「おしりたんてい」でコラボ作品「ププッ ねらわれたチコちゃんのたからもの」を放送。エンディングではおしりたんていのエンディングと並んで「叱られたい！」も放送された。
- 2023年12月1日、同日に実施のBS放送波再編によって誕生する「NHK BS」と「NHK BSプレミアム4K」の放送開始を記念した特別番組『チコちゃんに叱られる!新BSスタート生放送スペシャル』[注釈 266]にチコちゃんが出演する。『ワールドニュース』や『ワイルドライフ』など、BSにて放送されている人気番組と絡めたクイズを出題する[186]。
- 2025年1月26日、総合テレビ「明日を守るナビ チコちゃんと考える南海トラフ巨大地震」を放送。携帯の緊急地震速報音についての問題を、ゲストの笠松将と吉田沙保里に出し、番組の最後は「ボーっと生きてんじゃねーよ!」と言って締めた。

## 配信番組
NHKエンタープライズを幹事社とする製作委員会が主導し、不定期で配信番組『チコちゃんといっしょに課外授業』を製作。全国各地の美術館や博物館、動物園など、新型コロナウイルスの影響により、訪問が制限されている施設にチコちゃんが行き、特別な課外授業をライブ配信した、

## アニメ映画
五藤光学研究所の配給によりプラネタリウム向けのCGアニメ映画『プラネタリウムでチコちゃんに叱られる! チコとキョエの大冒険!無知との遭遇』を2021年6月19日より東大和市立郷土博物館を皮切りに全国各地のプラネタリウムで順次上映された。

## 舞台
2022年3月にはヨーロッパ企画が制作した舞台版『チコちゃんに叱られる! on STAGE〜そのとき歴史はチコっと動いた〜』が東京・大阪にて上演されたほか、同年10月7日からは全国のユナイテッド・シネマにて同舞台を映画作品として公開、2023年5月7日の14時30分から16時01分にはNHK Eテレにて同舞台の模様を放送した。

## コミカライズ
2019年1月15日発売のコロコロコミック2月号と同年2月28日発売の別冊コロコロコミック4月号（共に小学館）からコミカライズ版が連載されることが発表された。作者はコロコロ版では住吉リョウ、学年誌版はあべさよりである。
また、コロコロ版が『女性セブン』『ちゃお』『ぷっちぐみ』、学年誌版が『学習幼稚園』にもそれぞれ読切として掲載されたこともある。

### 単行本
現時点ではコロコロ版のみ刊行。
- 「チコちゃんに叱られる!」 小学館〈てんとう虫コミックススペシャル〉、全4巻
  1. 2019年4月26日発売、ISBN 978-4-09-143028-1
  2. 2019年9月27日発売、ISBN 978-4-09-143078-6
  3. 2020年4月28日発売、ISBN 978-4-09-143174-5
  4. 2021年6月28日発売、ISBN 978-4-09-143245-2

## グッズ展開
キャラクターに関するライセンスはNHKエンタープライズが管理しており、同社の許諾により複数の企業から、さまざまなキャラクターグッズが展開されている。

### 関連書籍
- 『チコっと冒険 First: Eternal Five CHICO チコちゃんに叱られる! ビジュアルファンブック』 徳間書店 (2018年12月18日発売)　ISBN 978-4-19-864745-2
- 絵本『チコちゃんに叱られる: なぜ、ひとと わかれるときに てを ふるの?』オオシカ ケンイチ　文溪堂 (2019年3月5日発売)　ISBN 978-4-7999-0321-6
- 絵本『チコちゃんに叱られる: ごちそうさまって なに？』オオシカ ケンイチ　文溪堂 (2019年7月発売)　ISBN 978-4-7999-0322-3
- 絵本『チコちゃんに叱られる: おとうさん おかあさんと いっしょにすごせるじかんは　どれくらい？』オオシカ ケンイチ　文溪堂 (2019年11月発売)　ISBN 978-4-7999-0323-0
- 『チコちゃんに叱られる! 』NHK「チコちゃんに叱られる!」制作班編集　小学館 (2019年3月19日発売)　ISBN 978-4-09-388670-3
- 『チコちゃんに叱られる! (ワンダーライフスペシャル)』NHK「チコちゃんに叱られる!」制作班編集　小学館 (2019年3月19日発売)　ISBN 978-4-09-106620-6
- 『はやくしないとチコちゃんに叱られる迷路BOOK』NHK「チコちゃんに叱られる!」制作班監修 宝島社 ISBN 978-4-8002-9338-1
- 『キョエちゃんからの挑戦状!?チコちゃんのまちがいさがしBOOK』NHK「チコちゃんに叱られる!」制作班監修 宝島社 ISBN 978-4-8002-9704-4
- 『大人の脳トレ! チコちゃんの漢字クイズ』NHK「チコちゃんに叱られる!」制作班監修 宝島社（2020年6月12日発売） ISBN 978-4-299-00477-2
- 『答えないと叱られる!? チコちゃんの素朴なギモン365』NHK「チコちゃんに叱られる!」制作班監修 宝島社（2022年7月1日発売） ISBN 978-4-299-03070-2
- 『答えないと叱られる!? チコちゃんのもっと素朴なギモン』NHK「チコちゃんに叱られる!」制作班監修 宝島社（2024年1月5日発売） ISBN 978-4-299-04959-9

### キャラクター商品

#### 食品
- おやつカンパニー
  - ベビースターラーメン - ウィンナー味
  - ベビースタードデカイラーメン - チャーハン味、粒マスタード風味のあらびきウィンナー味、エビチリ味、かに玉味、キムチチャーハン味
  - お湯かけベビースターラーメン - 平めんチキン味
- UHA味覚糖
  - シゲキックス - コーラ味
  - おしえて!チコちゃんキャンディ
  - チコちゃんグミ - ピーチ味
  - ぷっちょTHEワールド - フルーツミックス味
- 永谷園
  - チコちゃんに叱られる!ふりかけ
  - チコちゃんに叱られる!カレー ポーク中辛
  - チコちゃんに叱られる!ちゃーはんの素 醤油風味
- 山崎製パン[196]
  - ランチパック チャーハン風
  - あらびきウインナードーナツ
- 丸大食品
  - チコちゃんに叱られる フィッシュソーセージ&お弁当ウインナー
- 丸川製菓
  - マーブルガム - オレンジ味
  - 風船ガム - サイダー味
- 森永製菓
  - チョコボール - ピーチ味

### ゲームソフト
- チコちゃんの脳活研究所（クラウズプレイカンパニー、2023年7月6日発売）

### コラボレーション
- LINE ポコポコ - 期間限定クエストにて登場。

## 当番組を巡る騒動

### 出演者による失言
2020年4月24日（23日深夜）放送の民放ラジオ番組『ナインティナイン岡村隆史のオールナイトニッポン』（ニッポン放送制作）での岡村の発言内容についてNHKにも苦情が寄せられたことから、同年5月15日放送のラストに「番組からのおことわり」と題したテロップが流され「岡村さんは、自身の発言は不適切なもので、多くの人に不快な思いをさせてしまったと深く反省しています。私たちも皆さまからの声を真摯にうけとめ、これからも心から楽しんでいただける情報をお届けしてまいります」とのメッセージを放送した。

### 出演者によるパワハラ
2022年5月20日放送回で「フォークの歯が4本なのは、スパゲティを上手に食べるため」という解説のVTRに、マナー講師の平林都が出演。この際、女性スタッフがフォークを使ってスパゲティを食べる所作に対して、平林が「すごい仏頂面。下を見ずに私を見て」、「下を見るなと言うてるやろ」、「下品」、「人と一緒にいるときは “頂戴いたします” やろ」などの厳しい言葉でマナーを指摘。女性スタッフが耐えきれずに泣き出してしまうと、平林は「泣くな! ええ年して!」と追い打ちをかけるような指摘を行った。VTR後、岡村は「（スタッフが仕事を）やめてしまうよ」とこぼし、また視聴者からも「パワハラではないか」などと批判が相次いだ。NHK会長の前田晃伸は同年6月2日の定例会見において、「批判をいただくことは、あってはならない。放送ではさまざまなことが起きるが、ご意見には真摯に対応していきたい」と語っている。

## 海外版
この番組のフォーマットを用いた海外版が制作されている。
スペインでは、『Mapi』（マピ）が2022年8月から12月まで放送された。日本版のチコちゃんに相当するのは「マピ」という名前の女の子である。ちなみに6歳という設定。